# Московский автобус
Моско́вский авто́бус — сеть автобусных маршрутов города Москвы. Основной вид наземного муниципального общественного транспорта города. Сеть городских автобусов затрагивает не только территорию столицы (включая ТиНАО и эксклав Зеленоград), но и ряд близлежащих городских округов и населённых пунктов Московской области, причём в пригород ходят как пригородные маршруты, так и городские.
Пригородную сеть (связь Москвы и Московской области) в основном обслуживает АО Московской области «Мострансавто». Некоторые из маршрутов проходят по протяжённой территории Москвы, в частности по территориям Новомосковского и Троицкого округов (ТиНАО).
С 1 октября 2021 года в ТиНАО запущен сервис перевозок по требованию «По пути».

## История

### Первые линии
Поскольку городские власти не хотели создавать конкуренцию трамваю, первая автобусная линия в Москве была пригородной — от Камер-Коллежского вала в районе Марьиной рощи до Останкино. Она была открыта 17 (30) июля 1907 года и на ней в летний сезон курсировали два открытых автобуса, принадлежавших графу А. Д. Шереметеву: 8-местная линейка «Даймлер» с госномером 1002 и 12-местный шарабан NAG с госномером 960. За проезд от Москвы до Останкина был установлен тариф в 15 копеек.

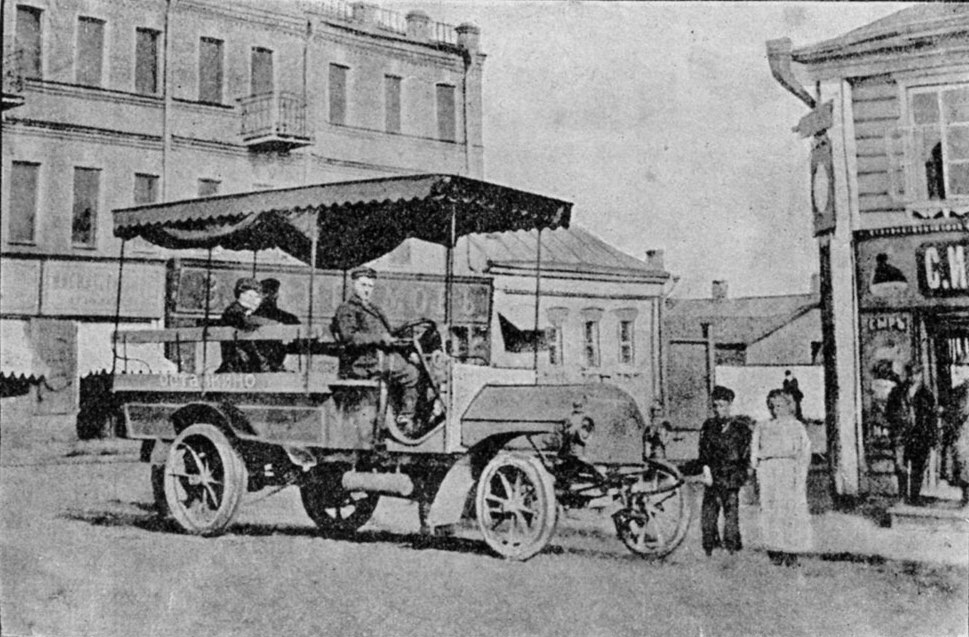
«Даймлер» в Марьиной Роще, 1907
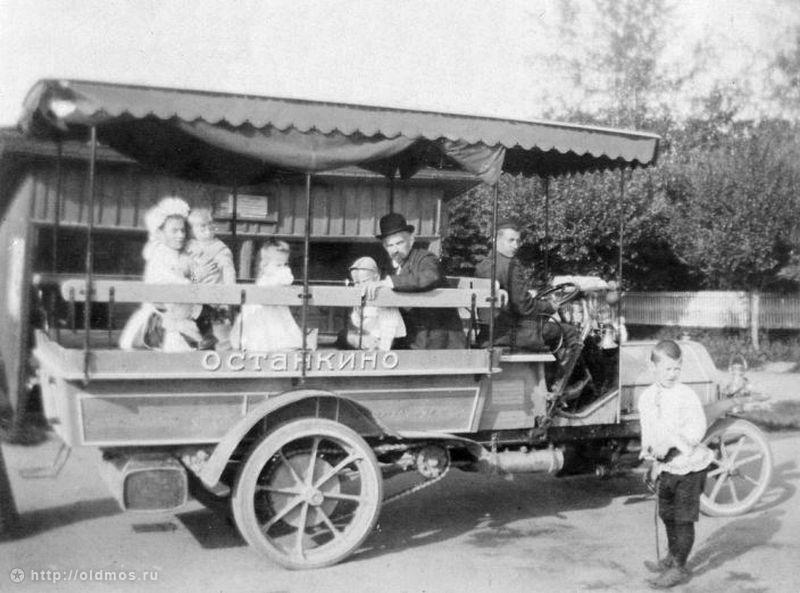
«Даймлер» в Останкино, 1907
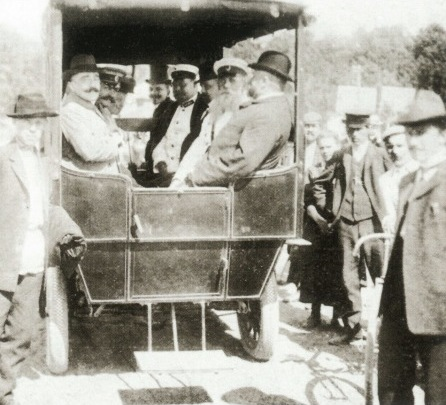
«Лаурин и Клемент» у Петровского парка, 1908
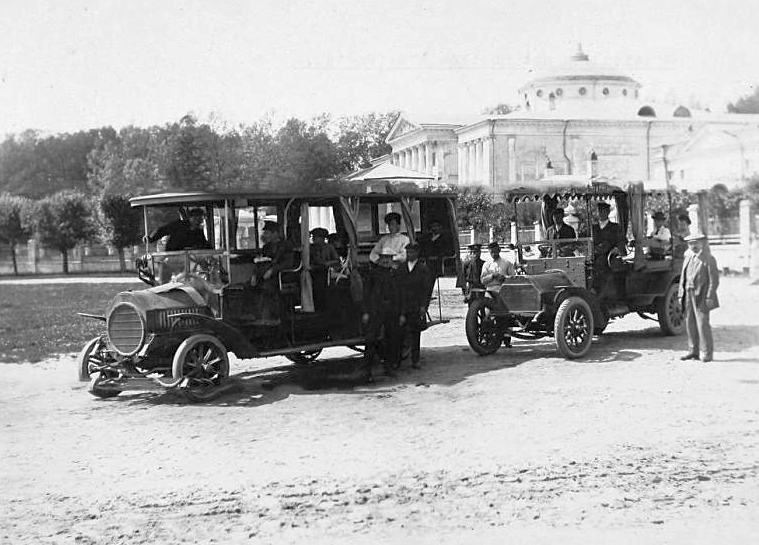
NAG и «Даймлер» в Останкино, 1913
Автобусная остановка в Москве, 1920-е

13 июля 1908 года предприниматель А. И. Бузинков пустил по маршруту Петровский парк—Покровское-Глебово, а затем и от Семёновской заставы к Измайловскому зверинцу по два 10-местных автобуса богемской фирмы «Лаурин и Клемент».

### Регулярное движение

Автобусные и троллейбусные маршруты города в 1938 году, автобусные маршруты показаны сплошными тонкими линиями

Первый автобусный маршрут в черте Москвы (Тверская застава — Каланчёвская площадь) был открыт 8 августа 1924 года. На линии работали в основном английские машины «Лейланд», способные перевозить только 28 пассажиров. Позднее выпуск аналогичных машин был налажен в Ярославле и на ЗИСе. В 1920—1930-е годы активно развивалась маршрутная сеть, но, тем не менее, вплоть до 1950-х автобус играл очень незначительную роль в перевозках (около 8 %).
Активное развитие автобусного сообщения в городе произошло в 1950—1960-е годы в связи с резким увеличением его площади и строительством новых жилых районов. Если в 1950 году имелось 50 маршрутов (24 городских и 26 пригородных), то к 1960 году их стало 154 (88 и 66 соответственно), а в 1970 году — уже 256 (226 и 30). Поначалу маршрутная сеть имела в основном радиальный характер (по основным магистралям), однако постепенно сформировались и хордовые линии (особенно к станциям метро). В некоторых окраинных районах автобус надолго стал единственным видом общественного транспорта. К 1980 году число маршрутов увеличилось до 374 (342 и 32), к 1990 году — до 527 (496 и 31). В конце 1980-х автобусом пользовалось ежедневно около 3,3 млн человек (население города составляло 8,5 млн), протяжённость превышала 6 тыс. км, на долю автобуса приходилась треть всех перевозок общественным транспортом.
В 1990-е годы в связи с сокращением финансирования автобусное хозяйство города стало приходить в упадок. Число машин в парках сократилось на 20 % (главным образом, из-за невозможности закупать новый подвижной состав), на столько же уменьшилась и протяжённость линий, хотя последнее частично было связано с открытием новых станций метро и снятием избыточных маршрутов. Так, например, после открытия северного радиуса Серпуховско-Тимирязевской линии метро в 1991 году было укорочено около 10 автобусных маршрутов, ранее следовавших по Бутырской улице и Дмитровскому шоссе.
С конца 1990-х годов уверенную конкуренцию автобусам (как и другим видам наземного общественного транспорта) стали создавать маршрутки.

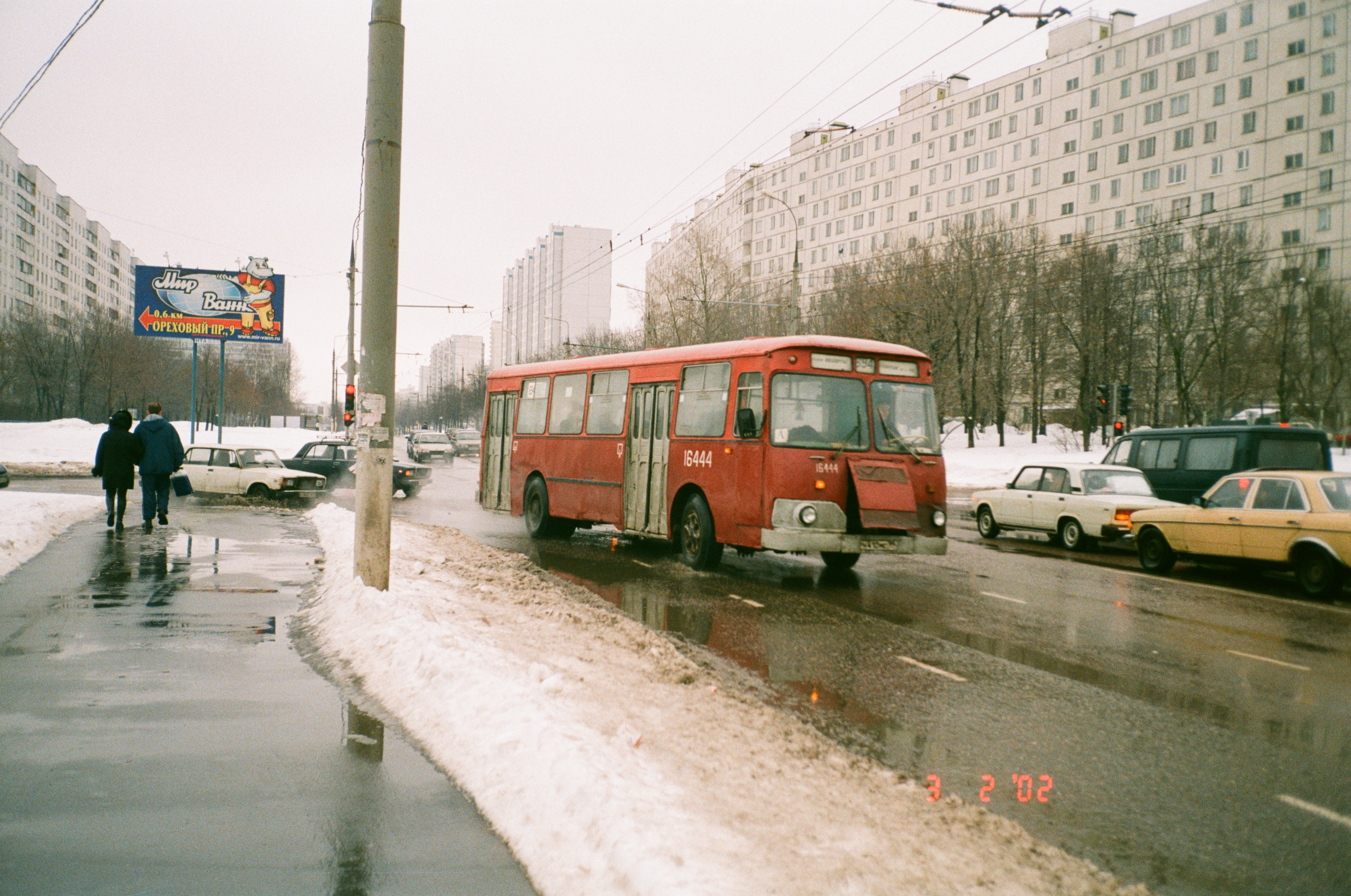
Автобус ЛиАЗ-677М № 16444 на одном из районных маршрутов в Орехово-Борисово (2002)

В 2010 году Департамент транспорта Москвы начал обновлять подвижной состав ГУП «Мосгортранс». Всего столичное транспортное предприятие должно получить 7440 новых транспортных средств, в том числе в 2018 году — 1110 автобусов. Автобусный парк основного городского перевозчика обновился на 90 %.
9 августа 2014 года в Москве прошёл парад автобусов, посвящённый 90-летию со дня открытия регулярного сообщения.
Летом 2016 года проведена приватизация городских маршрутов: треть линий передана от ГУП «Мосгортранс» частным перевозчикам. Большинство частных перевозчиков стало принимать городские билеты.
14 сентября 2021 года в тестовом режиме был запущен сервис перевозок по требованию «По пути». В период тестирования сервисом могли воспользоваться только жители ТиНАО. 1 октября 2021 года сервис стал доступен для всех желающих.

### Сокращение участков обслуживания ГУП «Мосгортранс» в Московской области в 2014—2015 годах
С 1 марта 2014 года ГУП «Мосгортранс» планировал отменить все свои маршруты, заканчивающиеся на территории Московской области, а на городских маршрутах, следующих транзитом через Московскую область (в аэропорт Шереметьево, Молжаниновский район, Некрасовку, Куркино и ЗелАО), отменить остановки на территории области. 1 марта 2014 года никаких отмен не было — власти Москвы и Московской области договорились на неопределённый срок продолжить эксплуатацию маршрутов в МО. Но с 1 августа 2014 года «Мосгортранс» был вынужден поэтапно перевести областные промежуточные автобусные остановки в режим работы «По требованию». 20 сентября отменён маршрут 575. 1 ноября 2014 года отменён маршрут 823, маршрут 139 передан ООО «Попутчик». В соответствии с требованием Минтранса Московской области «Мосгортранс» перестаёт обслуживать Красногорский район (кроме маршрута 930) — это происходит в два этапа: 1 декабря 2014 года (пригородные 541, 542 / 542п, 549, 568) и 1 января 2015 года (областные 520, 806, 824, 827, 833, 852). 5 пригородных маршрутов с 1 декабря начал обслуживать ГУП МО «Мострансавто» (541, 542, 549, 568, 575). С 1 января также передаются Мострансавто ещё 7 маршрутов: 15, 17, 273, 818, 867, 7 (Зеленоград), 18 (Зеленоград), при этом вместо двух из них вводятся новые маршруты для замены только по территории Москвы: 231 и 27 (Зеленоград). Однако после продления 1 июня 2015 г. маршрутов 818 и 867 до третьей парковки инновационного центра «Сколково», территориально находящейся на присоединённых к Москве землях, эти маршруты стали, по существу, внутримосковскими, частично проходящими по территории Московской области.

### Отказ от троллейбусов
Впервые планы по ликвидации троллейбусного движения в Москве упоминались мэром Сергеем Собяниным в ноябре 2010 года. В январе 2014 года генеральный директор ГУП «Мосгортранс» Евгений Михайлов в интервью телеканалу «Москва 24» сообщил о том, что «приобретение меньшего количества троллейбусов связано с разработкой плана реформирования троллейбусного движения до 2020 года, предусматривающего вывод из эксплуатации троллейбусов и замену подвижного состава на автобусы». С июня 2014 года начат процесс ликвидации троллейбусного движения в Москве, вызванный как устареванием троллейбусного парка, так и оптимизацией маршрутной сети. Только в период с 2010 по 2019 год было закрыто 55 маршрутов троллейбуса (шесть из них — нынешние магистральные).
Некоторые эксперты и чиновники считают, что отказ от троллейбуса прежде всего обусловлен затратностью обслуживания всей инфраструктуры, включая контактную сеть — её ремонт и постоянное приведение в соответствие с современными нормативами безопасности, а также связан с её довольно высокой аварийностью (обрыв контактной сети, заторы в случае отсутствия питания). При этом целесообразность внедрения электробусов и отказ от троллейбусов в столице вызывало протест ряда общественных объединений, а также негативную оценку зарубежных экспертов-урбанистов.
С 2016 года многие маршруты троллейбуса переводились на обслуживание автобусами, а в 2018—2020 годах все троллейбусные маршруты поэтапно были переведены на обслуживание автобусами или электробусами.

### Статистика перевозок
В таблице представлено количество пассажиров, перевезённых за год в миллионах человек, включая маршрутки:
| Год                   | 1995   | 2000   | 2001   | 2002   | 2003   | 2004   | 2005   | 2006   | 2007   | 2008 | 2009 | 2010   | 2011   |
| Число пассажиров, млн | 2213,4 | 2311,8 | 2591,3 | 2638,3 | 2604,5 | 2725,5 | 2464,5 | 1371,1 | 1316,9 | 1280 | 1260 | 1244,8 | 1245,7 |

## Московский электробус

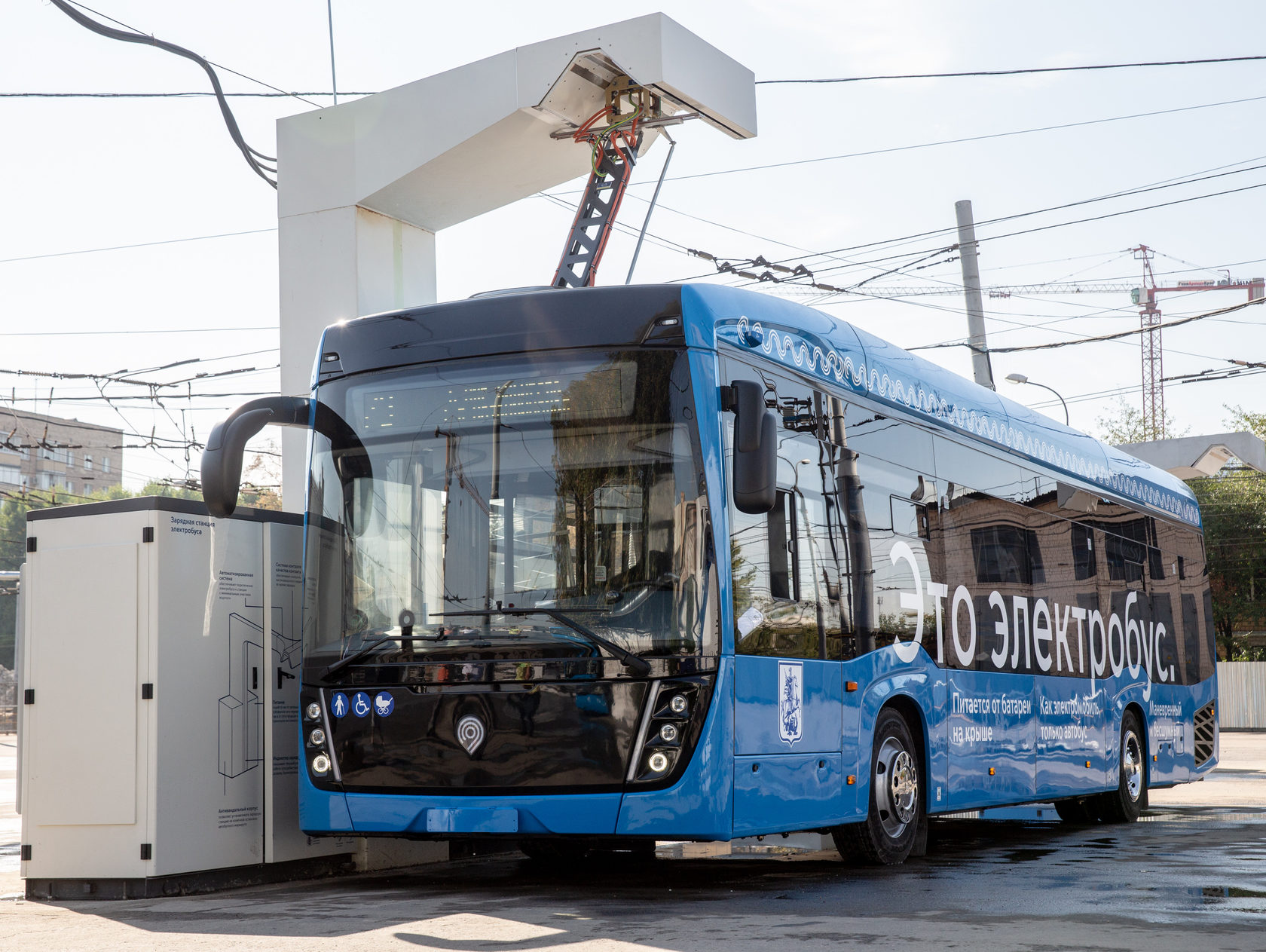
Электробус КамАЗ-6282 рядом с зарядной станцией. По информации изготовителя, полная зарядка аккумуляторных батарей электробуса совершается за 24 минуты

В мае 2018 года Правительство Москвы провело 2 аукциона на поставку автобусов, работающих на электрической тяге (электробусов). Победителями стали КамАЗ и ЛиАЗ (входит в компанию «Группа ГАЗ»), каждый из них по контракту должен был поставить 100 электробусов, предоставить 15-летнее сервисное обслуживание и установить 62 зарядные станции, которые пополняют запас энергии транспорта в течение 6-24 минут.
Выход первых электробусов на маршрут планировалось осуществить до конца 2018 года, а вероятными маршрутами, на которых первоначально планировалось запустить новый транспорт, были № 7, 34к, 42, 76, 36, 83, т25 и 80. Часть из них могла быть полностью переведена на электробусы, часть осталась бы смешанными.
Эксплуатация электробусов началась 1 сентября 2018 года на маршруте № 73 (Алтуфьевское шоссе, 102 — 1-я Останкинская улица), проезд на которых был бесплатным с сентября по октябрь 2018 года. До конца 2018 года планировалось запустить электробусы по маршрутам № 36, 42, 76, 83 и т25, однако сроки были сорваны по причине недопоставок подвижного состава. 18 мая 2019 года маршрут автобуса № т36 стал первым в истории изменённым маршрутом электробуса и был продлён до Вагоноремонтной улицы (заезд в Бескудниковский переулок отменён). В июне 2019 года начата эксплуатация первых электробусов на маршруте, который в прошлом являлся троллейбусным до его замены автобусным (первым таким маршрутом стал № т25).

### Маршруты электробусов
Маршрутная сеть автобусов на электрической тяге была организована в рамках действующей автобусной и троллейбусной сети, последняя из которых была ликвидирована в августе 2020 года. Маршруты электробусов первоначально были организованы с привязкой к зарядным станциям, обустроенным в пределах троллейбусной сети, в дальнейшем перевод автобусов на электротягу стал осуществляться в рамках конечных станций и транспортно-пересадочных узлов.

## Конфигурация сети
Сейчас наибольшая густота автобусной сети сосредоточена в окраинных районах, где нет метро, на хордовых направлениях между разными радиусами метро. По нескольким вылетным магистралям организовано движение как обычных, так и полуэкспрессных маршрутов, останавливающихся на ключевых остановках. Чаще всего автобус выполняет функцию доставки пассажиров из жилых районов к ближайшим станциям метро, однако некоторые маршруты (например, система «Магистраль» в центре города и полуэкспрессные маршруты) могут выступать в качестве его альтернативы. В центре Москвы автобусных маршрутов практически не было до 2016 года, так как во времена автобусного кризиса начала 1990-х годов их практически все сократили из-за того, что там весьма плотно расположены станции метро и была разветвлена сеть более экономичного и экологичного троллейбуса.
В ТиНАО, наряду с регулярными автобусными маршрутами, также работает сервис перевозок по требованию «По пути».
Возле значимых станций метрополитена, МЦК и пригородной железной дороги организованы транспортно-пересадочные узлы, некоторые из которых интегрированы в городские автовокзалы автобусов дальнего следования.

### Автовокзалы и автостанции Москвы
Строительством, развитием и обслуживанием автовокзалов, автостанций, наземных пересадочных терминалов и остановочных пунктов на территории Москвы занимаются Строительное управление «Мосгортрансстрой», Служба эксплуатации и развития автовокзалов — ГУП «Московский метрополитен» и частное предприятие ООО «АвтоТрансЮг», эксплуатирующее транспортно-пересадочный терминал автостанции «Новоясеневская».
| Автовокзал (автостанция)                     | Адрес, станция метро/МЦД/МЦК или железнодорожная                           | Обслуживающая организация     | Расписание, направления и билеты |
| -------------------------------------------- | -------------------------------------------------------------------------- | ----------------------------- | --- |
| Международный автовокзал «Саларьево»         | Поселение Московский, Киевское шоссе, 23-й километр, 1, стр. 1, Саларьево  | ГУП «Московский метрополитен» | e-traffic.ru (билеты). Также билеты можно купить в: - специальных кассах на станциях метро «Павелецкая», «Саларьево» и «Орехово» - приложении «Метро Москвы» |
| Международный автовокзал «Северные Ворота»   | Улица Дыбенко, 7, стр. 1, Ховрино / Ховрино                                | ГУП «Московский метрополитен» | e-traffic.ru (билеты). Также билеты можно купить в: - специальных кассах на станциях метро «Павелецкая», «Саларьево» и «Орехово» - приложении «Метро Москвы» |
| Международный автовокзал «Южные Ворота»      | 19-й километр МКАД, вл. 20, стр. 2                                         | ГУП «Московский метрополитен» | e-traffic.ru (билеты). Также билеты можно купить в: - специальных кассах на станциях метро «Павелецкая», «Саларьево» и «Орехово» - приложении «Метро Москвы» |
| Автовокзал «Центральный»                     | Щёлковское шоссе, 75, Щёлковская                                           | ГУП «Московский метрополитен» | e-traffic.ru (билеты). Также билеты можно купить в: - специальных кассах на станциях метро «Павелецкая», «Саларьево» и «Орехово» - приложении «Метро Москвы» |
| Международный автовокзал «Красногвардейский» | Ореховый бульвар, 24 к. 1Г, Красногвардейская / Зябликово                  | ГУП «Московский метрополитен» | e-traffic.ru (билеты). Также билеты можно купить в: - специальных кассах на станциях метро «Павелецкая», «Саларьево» и «Орехово» - приложении «Метро Москвы» |
| Автостанция «Новоясеневская»                 | Новоясеневский тупик, вл. 4, Новоясеневская / Битцевский парк              | ООО «АвтоТрансЮг»             | ticketonbus.ru, e-traffic.ru, tutu.ru, Яндекс Путешествия, Яндекс Расписания                                                                                 |
| Автовокзал «Битца» (Московская область)      | 32-й километр МКАД, вл. 4 (ТРЦ «Шёлковый путь»), Битца                     |                               | e-traffic.ru, tutu.ru, Яндекс Путешествия, Яндекс Расписания                                                                                                 |
| Автовокзал «Котельники» (Московская область) | Московская область, г. Котельники, микрорайон Опытное Поле, 11, Котельники | ООО «Омега»                   | e-traffic.ru, tutu.ru, Яндекс Путешествия, Яндекс Расписания                                                                                                 |

### Полуэкспрессные автобусные маршруты
В 2011 году начата реализация проекта маршрутного движения по выделенным полосам по вылетным магистралям города. Полуэкспрессные маршруты автобусов останавливаются на ключевых пассажирообразующих остановках, в том числе возле станций метро. Часть маршрутов дублирует отдельные радиусы линий метрополитена. Некоторые из них проходят по хордовым магистралям, соединяя соседние линии метро, являясь наземной альтернативой Большой кольцевой линии. Некоторые полуэкспрессные маршруты интегрированы в состав маршрутной сети «Магистраль».

### Ночные маршруты
С 2004 по 2006 год существовала сеть ночных маршрутов, имевшая собственную тарификацию и зоны, но не получившая популярность среди пассажиров.
Ночной общественный транспорт начал свою работу в августе 2013 года. Маршруты работают преимущественно с 23:35 до 5:45. В рамках сети ночных маршрутов существуют как строго ночные маршруты, так и круглосуточные маршруты. Небольшая часть ночных маршруты повторяют обычные, другие имеют оригинальные трассу следования и набор остановок. Некоторые маршруты повторяют части трасс, дублируемых автобусами в дневное время. Ночные маршруты проходят вдоль основных дорог, станций метро, вокзалов, аэропортов и парков города, а также охватывают часть наиболее густозастроенных жилых кварталов на окраинах. Все остановки ночных маршрутов работают в режиме «по требованию». Интервал движения составляет от 15 до 30 минут. Тарифы и способы оплаты проезда на ночных маршрутах ничем не отличается от дневных маршрутов.

### Маршруты сети «Магистраль»
В 2016 году большинство троллейбусных маршрутов в центре были заменены автобусными. Автобусами также заменена часть маршрутов троллейбуса, закрытых вследствие реконструкции центральных улицы, вывода из эксплуатации подвижного состава и ликвидации троллейбусных парков. В рамках проекта «Магистраль» изменены трассы автобусных (в прошлом — троллейбусных) маршрутов в центре города. На Славянской площади организован крупнейший в Москве транспортно-пересадочный узел, в котором сосредоточены как обычные, так и разряд некоторых полуэкспрессных маршрутов. В рамках «Магистрали» проведена реорганизация маршрутов магистрального, межрайонного и социального значения, были изменены прямые маршруты, связывающие центр города и другие районы, а также организована сеть дополнительных связей в пределах Центрального административного округа. С осени 2018 года этот проект также частично реализуется за пределами центра города.
20 ноября 2021 года был запущен глобальный этап изменения маршрутов через сеть «Магистраль», по которому были изменены практически все маршруты на юге и в центре Москвы.

### Проект «Добрый автобус»
1 октября 2017 года Департамент транспорта и дорожной инфраструктуры города Москвы совместно с Департаментом культуры и Департаментом труда и социальной защиты населения запустили социальный проект «Добрый автобус». Ежедневно между экскурсионными точками столицы транспорт бесплатно перевозит пенсионеров. Целью проекта стала поддержка пожилых людей, повышение их мобильности и социальной активности. Экскурсии включают в себя поездки по Москве с остановками у музеев, парков, храмов, памятников истории и архитектуры, рекреационных зон и других достопримечательностей.

### Сервис перевозок по требованию «По пути»
С 14 сентября 2021 года заработал сервис перевозок по требованию «По пути». Сервис обслуживается микроавтобусами Луидор-2236 (Mercedes-Benz Sprinter), рассчитанными на 15 или 18 мест. Такие микроавтобусы обслуживают две зоны:
- Зона 1: поселения Воскресенское, Десёновское, Сосенское и Филимонковское — станция метро «Прокшино». Отдельные территории поселения Филимонковское и южная часть Десёновского поселения были добавлены 24 декабря 2021 года[39].
- Зона 2а (с 1 ноября 2021 года под номером «2»[40]): поселение Рязановское — станция МЦД «Силикатная». С 24 декабря добавлена станция МЦД «Щербинка»[39].
- Зона ИЦ «Сколково» (в тестовом режиме с 1 августа 2022 года[41], без номера): остановки на территории ИЦ — станция МЦД «Сколково». В тестировании участвовали 100 человек — сотрудники ИЦ. Запуск сервиса в полноценном режиме на территории ИЦ состоялся в декабре 2022 года[42].

С марта 2023 года возможен проезд между остановками внутри зоны.
В отличие от регулярных маршрутов московского автобуса, оформление поездки возможно только в приложении «Московский транспорт». Оплата картой «Тройка», а также наличными невозможна. С апреля 2023 возможна оплата проезда картой москвича.
Планируется дальнейшее расширение географии сервиса.

## Подвижной состав
В 1901 году в России на заводе «Дукс» в Москве начали выпускаться первые автобусы с электродвигателями. Транспорт вмещал до 10 пассажиров и развивал скорость порядка 20 км/ч.
Первые отечественные автобусы появились в Москве в начале 1930-х годов. Их выпускал Ярославский автозавод и московский АМО, впоследствии переименованный в «ЗИС». В предвоенный период московский автобусный парк пополнялся отечественными автобусами АМО-4 (1931—1933), ЗИС-8 (1934—1936), Я-6 и ЗИС-16 (1938—1941), последний с обтекаемым металлическим кузовом на деревянном каркасе на удлинённом грузовом шасси ЗИС-11 эксплуатировался до 1950-х.
Во время войны большая часть московских автобусов, относившихся к городскому транспорту, была мобилизована, а оставшиеся машины переведены на газогенераторное питание. Интересно, что после победы в ВОВ значительного пополнения столичного автобусного парка трофейными автобусами не произошло, хотя отдельные экземпляры немецких автобусов проработали едва ли не до 1960-х годов.
Во второй половине 1940-х значительная часть отечественных довоенных автобусов ЗИС-16 была реконструирована под шасси ЗИС-150 на предприятиях Аремкуз и Тушинский машиностроительный завод. В 1947 году Завод имени Сталина (ЗИС) начал поставки в столичные автобусные парки передового на тот момент автобуса ЗИС-154 (1947—1949) с цельнометаллическим кузовом вагонного типа и дизель-электрической силовой установкой. Однако автобус оказался слишком ненадёжным и сложным в производстве и, начиная с 1949 года, заменялся упрощённой моделью ЗИС-155 (1949—1957) с аналогичным укороченным кузовом и обычной механической трансмиссией от грузовика ЗИС-150. В конце 1950-х ему на смену пришёл усовершенствованный автобус ЗИЛ-158 (1957—1959), позже ЛиАЗ-158 (1959—1961) и ЛиАЗ-158В (1961—1970). Эти модели составляли основу подвижного состава автобусных парков с конца 1950-х до середины 1970-х. Появившийся в конце 1960-х ЛиАЗ-677 (1967—1999) был самым массовым отечественным автобусом большого класса с 1970-х до середины 1990-х и использовался на линиях вплоть до середины 2000-х годов. С конца 1960-х в дополнение к автобусам ЗИЛ и ЛиАЗ начали поступать массовые партии венгерских сочленённых автобусов Ikarus 180, использовавшихся на линиях с большой напряжённостью (в основном, подвозным к станциям метро в районах новой застройки). С середины 1970-х, с появлением более современных автобусов Ikarus 260 (одиночный) и Ikarus 280 (сочленённый, последние были списаны в 2014 году), основной объём пассажирских перевозок стал приходиться именно на автобусы марки Ikarus. Именно благодаря надёжным и комфортабельным автобусам данной марки московский автобусный парк оказался в состоянии обеспечивать резко возросшие в последней четверти XX века объёмы столичного пассажиропотока.
В начале 1980-х годов на московские улицы вышли экспериментальные автобусы ЛиАЗ-5256, которые были запущены в серийное производство в 1988 году и должны были полностью сменить автобусы марки ЛиАЗ-677, но неудачный старт модели осложнился ещё пожаром на заводе двигателей КамАЗ, в результате чего массовое производство автобусов марки ЛиАЗ-5256 для Москвы удалось наладить только в 1999 году, до середины 1990-х годов в связи со срывом производства автобусов ЛиАЗ-5256, по-прежнему производились автобусы ЛиАЗ-677 (до 1994 года на основном заводе, с 1994 года на Яхромском автобусном заводе). Автобусы марки ЛиАЗ-5256 отработали в Москве с переменным успехом вплоть до начала 2017 года. В 1980-е годы продолжилось производство автобусов Ikarus 280 как со старыми модификациями .33, так и с новыми модификациями .48 и .64 и новыми планетарными дверьми, затем Ikarus 283, в 1990-е годы Ikarus 415 и Ikarus 435. В период с 1980-х по начало 2000-х годов в Москве были проведены испытания мелкосерийных автобусов, однако зачастую они не могли работать в условиях мегаполиса и быстро выходили из строя (Ikarus-Zemun, Sanos S200). В 1990-х годах была предпринята попытка с целью замены автобусов Ikarus 280 создать гармошку отечественного производства, но созданные экспериментальные гармошки с горизонтально расположенным двигателем очень быстро выходили из строя, в связи с этим до 2002 года продолжилось производство автобусов Ikarus 280, после чего завод в Секешфехерваре был закрыт, в связи с этим производство автобусов Ikarus 280 было прекращено. «Гармошка» российского производства — ЛиАЗ-6212 — была создана и запущена в производство в 2003 году. В связи с тем, что в 1996 году производство автобусов ЛиАЗ-677 на ЯАЗе было фактически приостановлено, на том же заводе была изготовлена мелкая партия новинок — ЯАЗ-5267, но серийное производство автобусов наладить не удалось.
Начиная с 2007 года большую часть столичного автобусного парка (ГУП «Мосгортранс») составляли отечественные автобусы средне-большой и большой вместимости, а именно ликино-дулёвские ЛиАЗ-4292 и ЛиАЗ-5292, дополненные нефтекамскими НефАЗ-5299 (с 2019), белорусскими МАЗ-103 (2000—2019), волжскими Волжанин «СитиРитм-12» (2009—2020), павловскими ПАЗ-3237 (2005—2018), голицынскими ЛиАЗ-6228 (2007—2019) и турецкими Mercedes-Benz Conecto (с 2014), а также сочленённые автобусы особо большой вместимости: ликино-дулёвские ЛиАЗ-6213, один из голицынских ГолАЗ АКА-6226 (2004—2017), а также одиночные 15-метровые автобусы: волжские Волжанин-6270 (2003—2019), Волжанин «СитиРитм-15» (2007—2020) и белорусские МАЗ-107 (2004—2020), а также маршрутные микроавтобусы Fiat Ducato вместимостью не более 18 человек (2009—2017) и микроавтобусов Луидор-2236 (Mercedes-Benz Sprinter) различных модификаций (с 2017; с 2021 года микроавтобусы этой модели также обслуживают сервис «По пути»). В 1994—2003 гг. сборка автобусов Ikarus из SKD-комплектов производилась на ТМЗ. В опытной эксплуатации находятся также автобусы других отечественных и зарубежных марок.
В январе 2018 года на 72 маршрутах наземного транспорта (более чем 1,1 тыс. автобусов) была отменена турникетная система, что позволило сократить время посадки и проезда пассажиров. На остальных маршрутах наземного транспорта турникетная система была отменена в сентябре 2018 года.
В 2018 году большую часть городского автобусного парка и частных парков составляют автобусы экологического класса «Евро-5».
В начале сентября 2018 года начата регулярная эксплуатация автобусов на электрической тяге с зарядкой на конечных. Электробусы в настоящее время работают во многих частях города как на автобусных, так и на бывших троллейбусных маршрутах города. Парк электрических машин представлен отечественными моделями КамАЗ-6282 и ЛиАЗ-6274. В настоящее время планируется поступление электробусов «КамАЗ-6292», которые будут разрабатываться на шасси автобусов «КамАЗ-6299».

### Актуальный подвижной состав

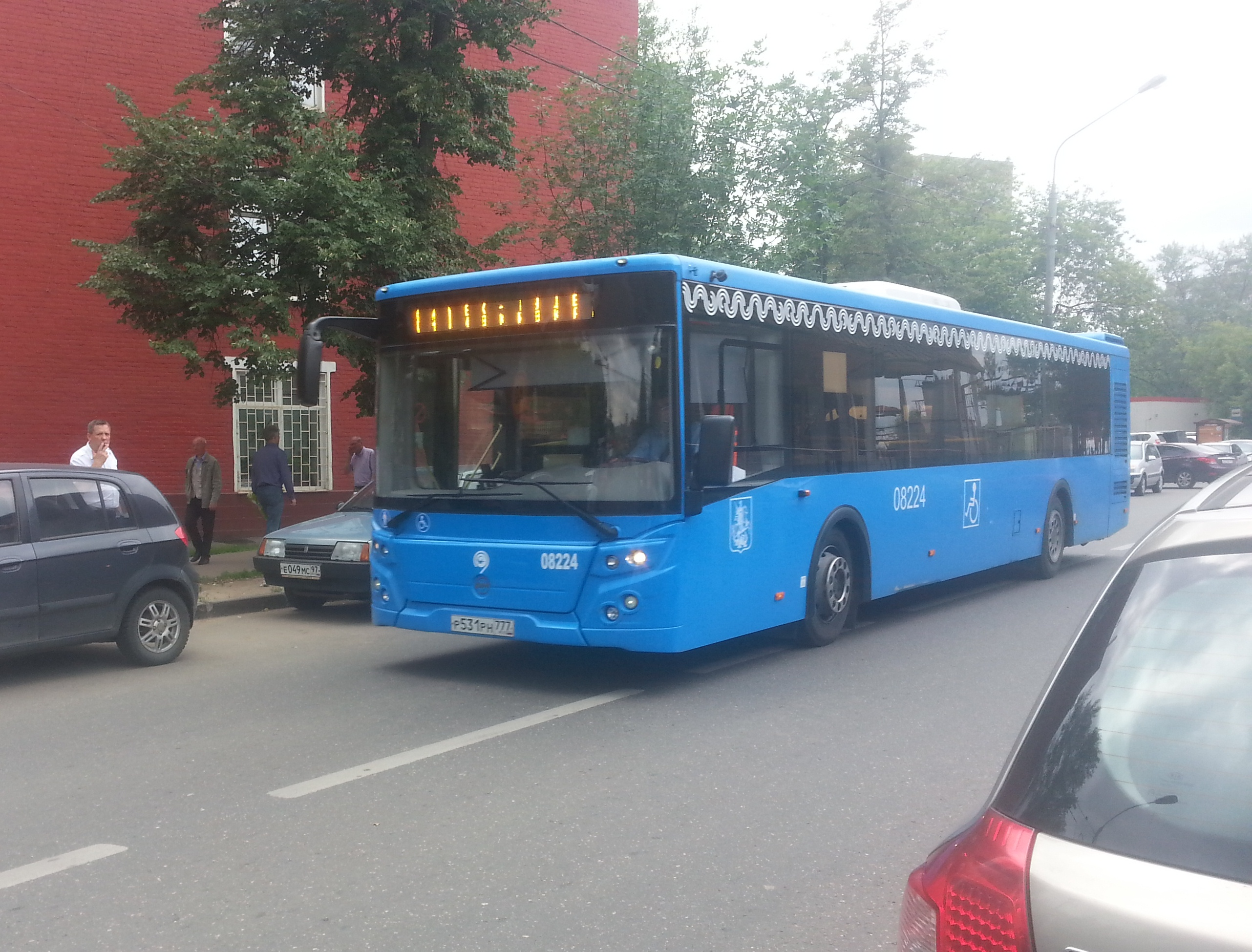
ЛиАЗ 5292.22 (2-2-2)
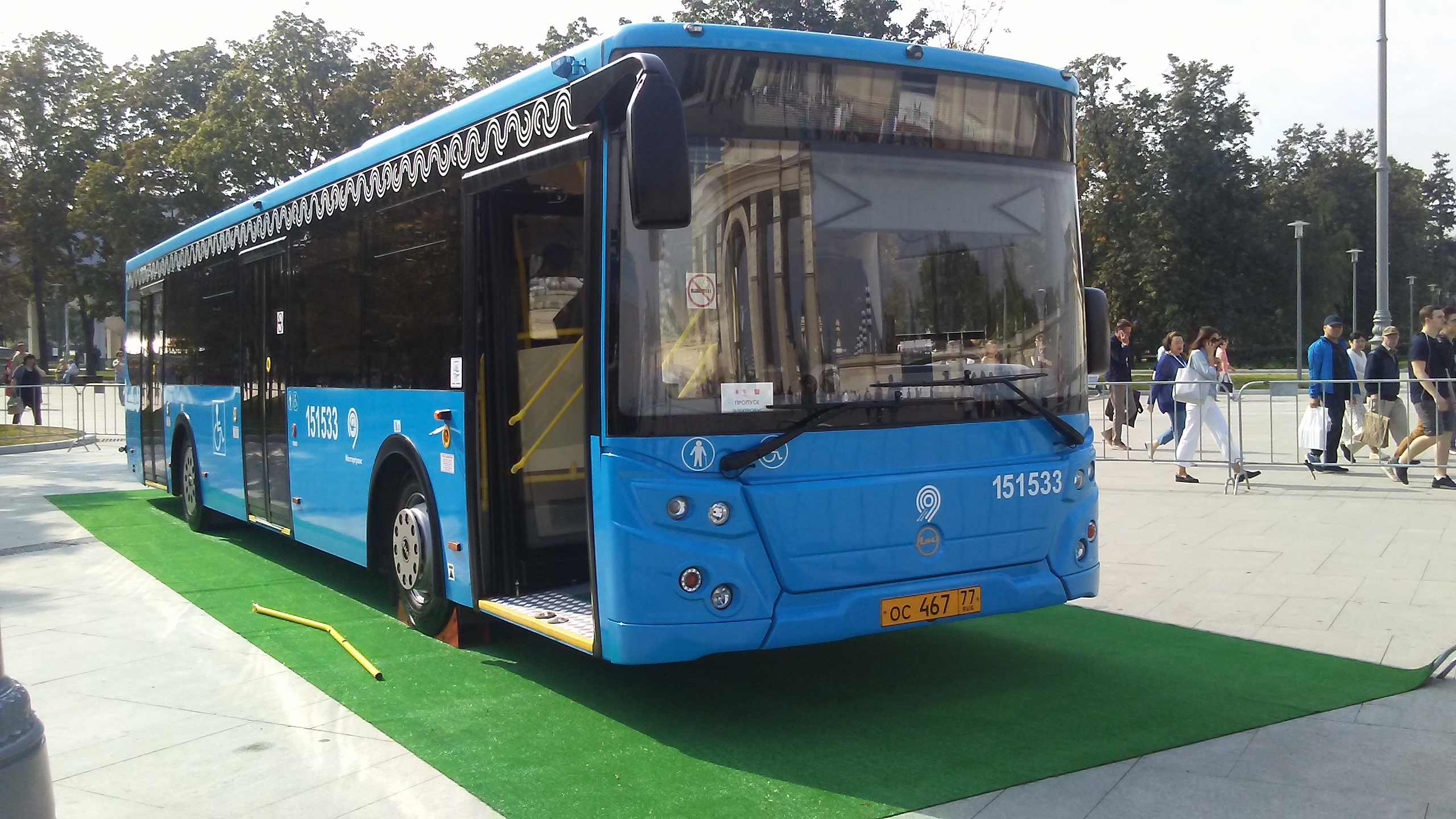
ЛиАЗ 5292.65
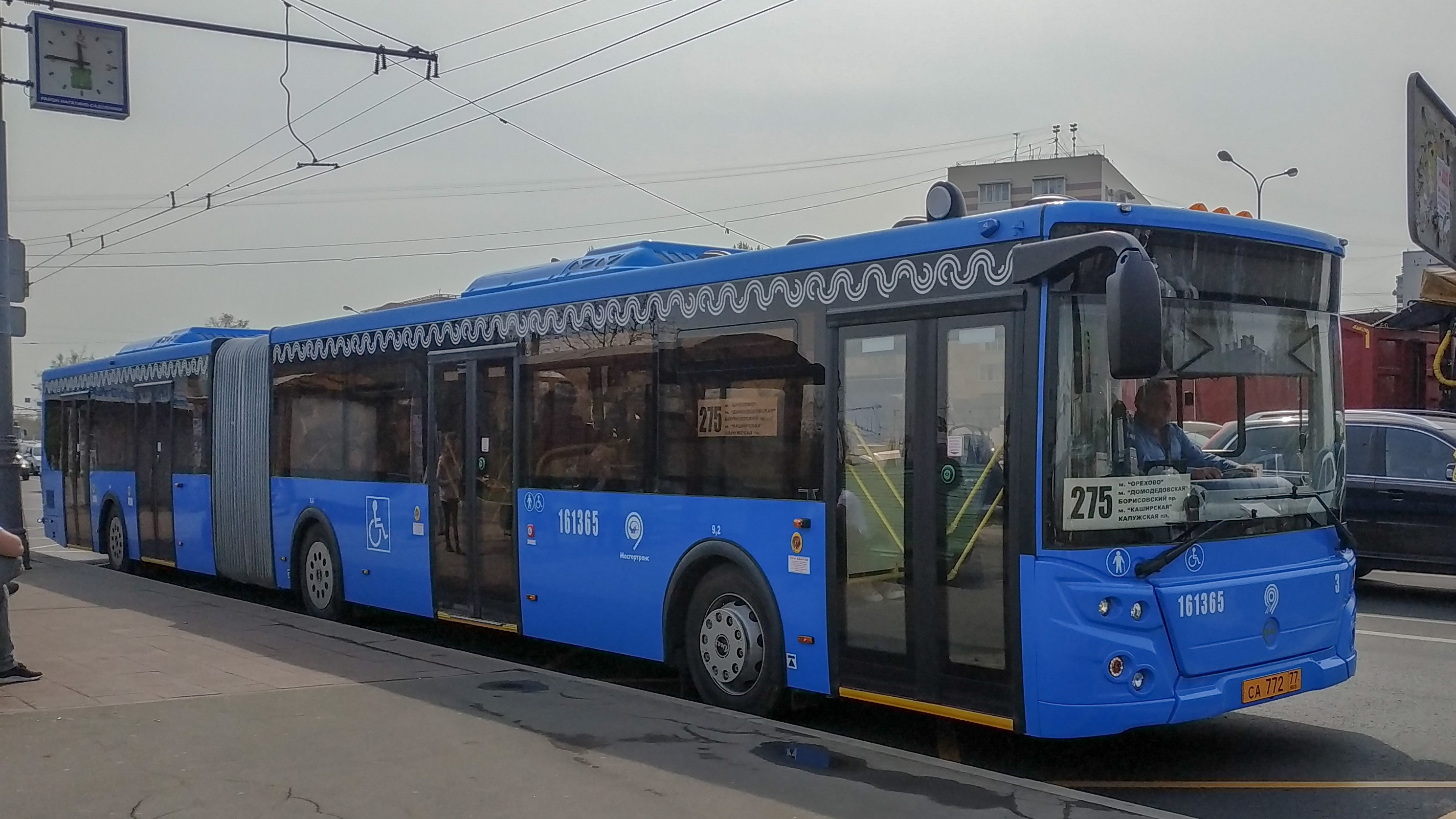
ЛиАЗ-6213.65
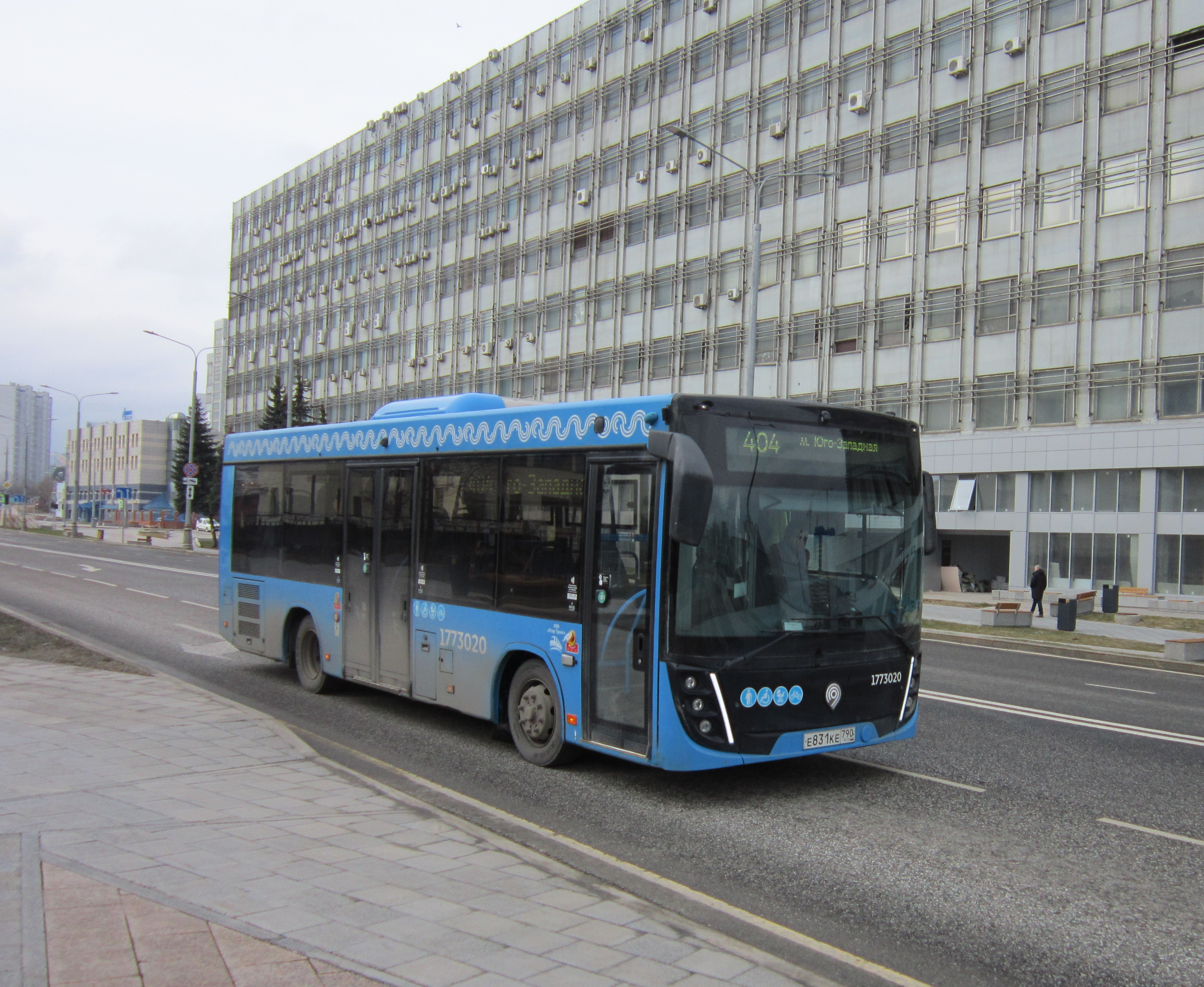
МАЗ-206
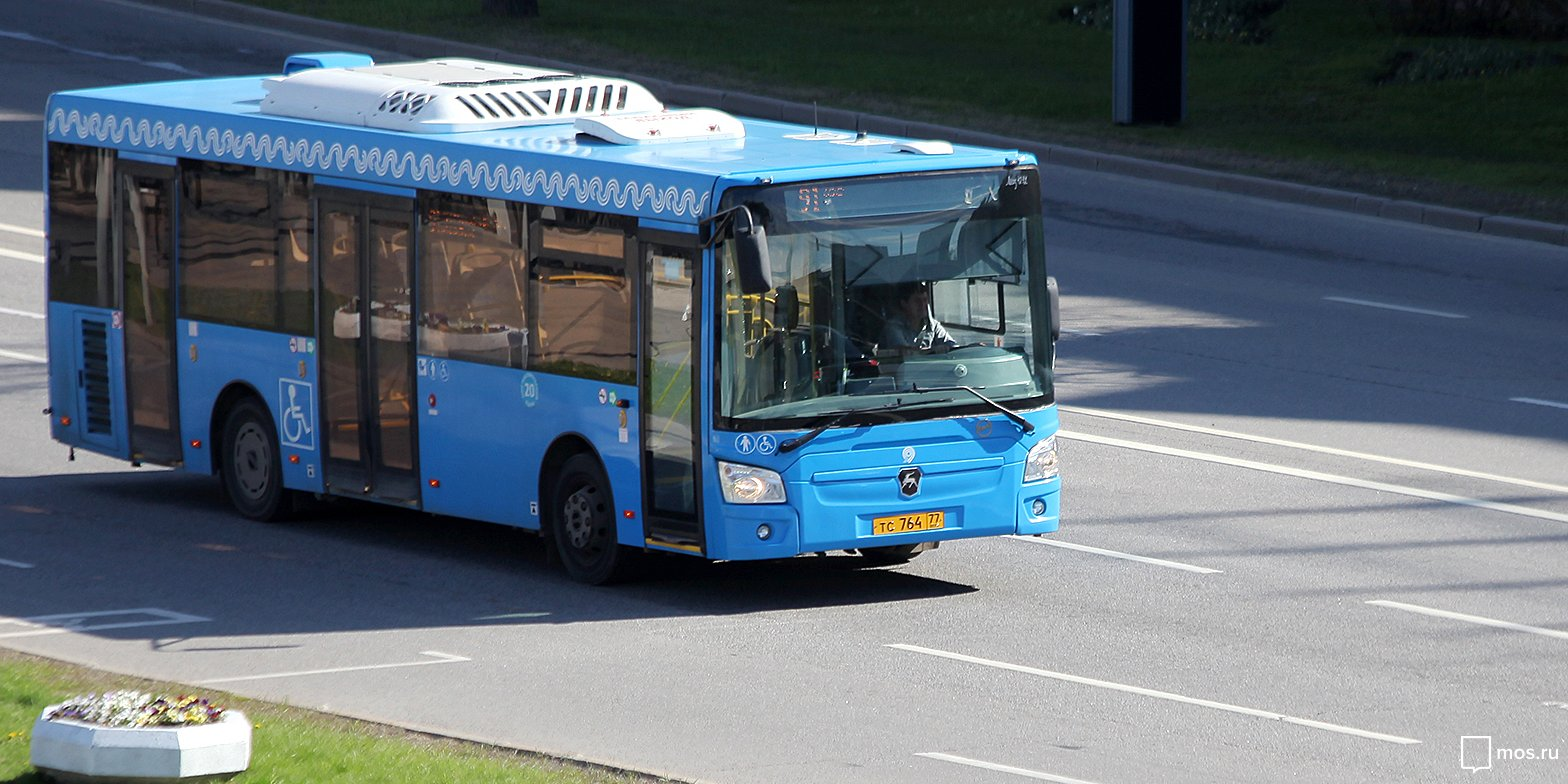
ЛиАЗ-4292.60 (1-2-1)
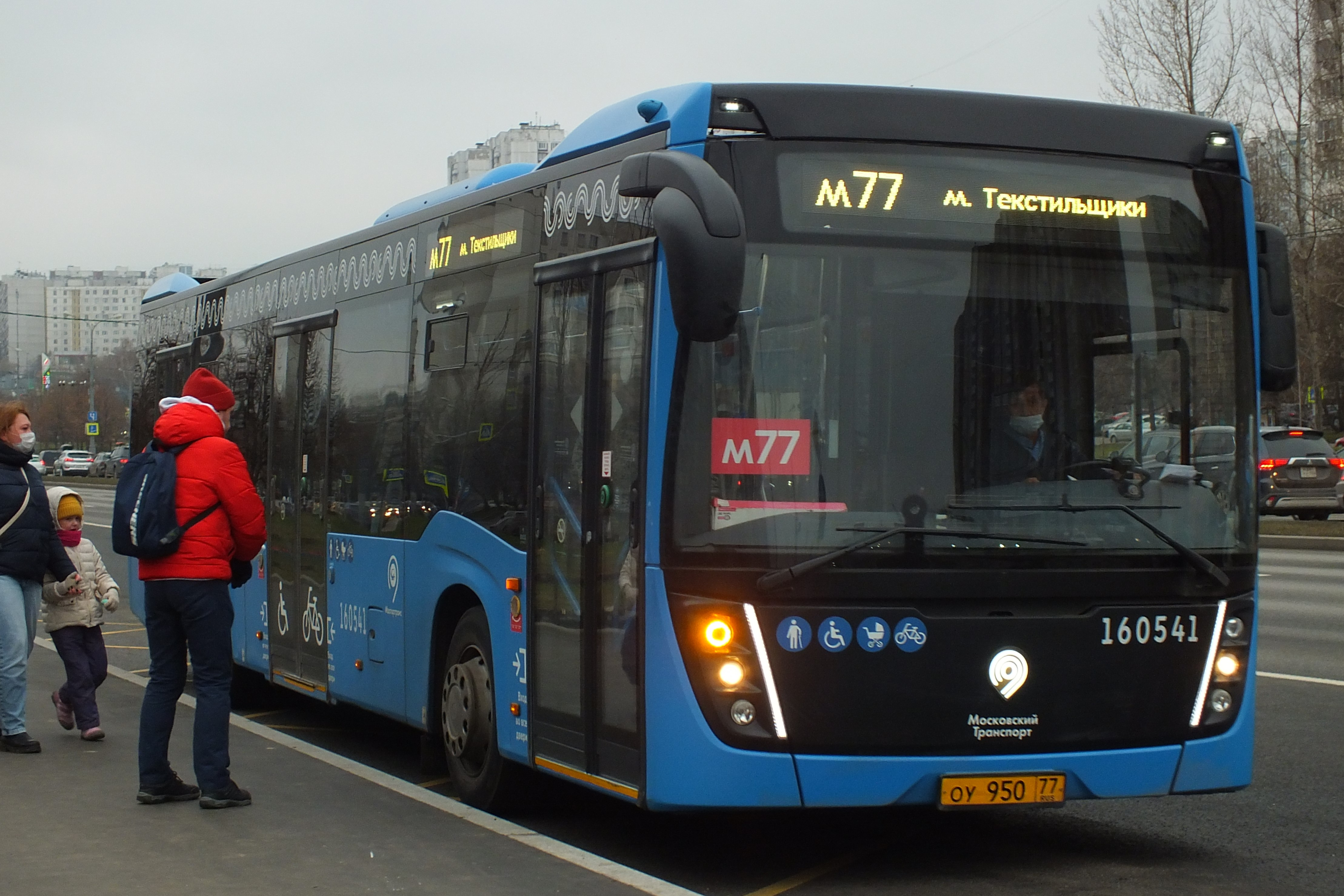
НефАЗ 5299-40-52
Электробус ЛиАЗ-6274
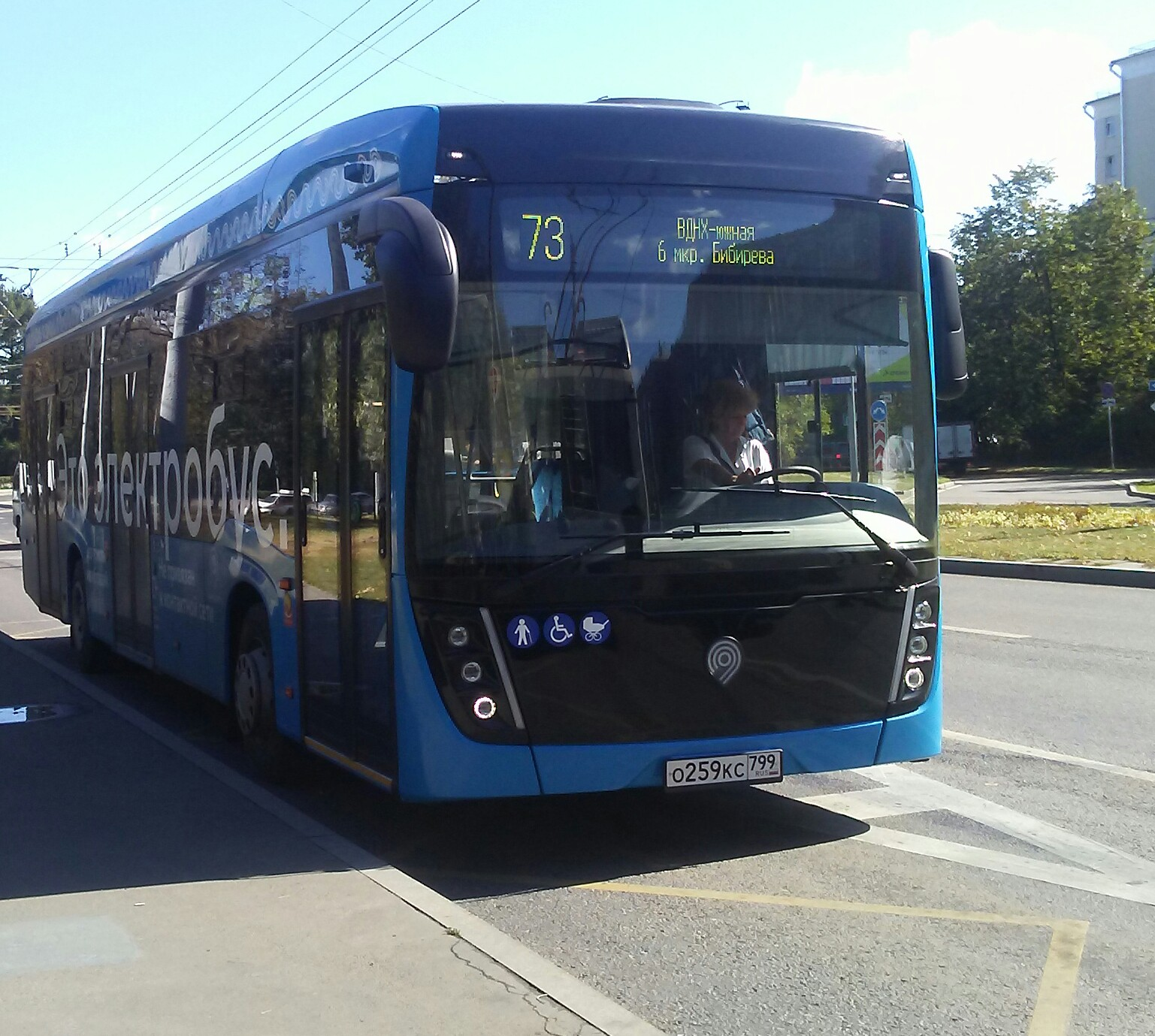
Электробус КамАЗ-6282
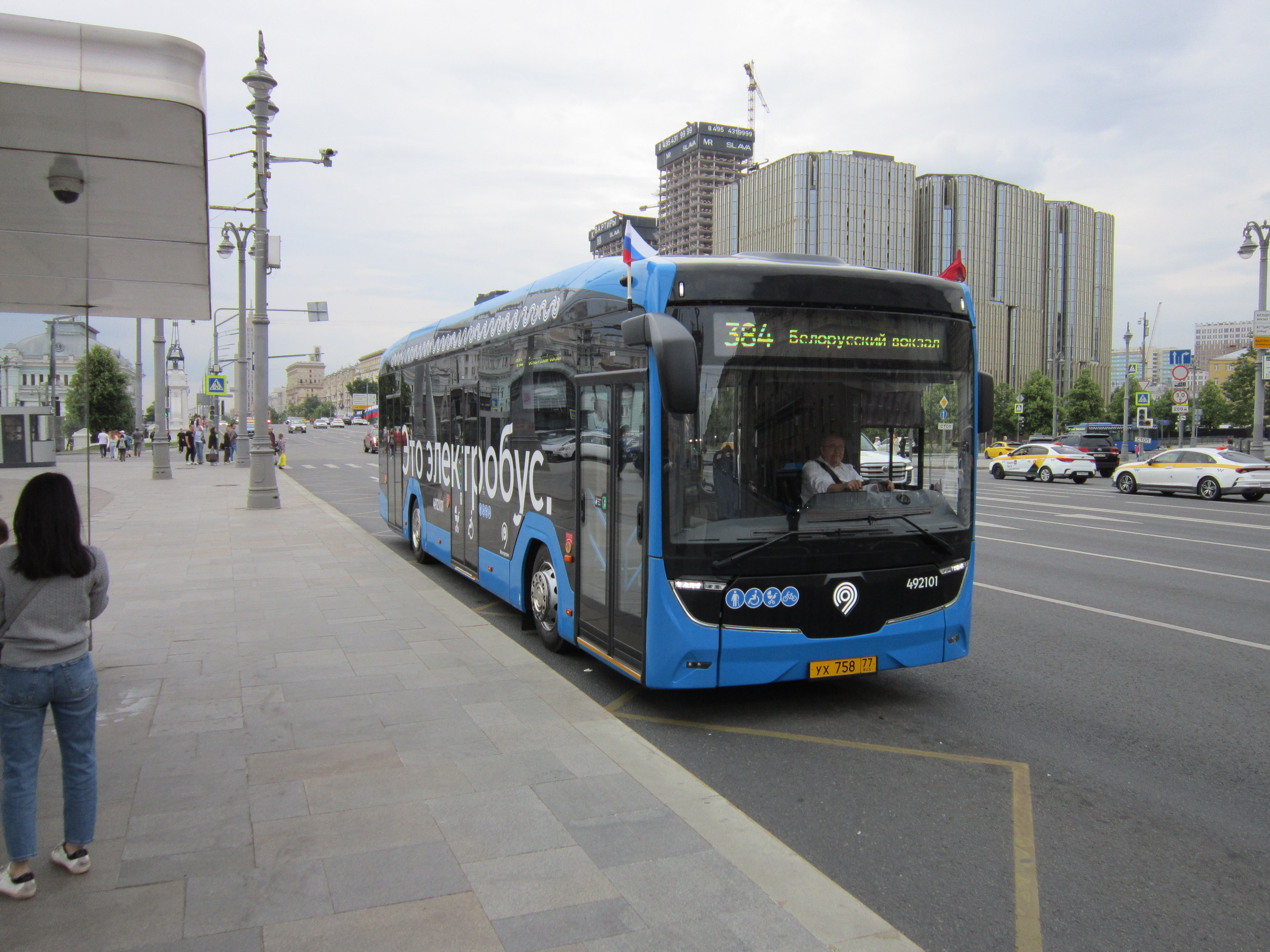
Электробус КАМАЗ-52222  (на базе автобуса КАМАЗ-5222)
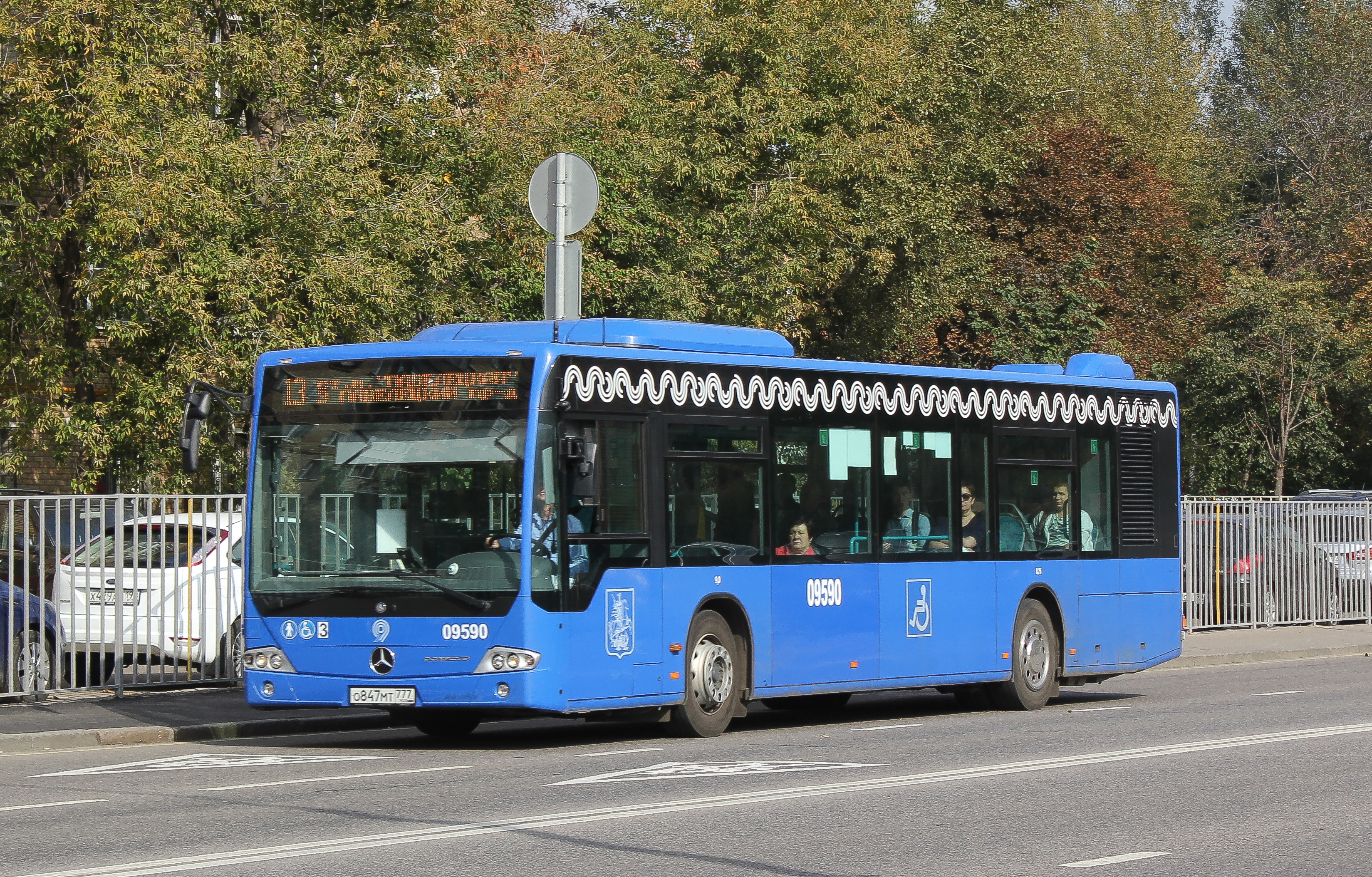
Mercedes-Benz Conecto II
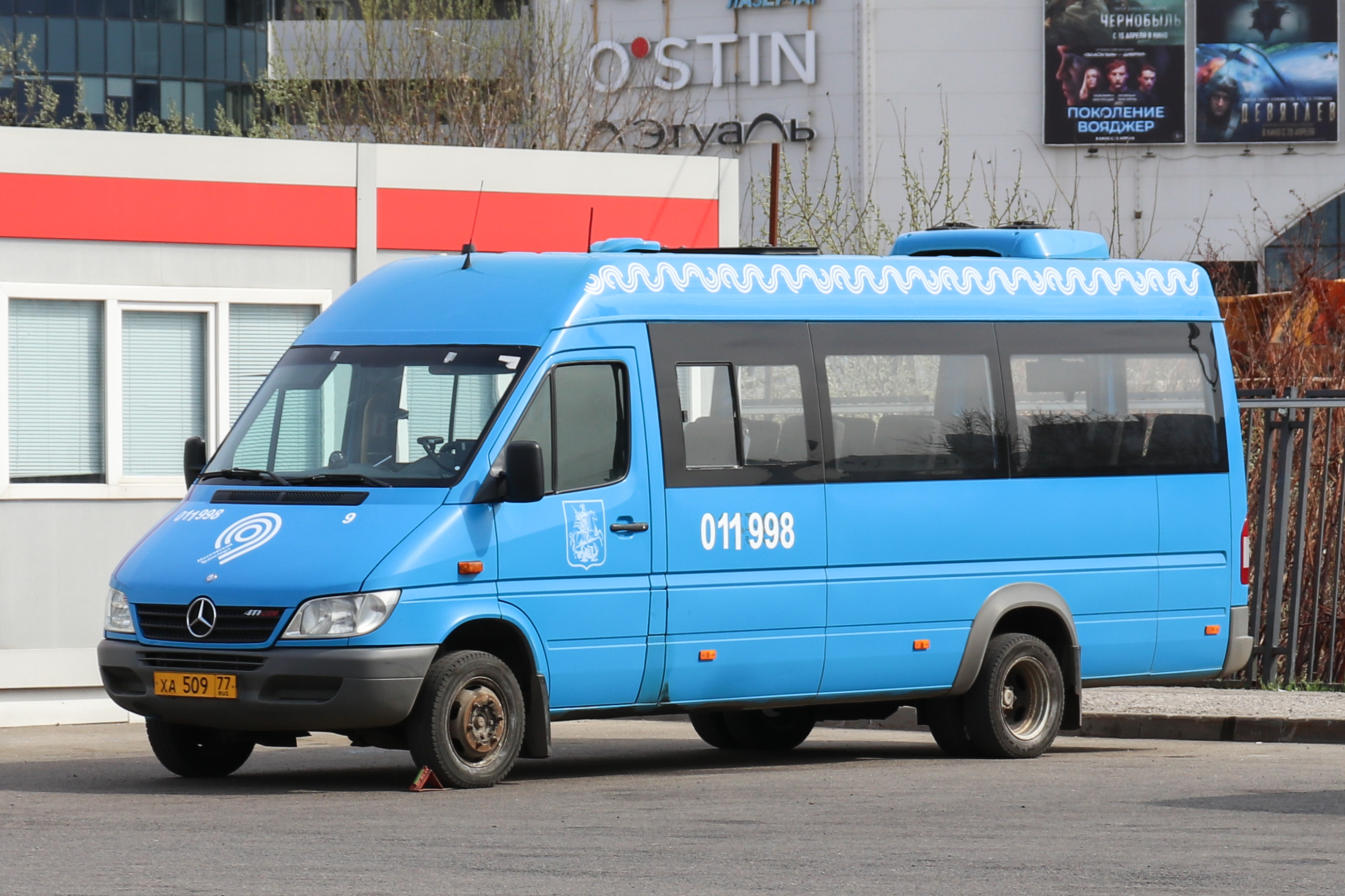
Луидор-223206 (Mercedes-Benz Sprinter Classic)
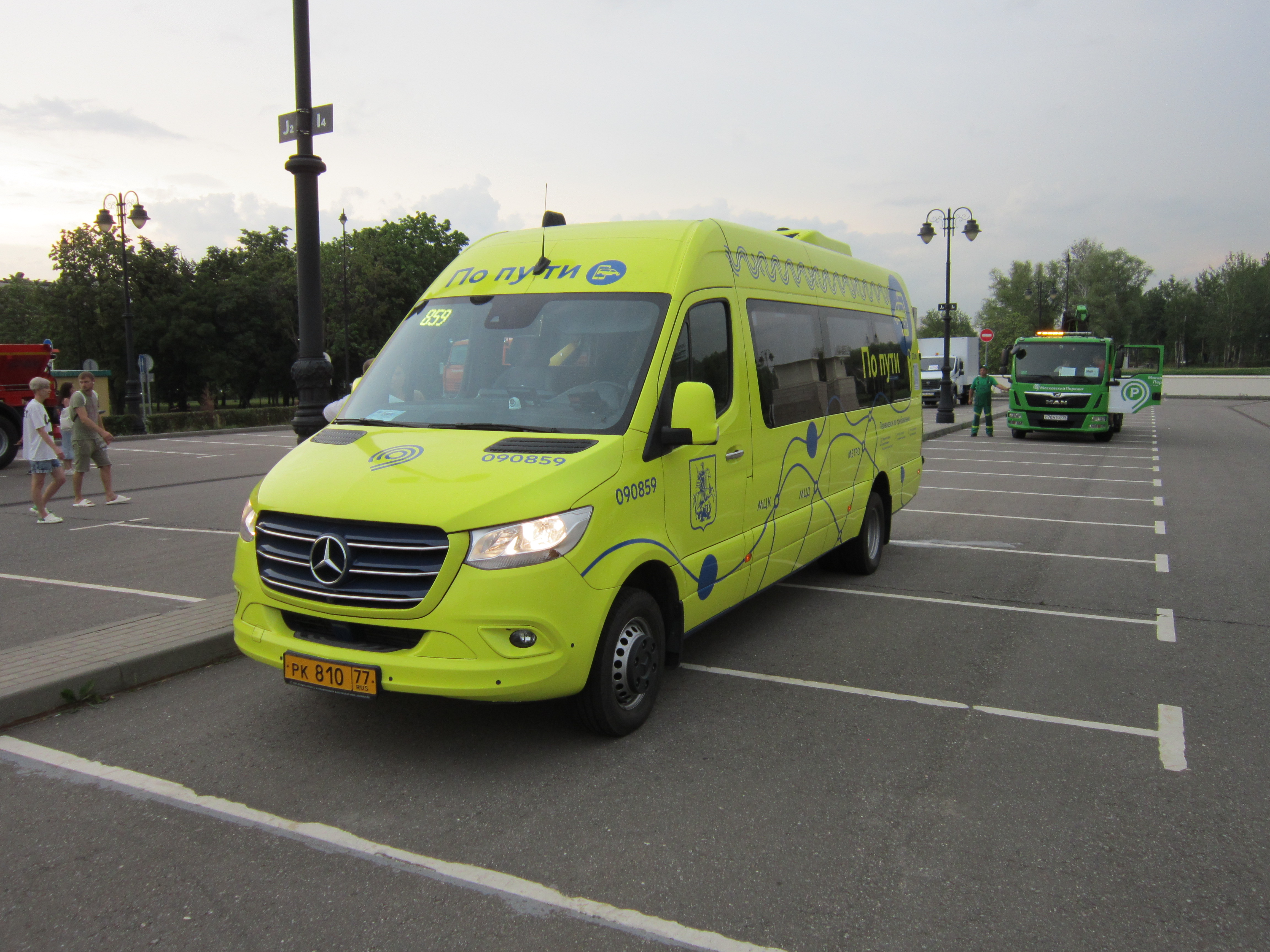
Луидор-2236 (Mercedes-Benz Sprinter) сервиса перевозок по требованию в ТиНАО «По пути»
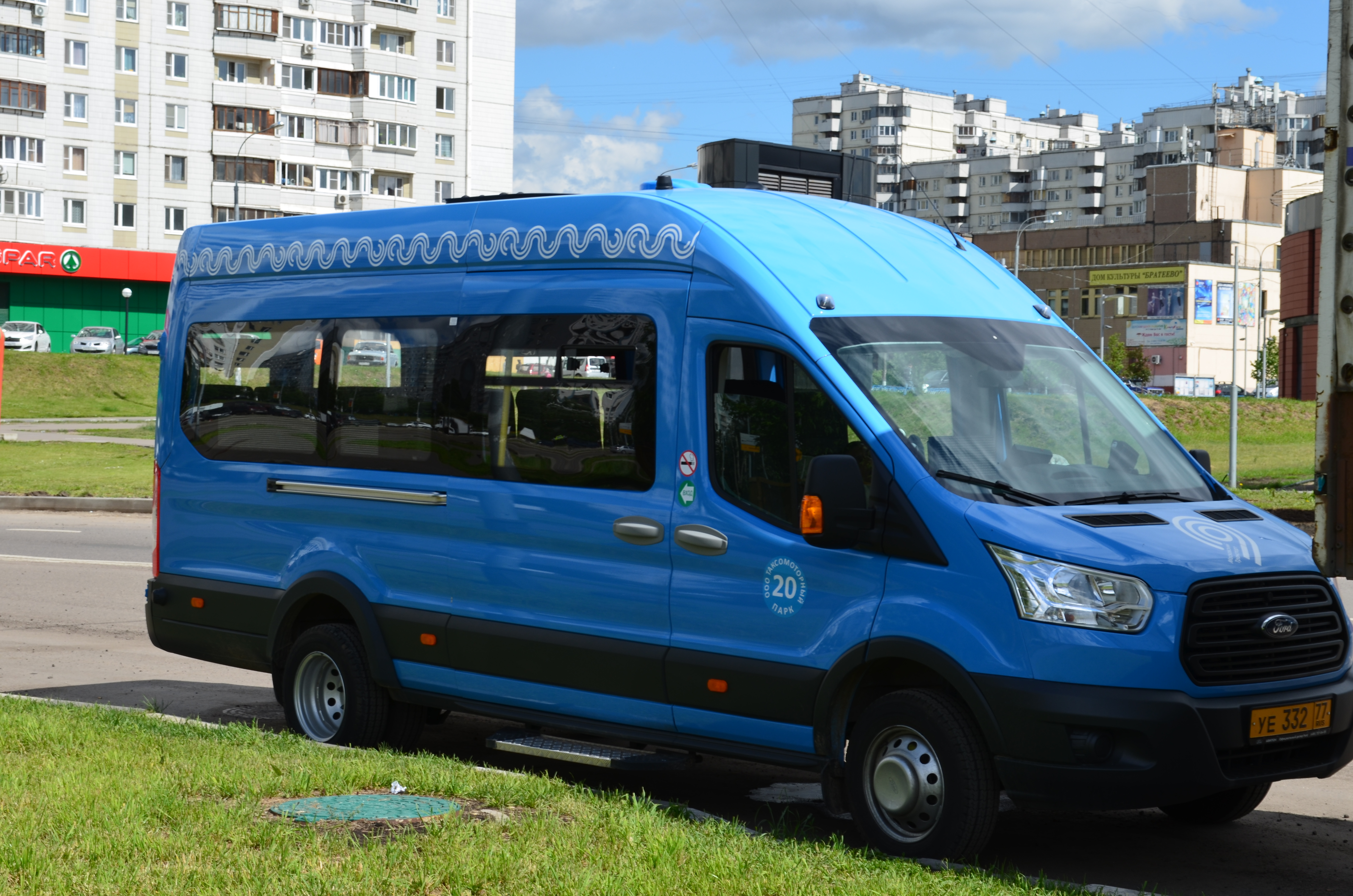
Ford Transit FBD
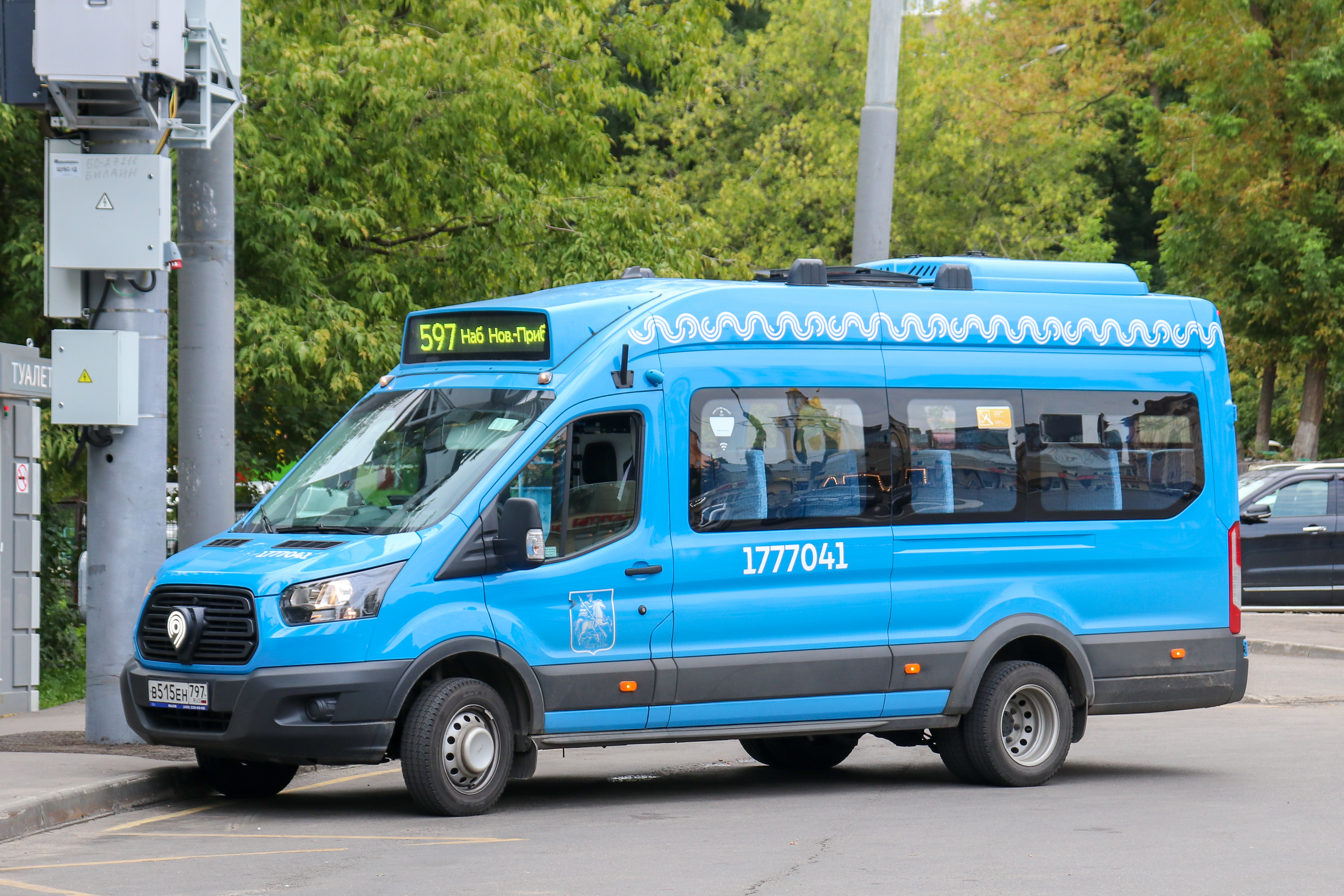
Нижегородец-222708 (Ford Transit FBD)
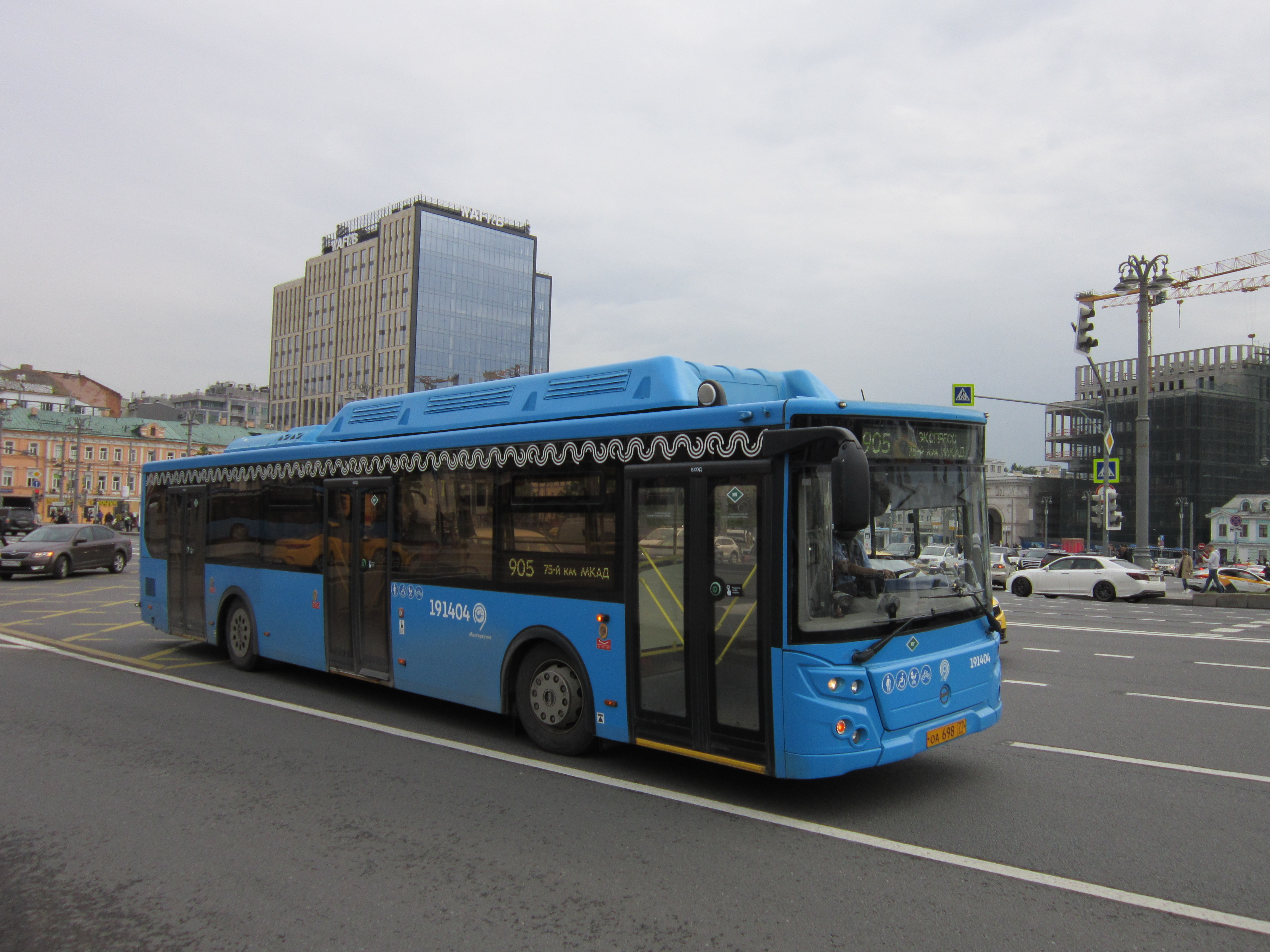
ЛиАЗ-5292.71 КПГ (рестайлинг)
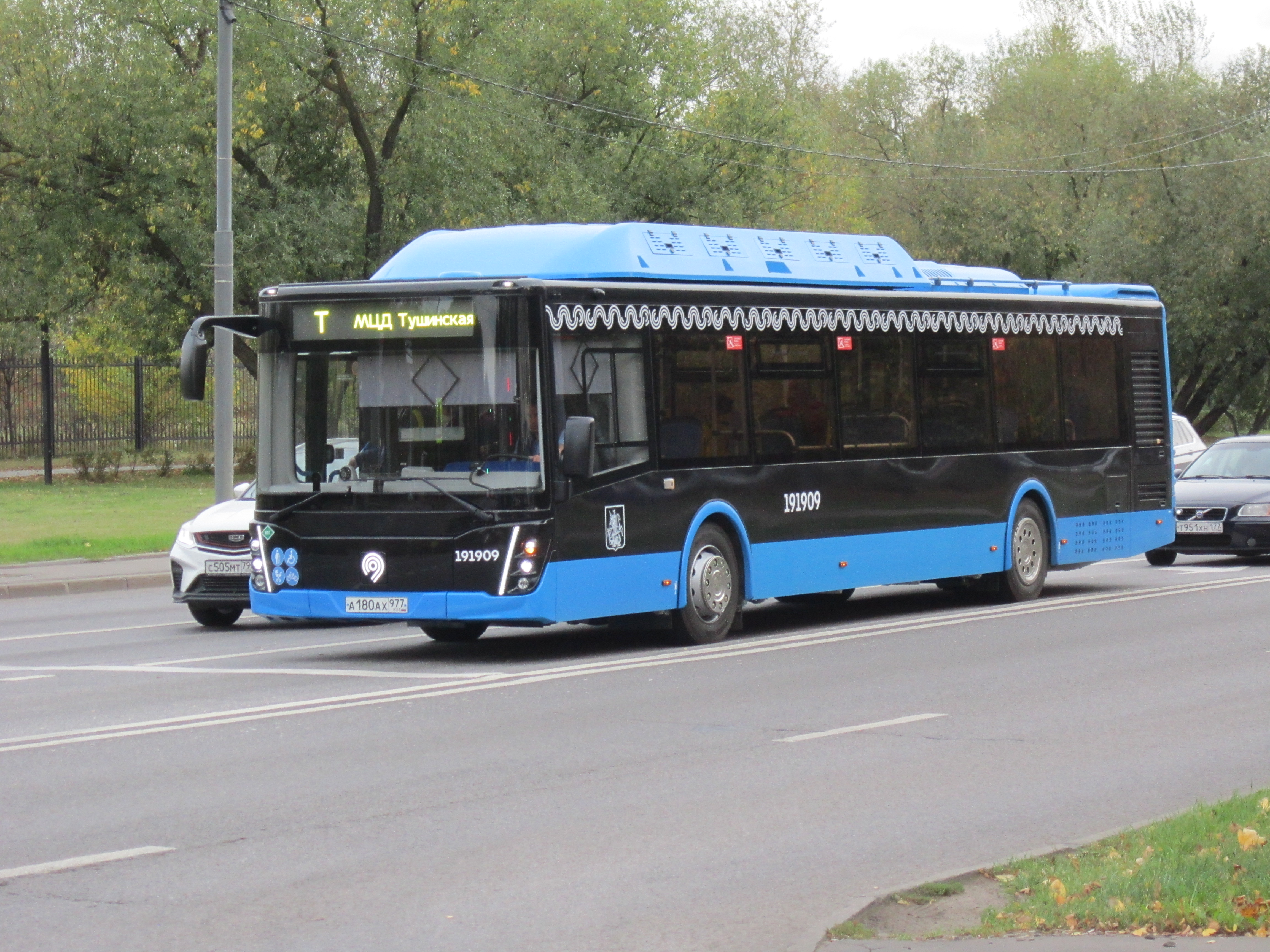
ЛиАЗ-5292.67 КПГ
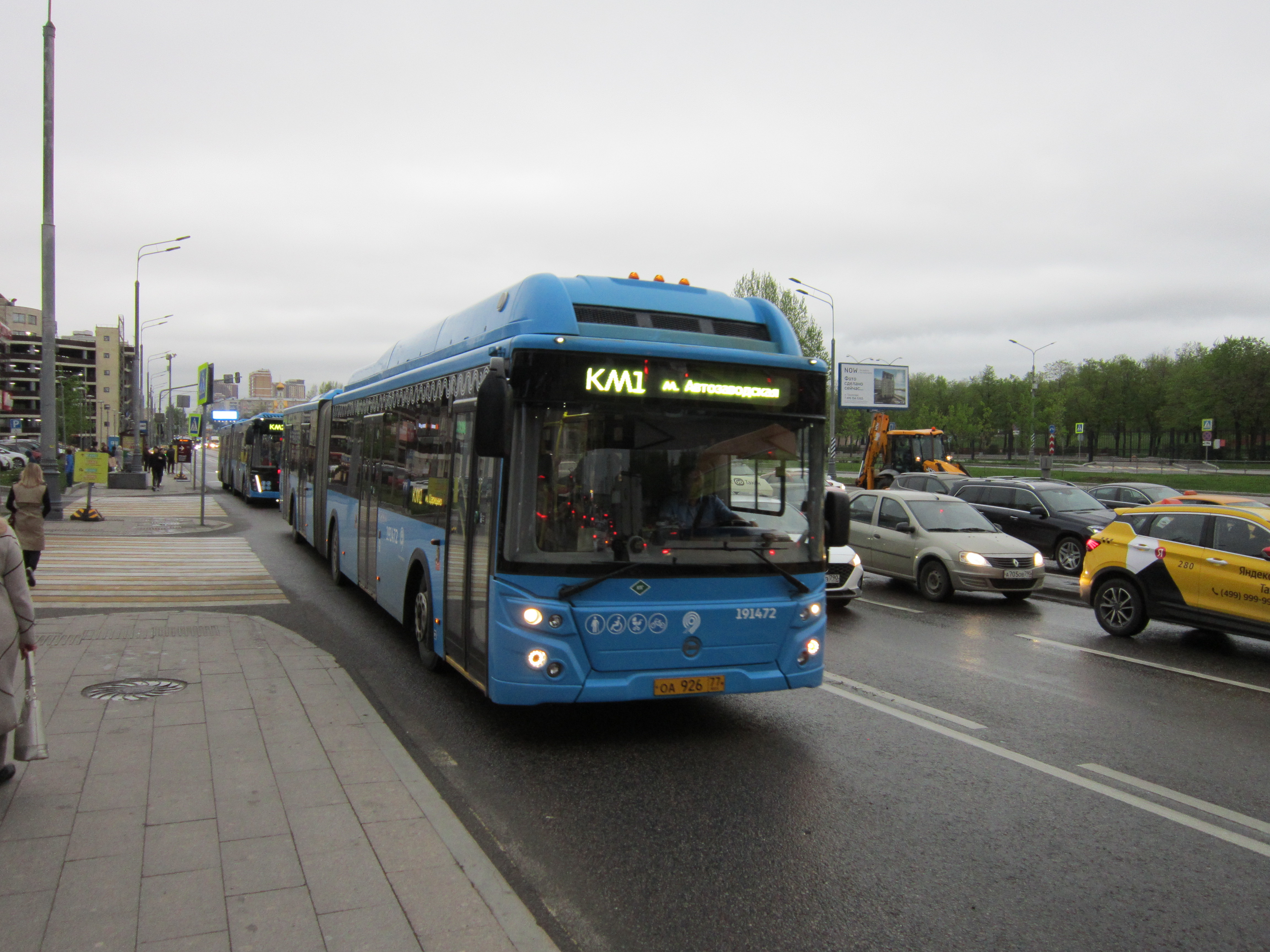
ЛиАЗ-6213.71 КПГ (рестайлинг)
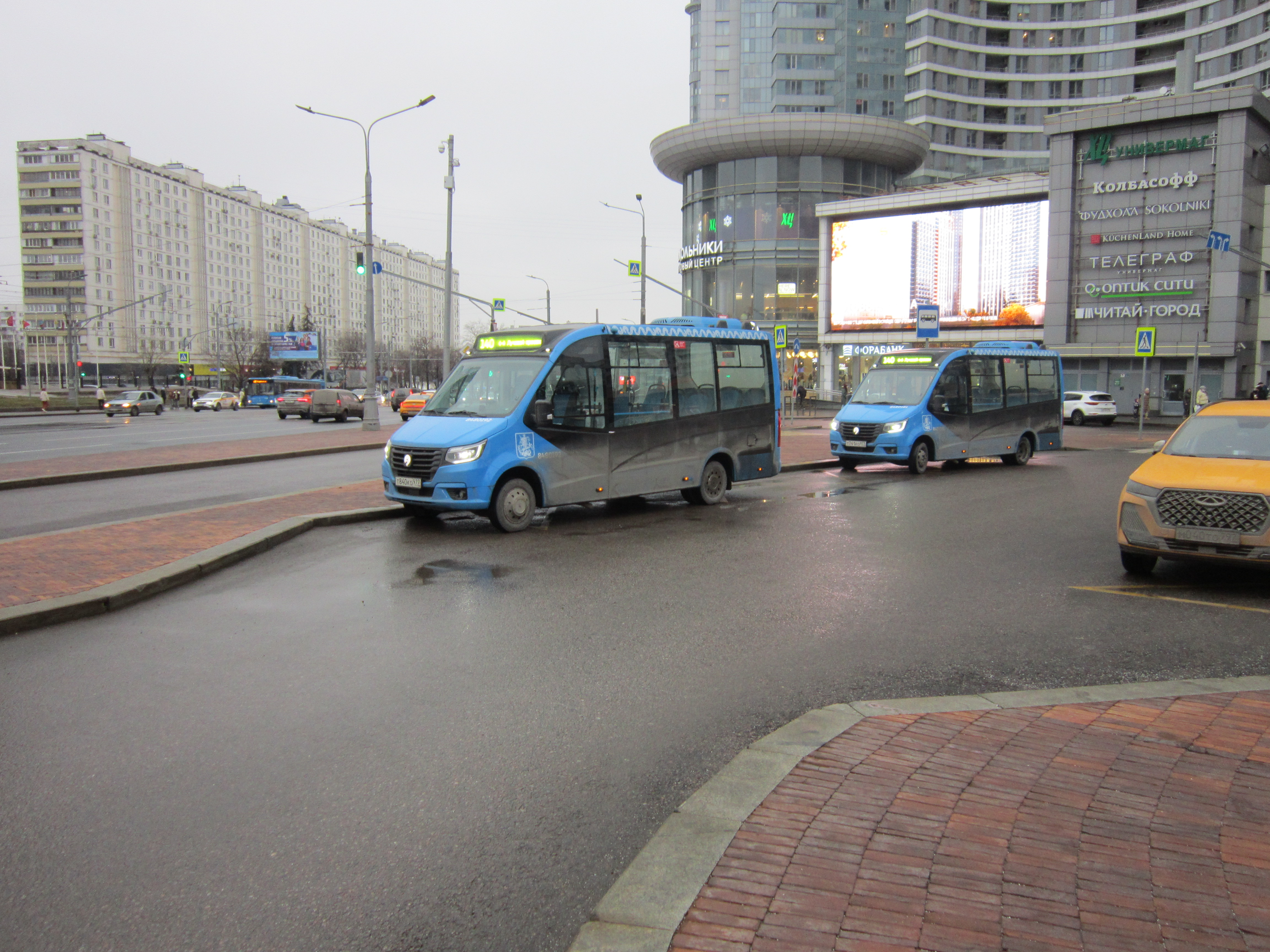
ГАЗель City
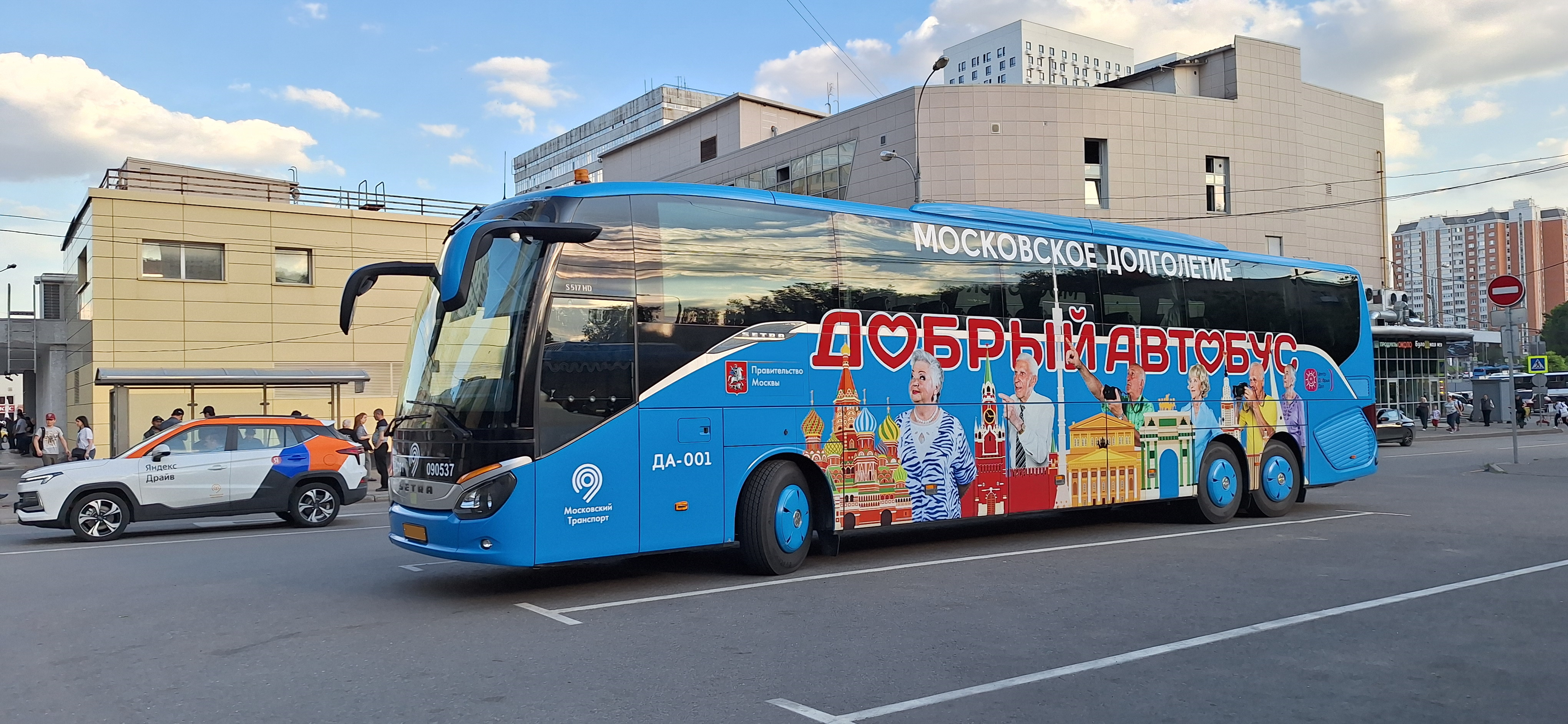
Setra S 517 HD
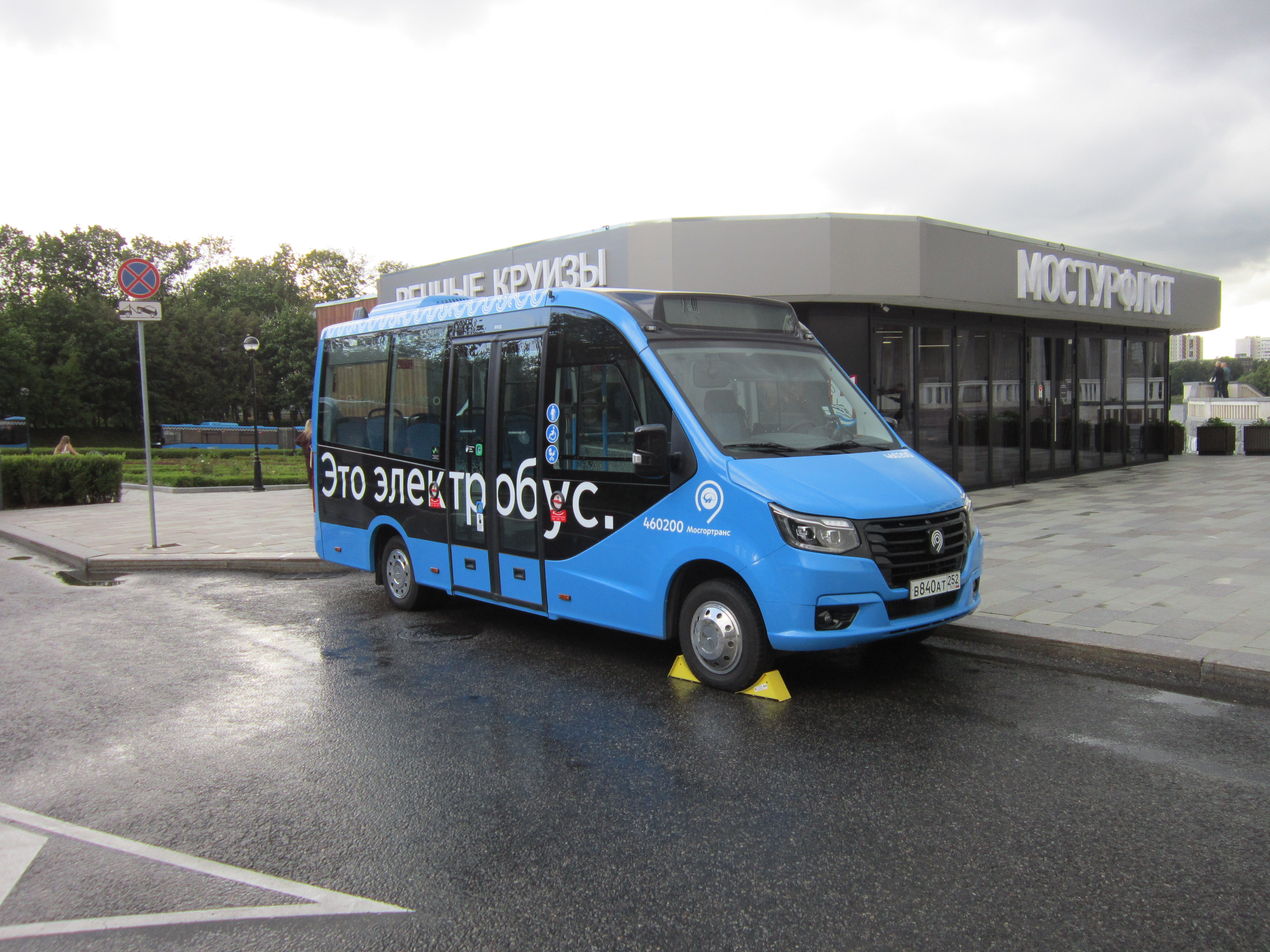
ГАЗель e-City
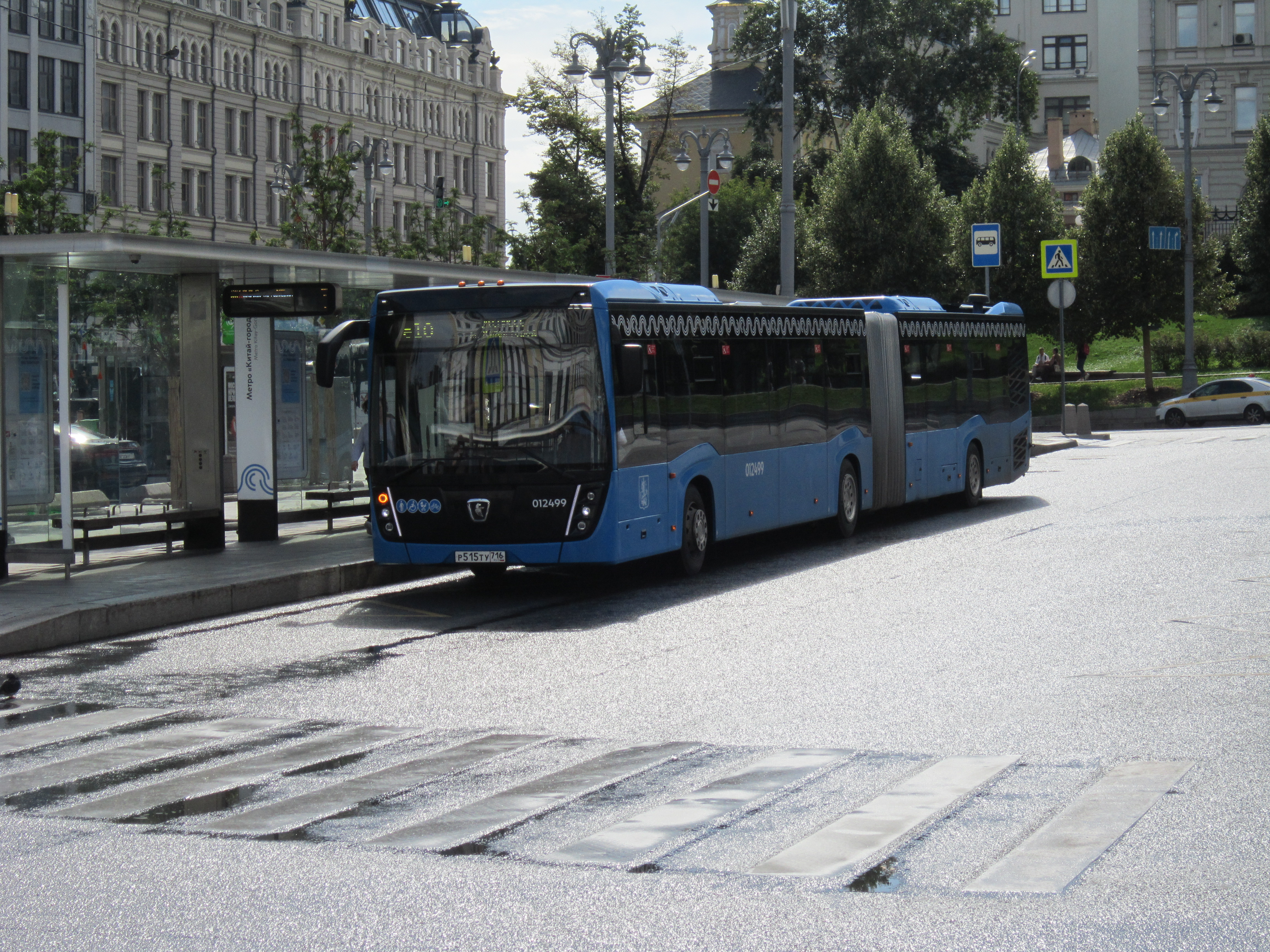
КамАЗ-6299-40-5F
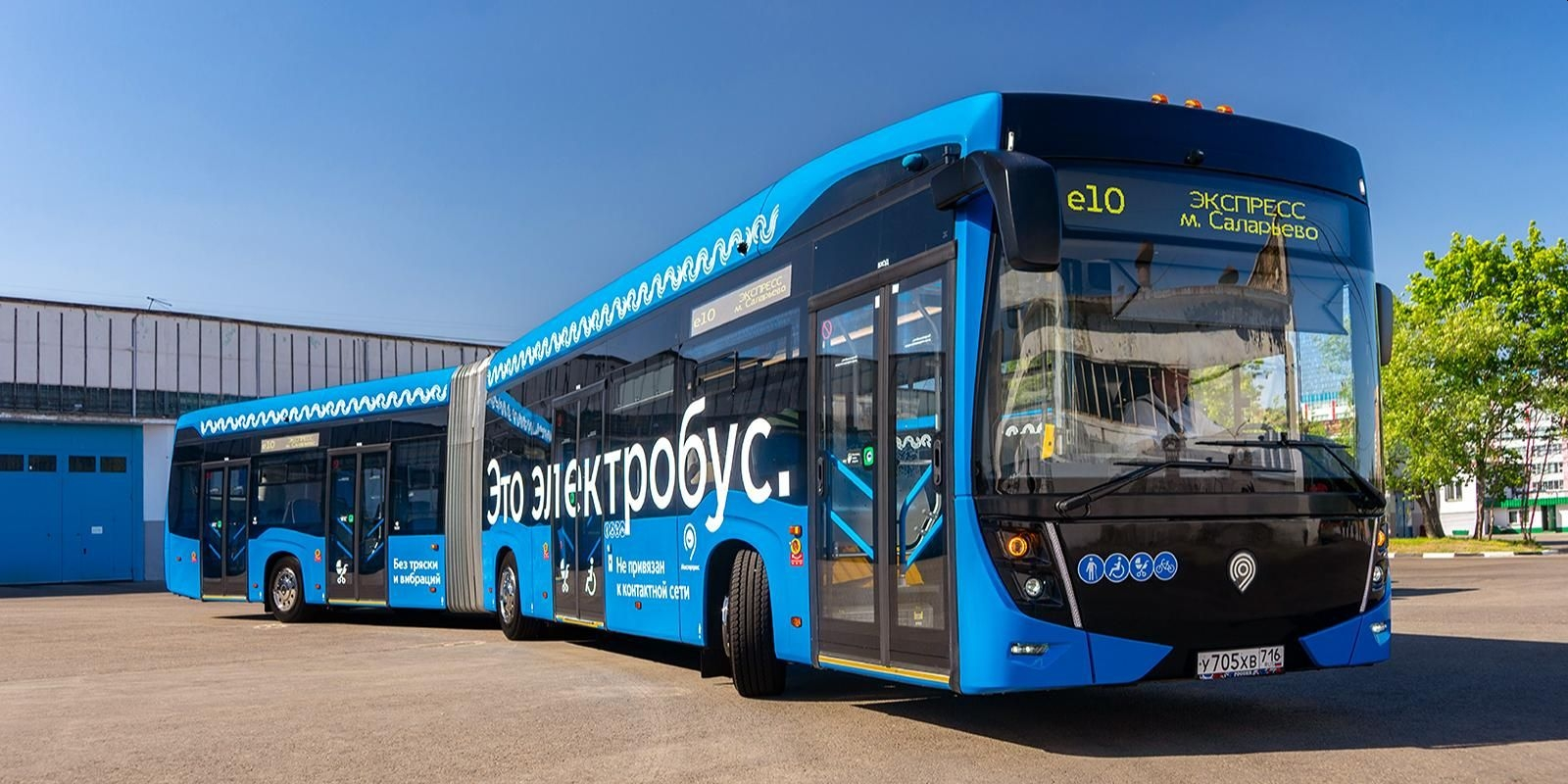
KAMAZ-6292

### Исторический подвижной состав

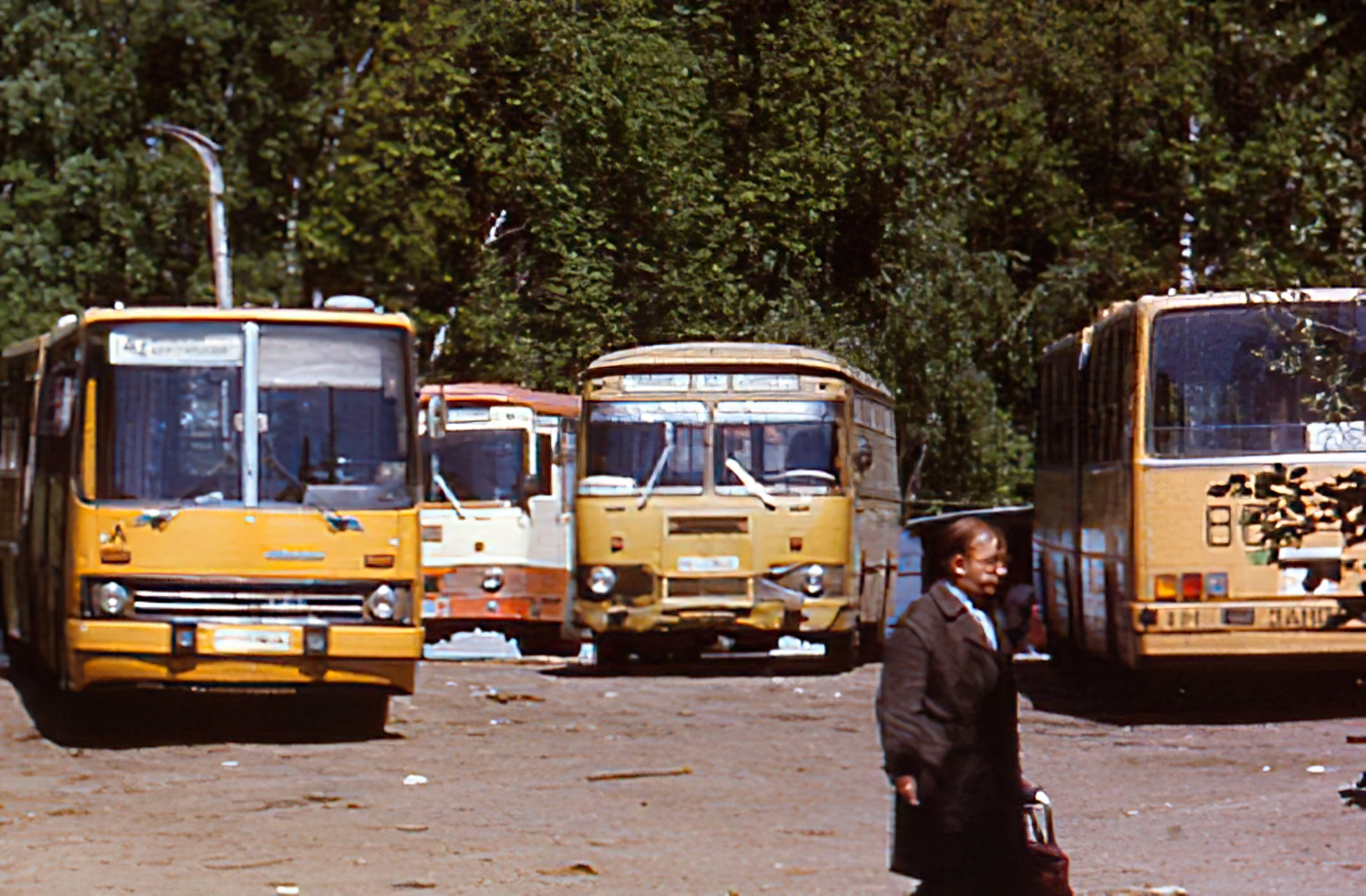
ЛиАЗ-677 (в центре) и Ikarus 280 (по бокам)
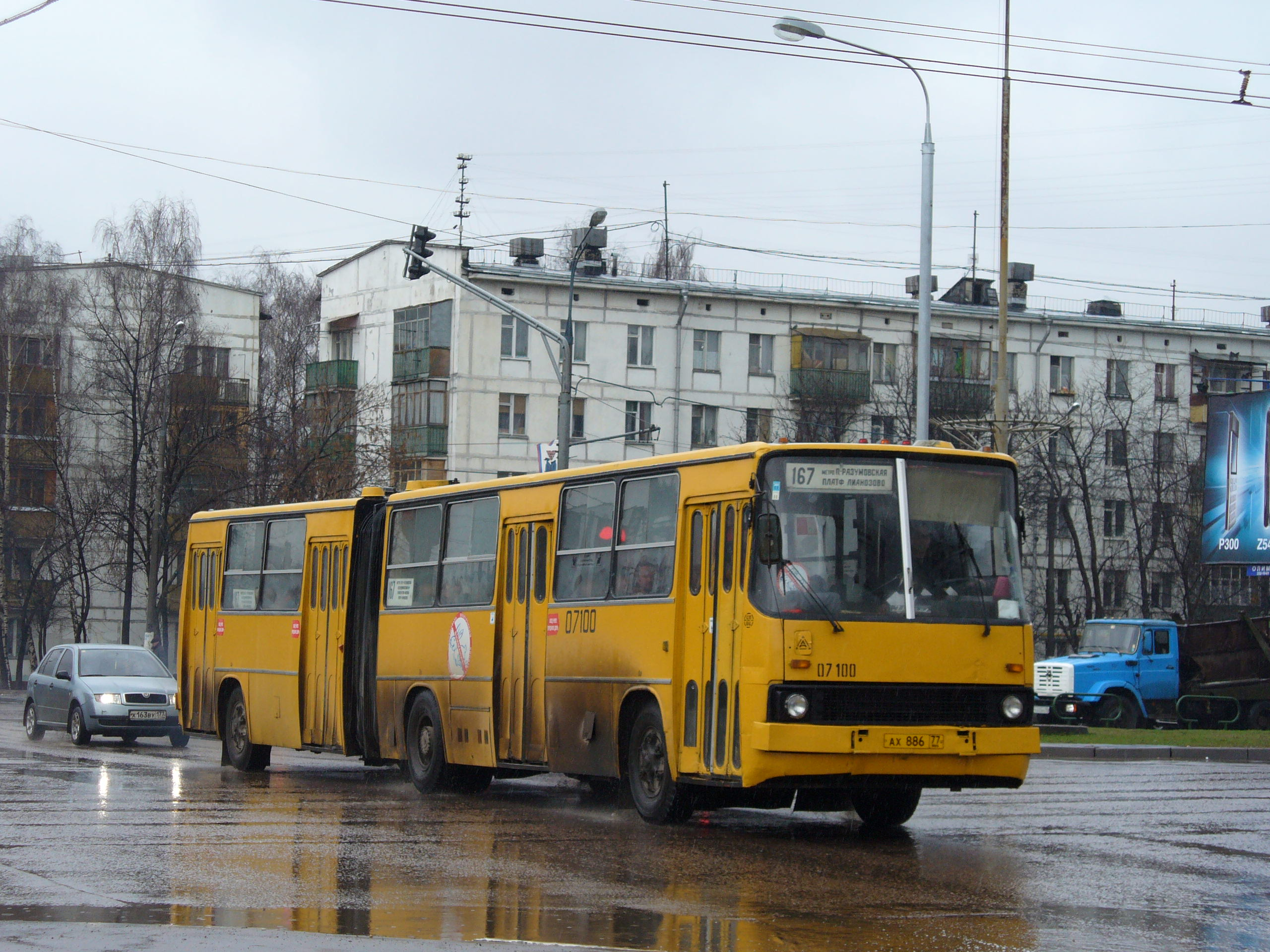
Автобус Ikarus 280.33 в окраске 1980-х, маршрут № 167
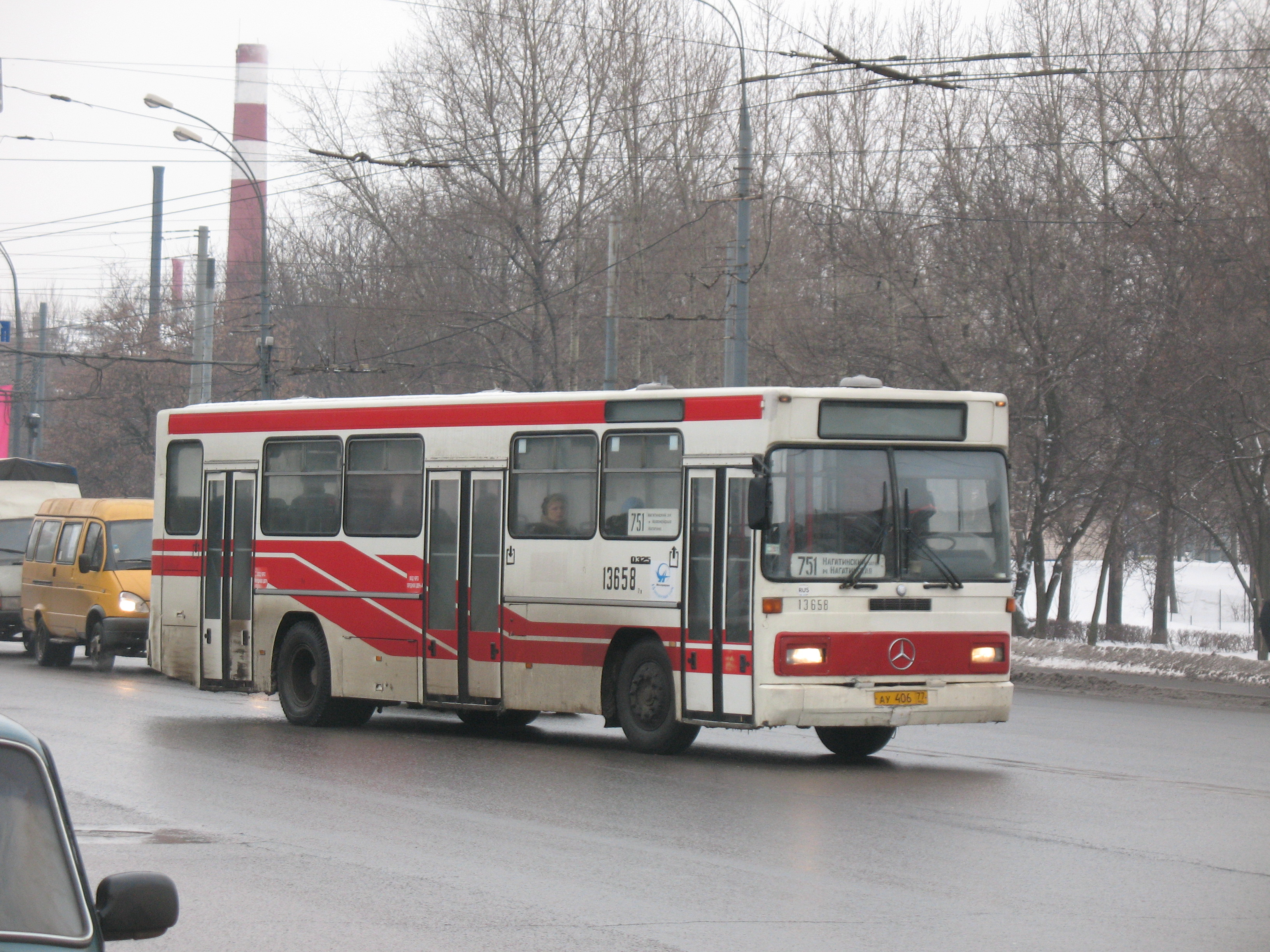
Автобусы Mercedes-Benz O325 работали в 1994—2011 годах
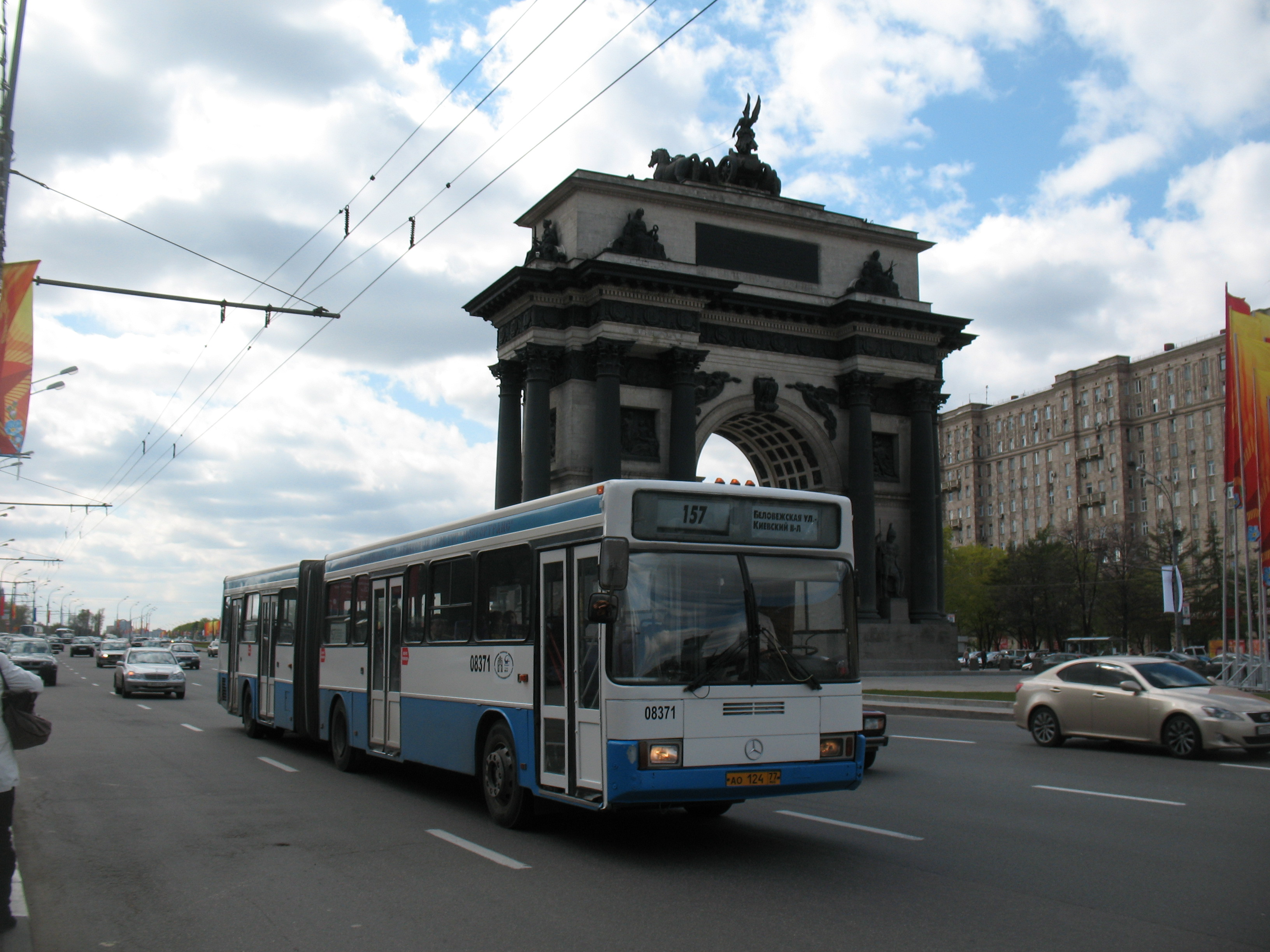
ГолАЗ АКА-6226
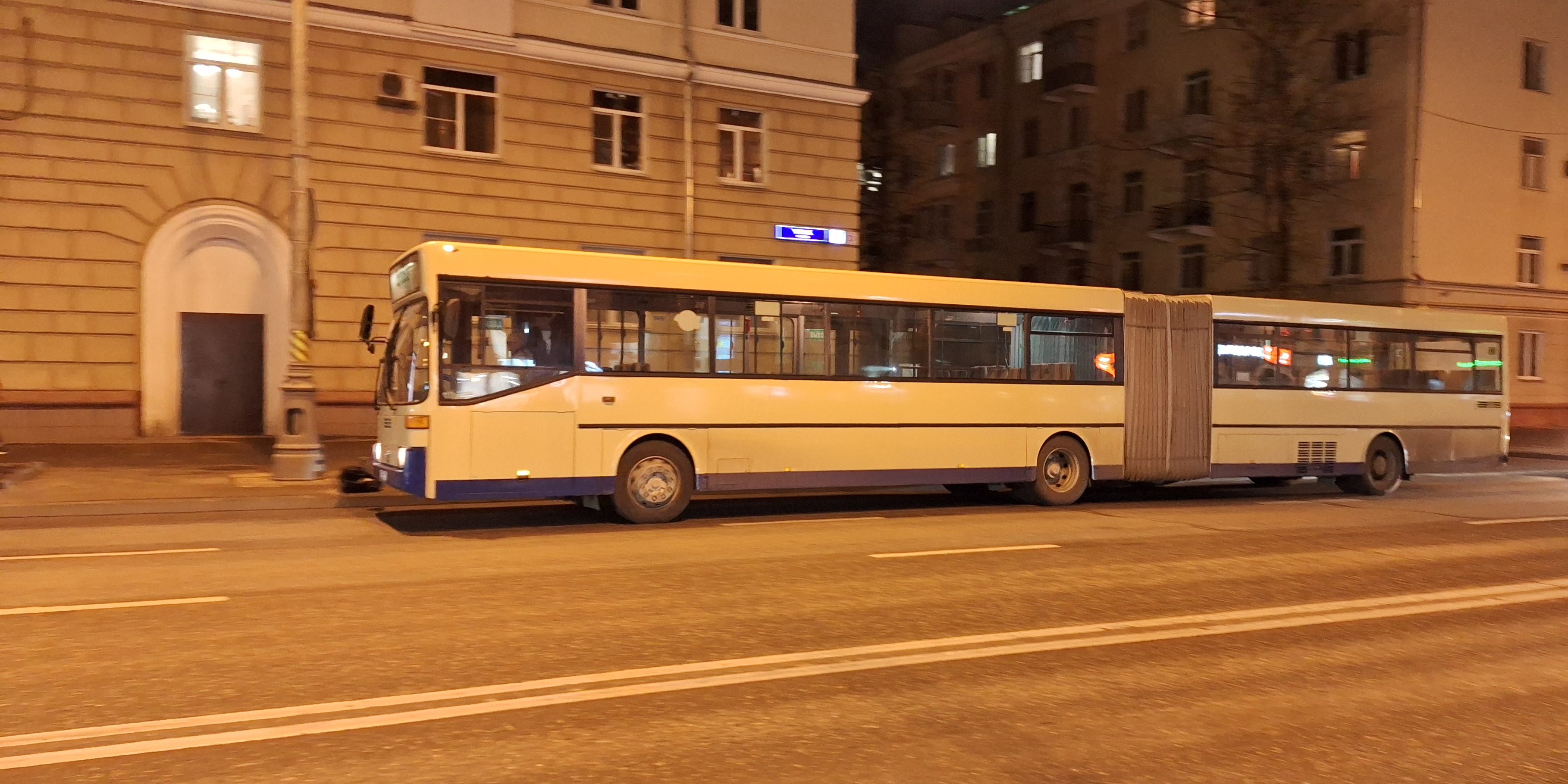
Mercedes-Benz O405G
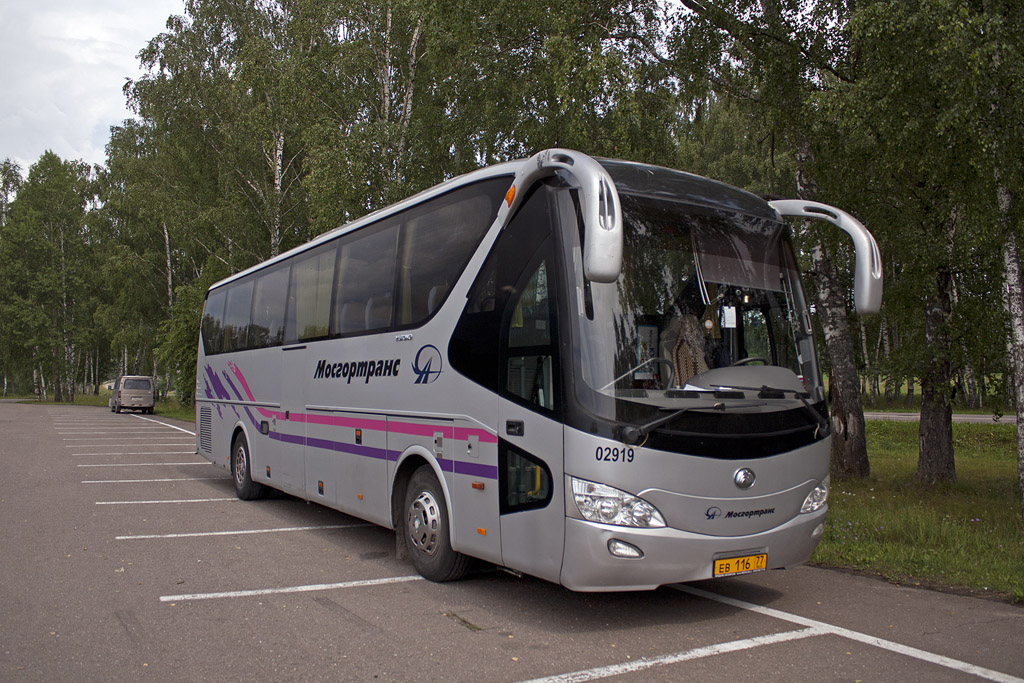
Заказной автобус Yutong ZK6129H. Посёлок Бородинского музея, Московская область
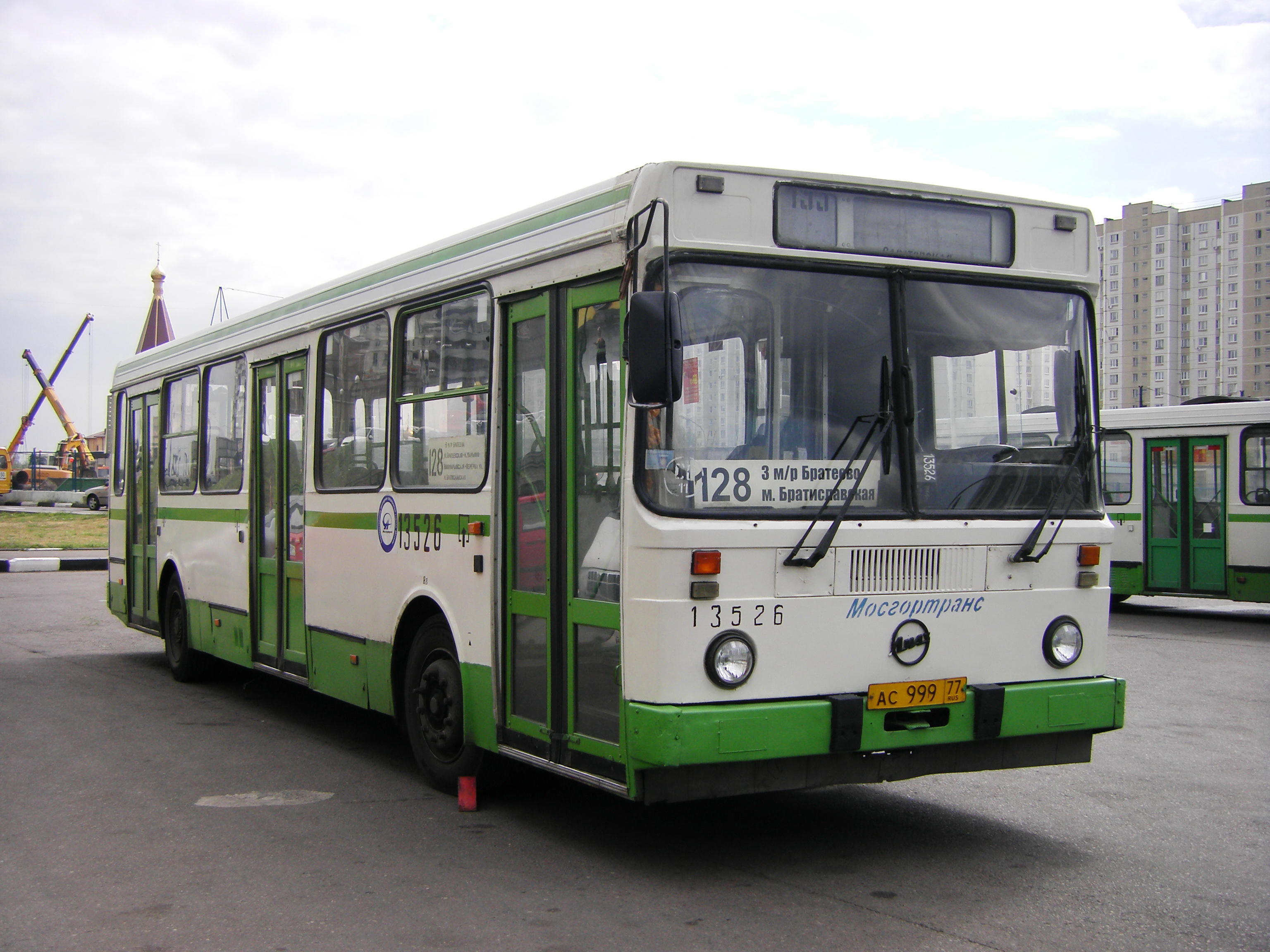
Автобус ЛиАЗ-5256.25, маршрут № 128
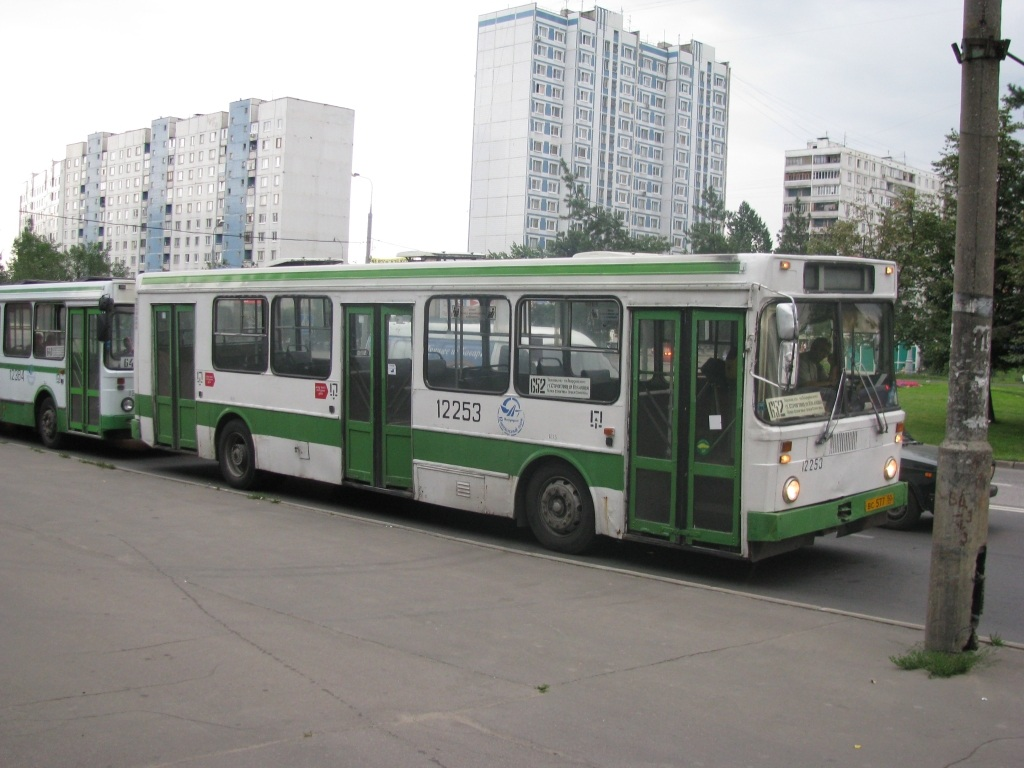
Автобус ЯАЗ-5267, маршрут № 652
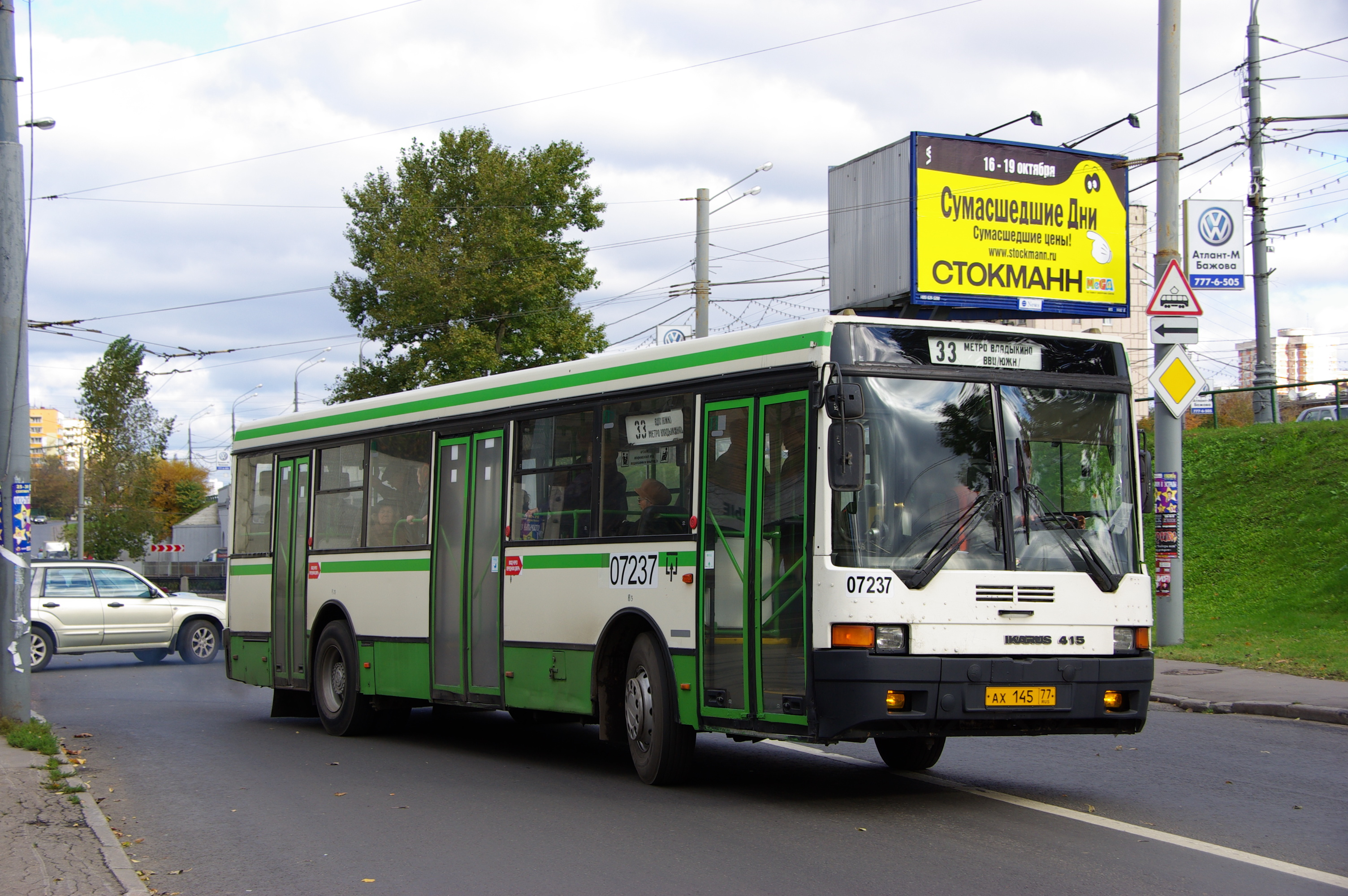
Автобус Ikarus 415.33, маршрут № 33
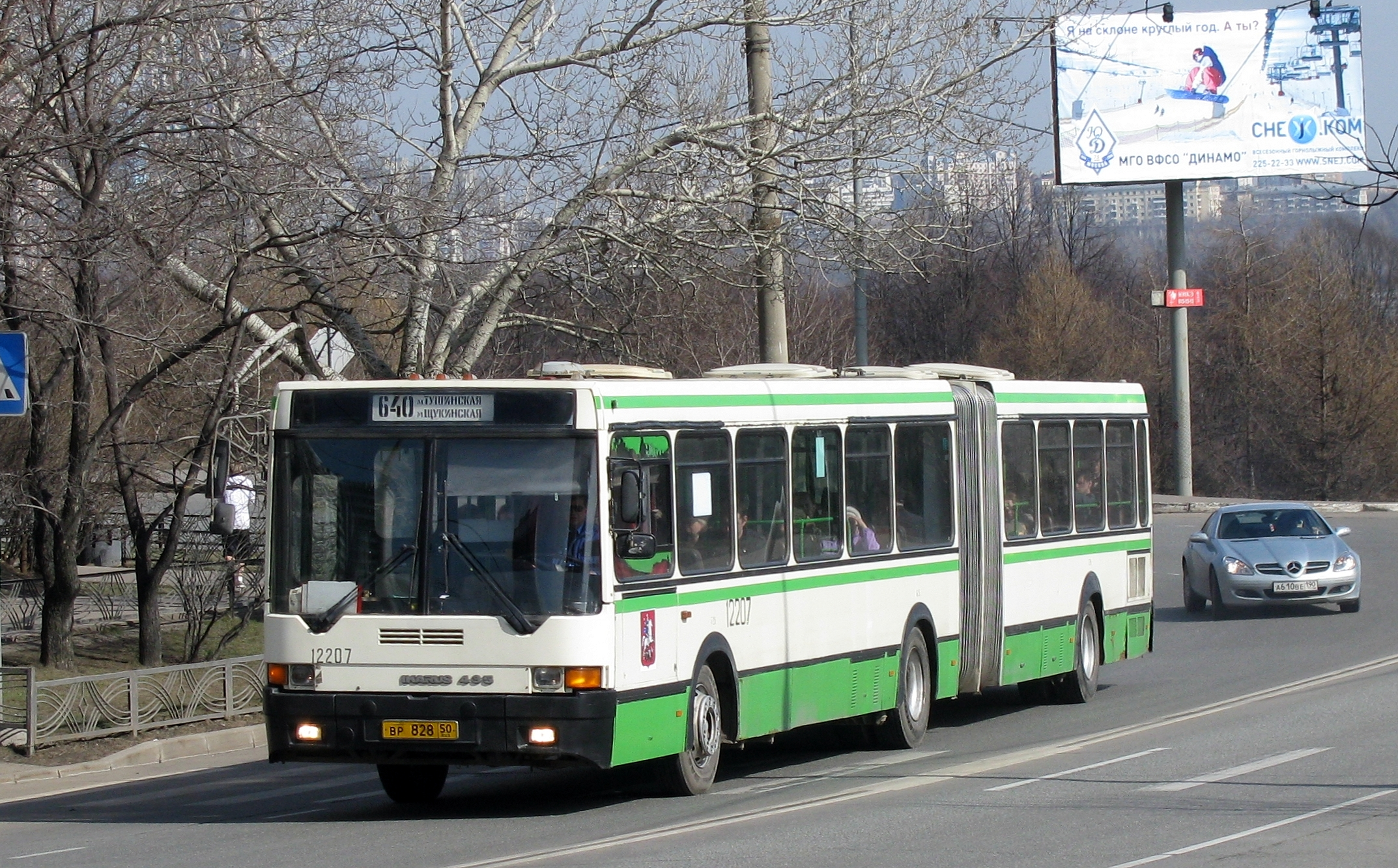
Автобус Ikarus 435.17, маршрут № 640
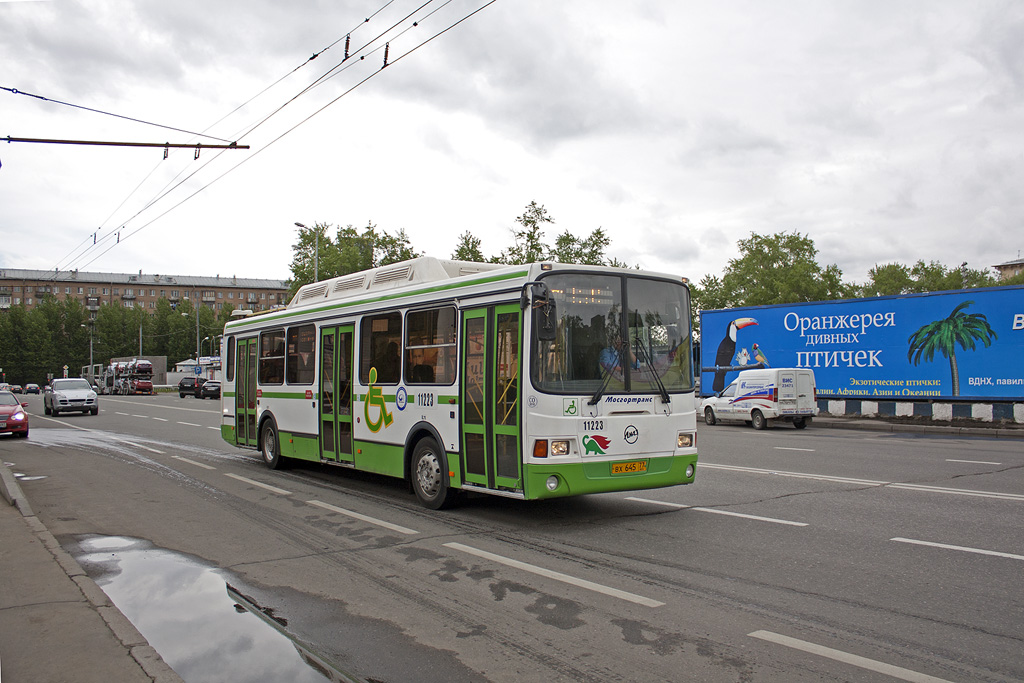
ЛиАЗ-5293.70  КПГ, маршрут № 154
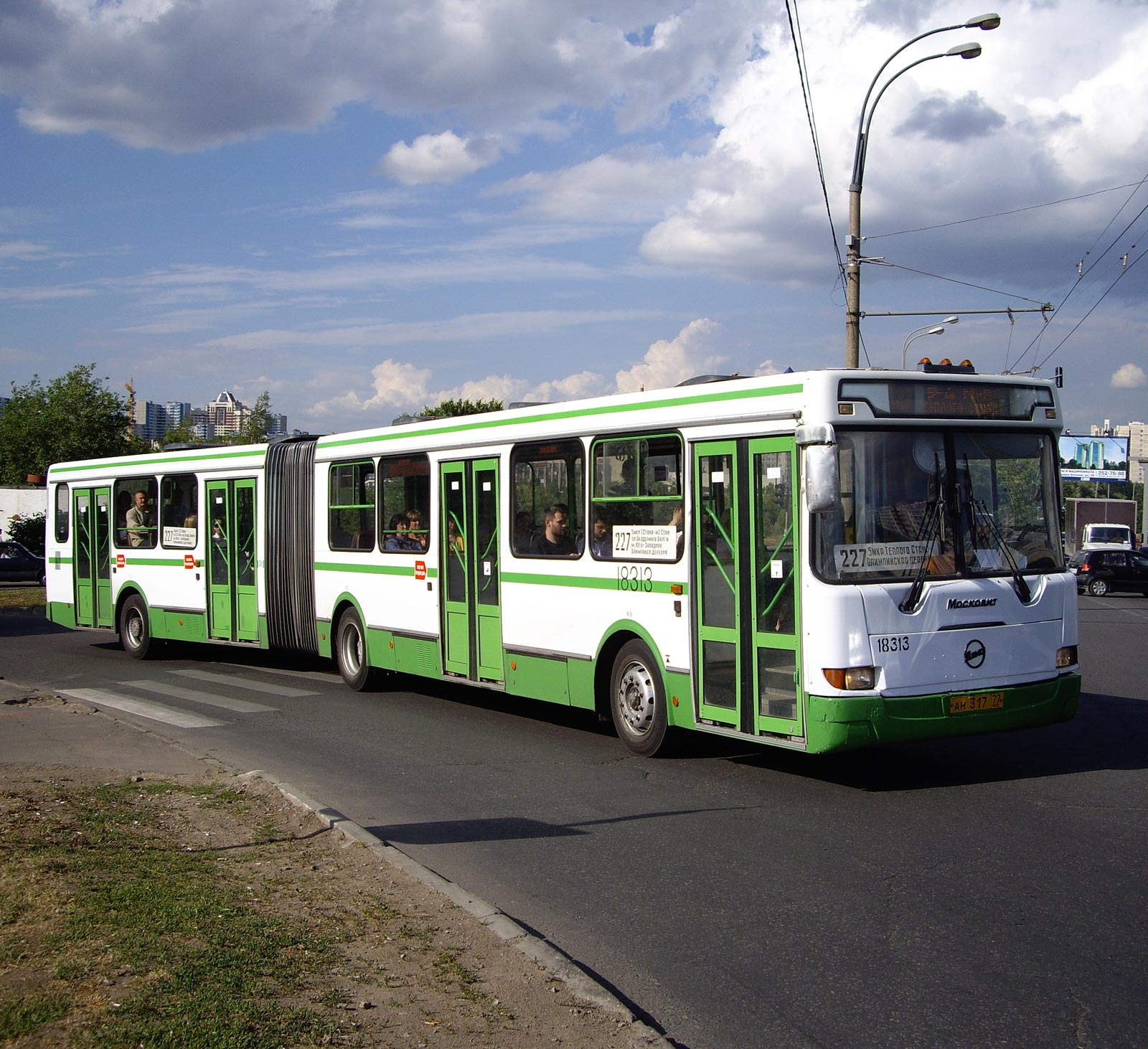
Автобус ЛиАЗ-6212, маршрут № 227
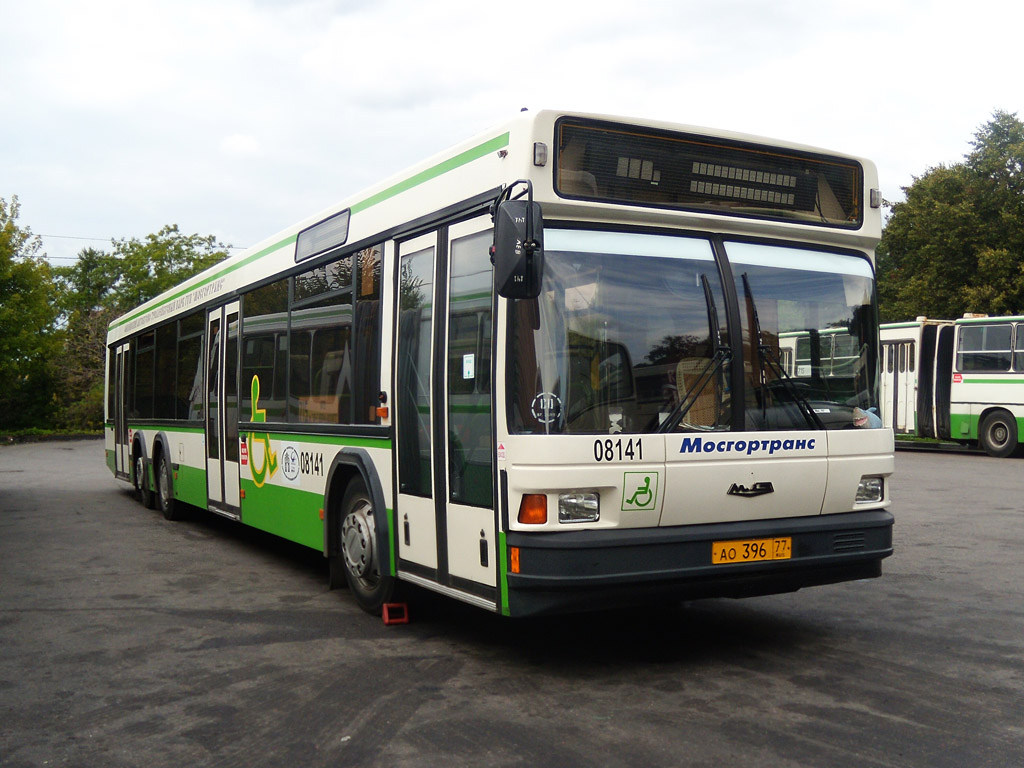
Трёхосный автобус МАЗ-107 , маршрут № 715
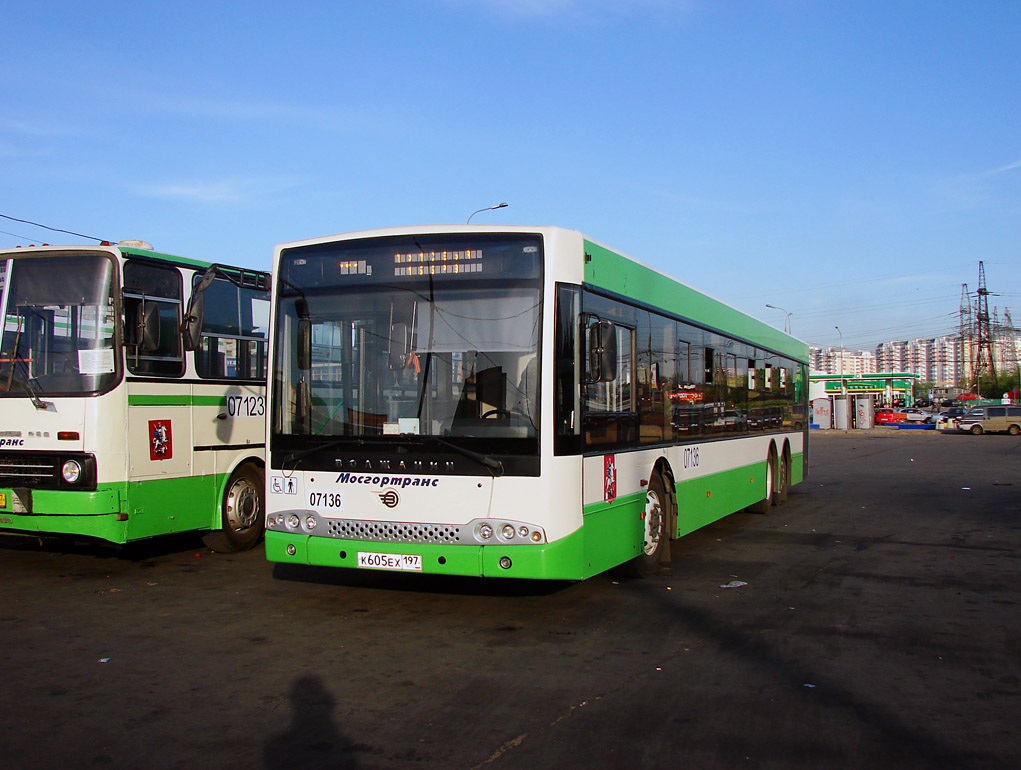
Трёхосный автобус Волжанин-6270 , маршрут № 92
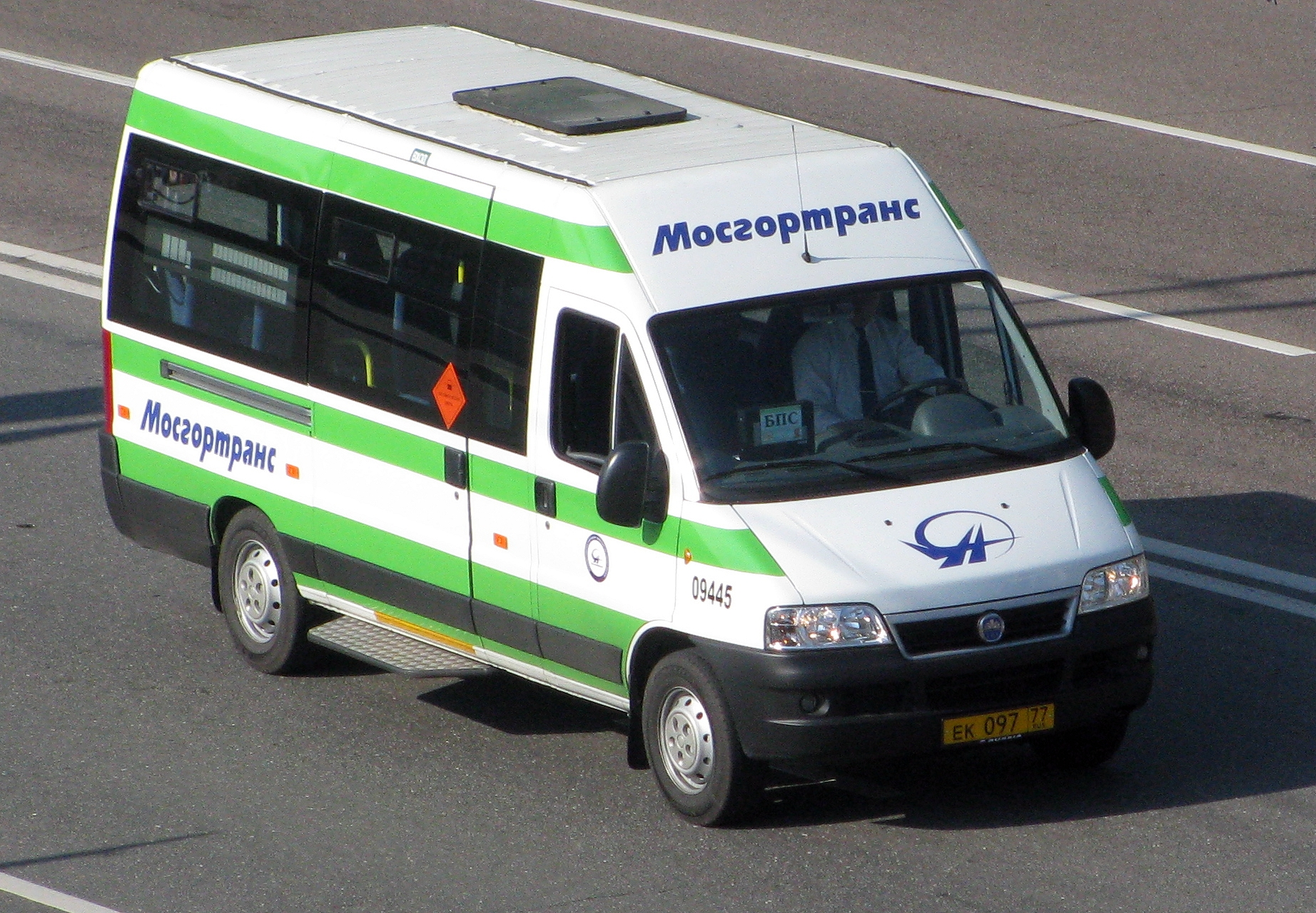
Микроавтобус Fiat Ducato, заказной рейс
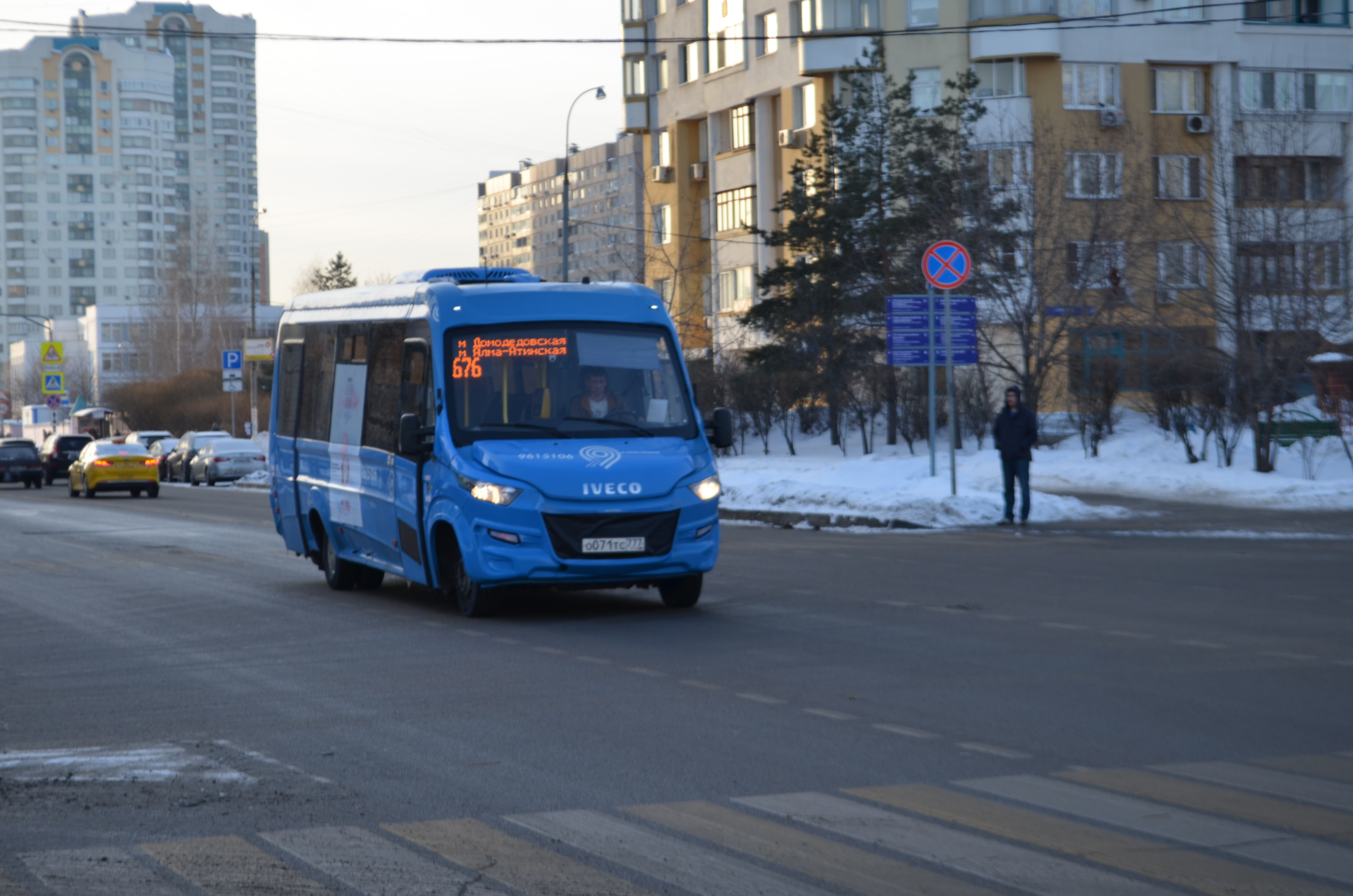
Нижегородец-VSN700 (IVECO) , маршрут № 676
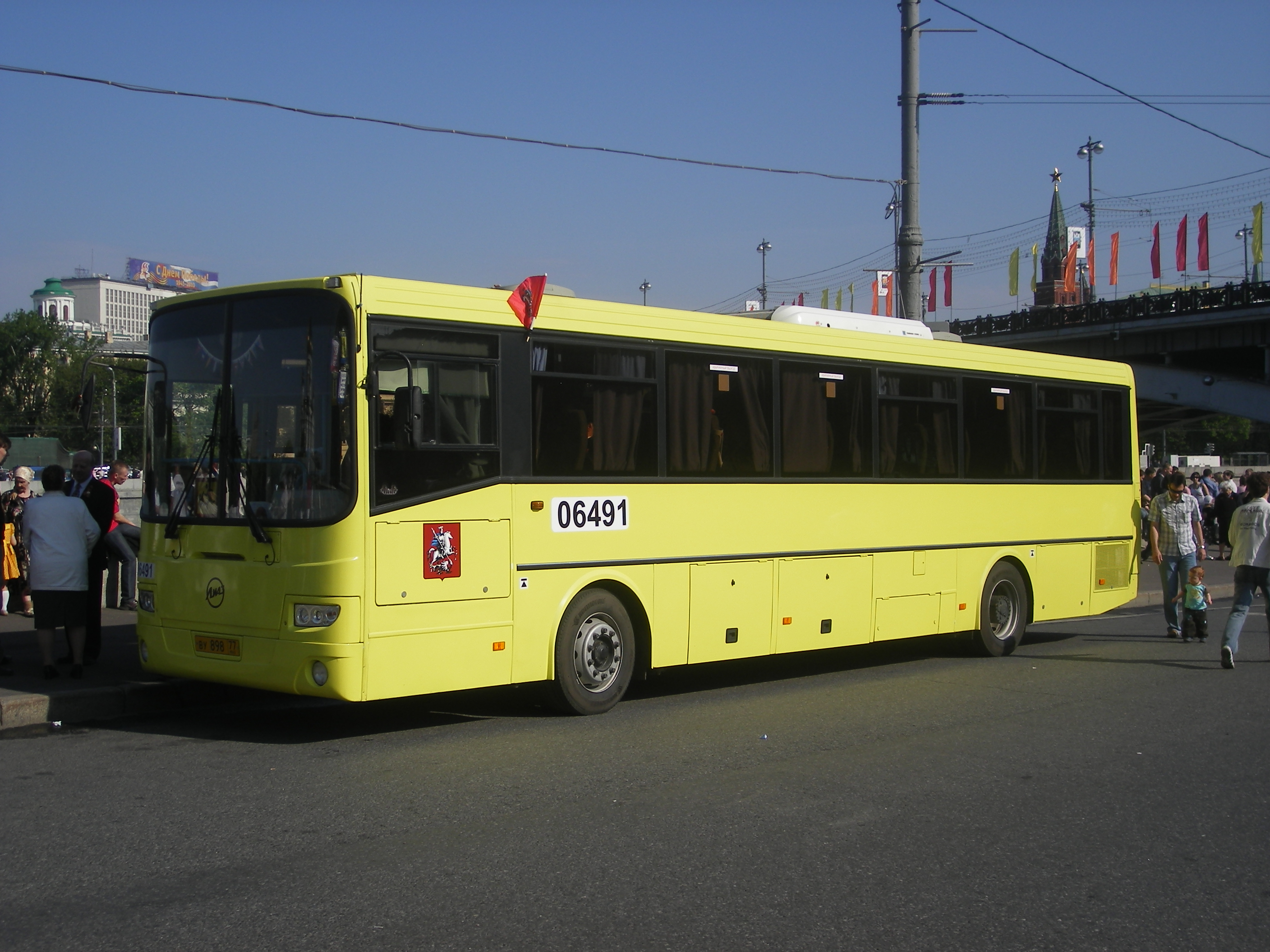
Автобус ГолАЗ-ЛиАЗ-5256.23-01, заказной рейс
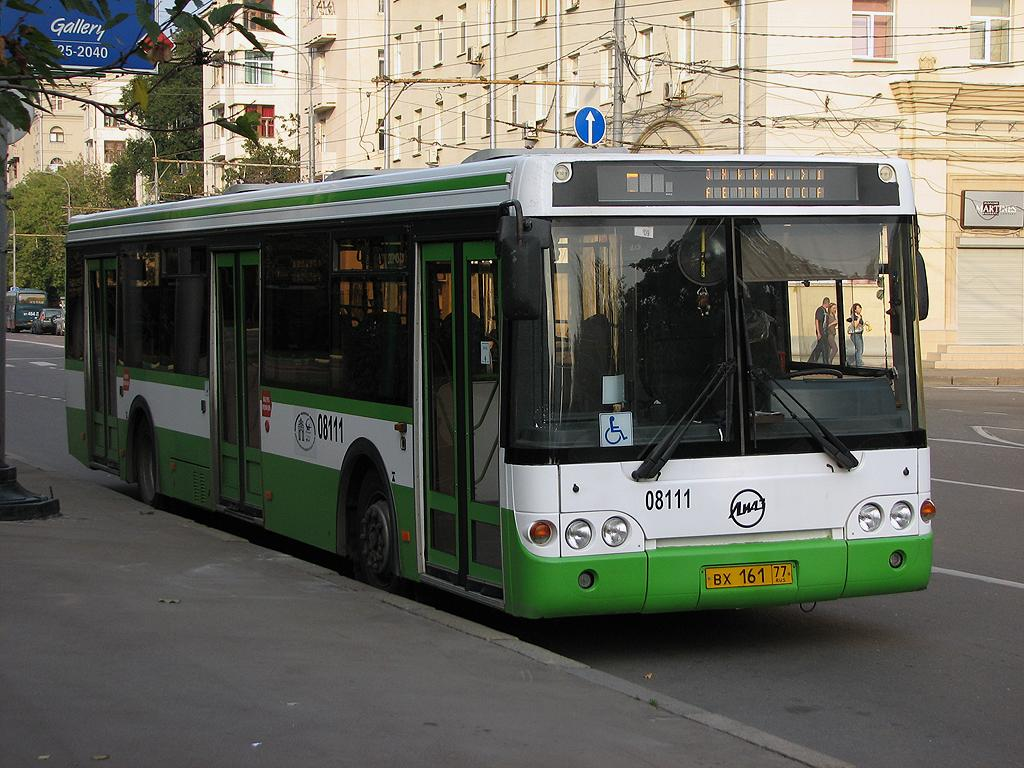
ЛиАЗ 5292.20
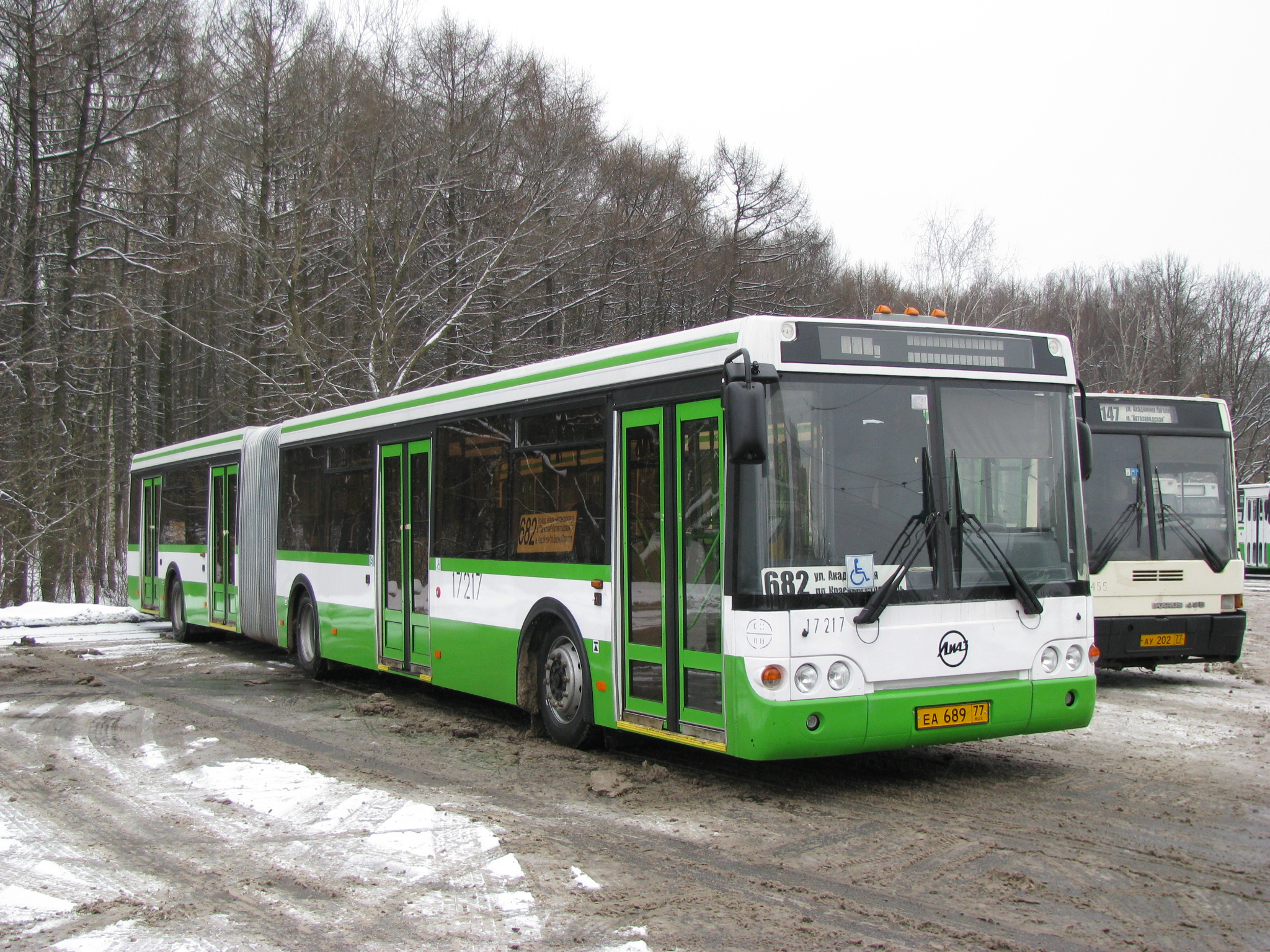
ЛиАЗ-6213.20
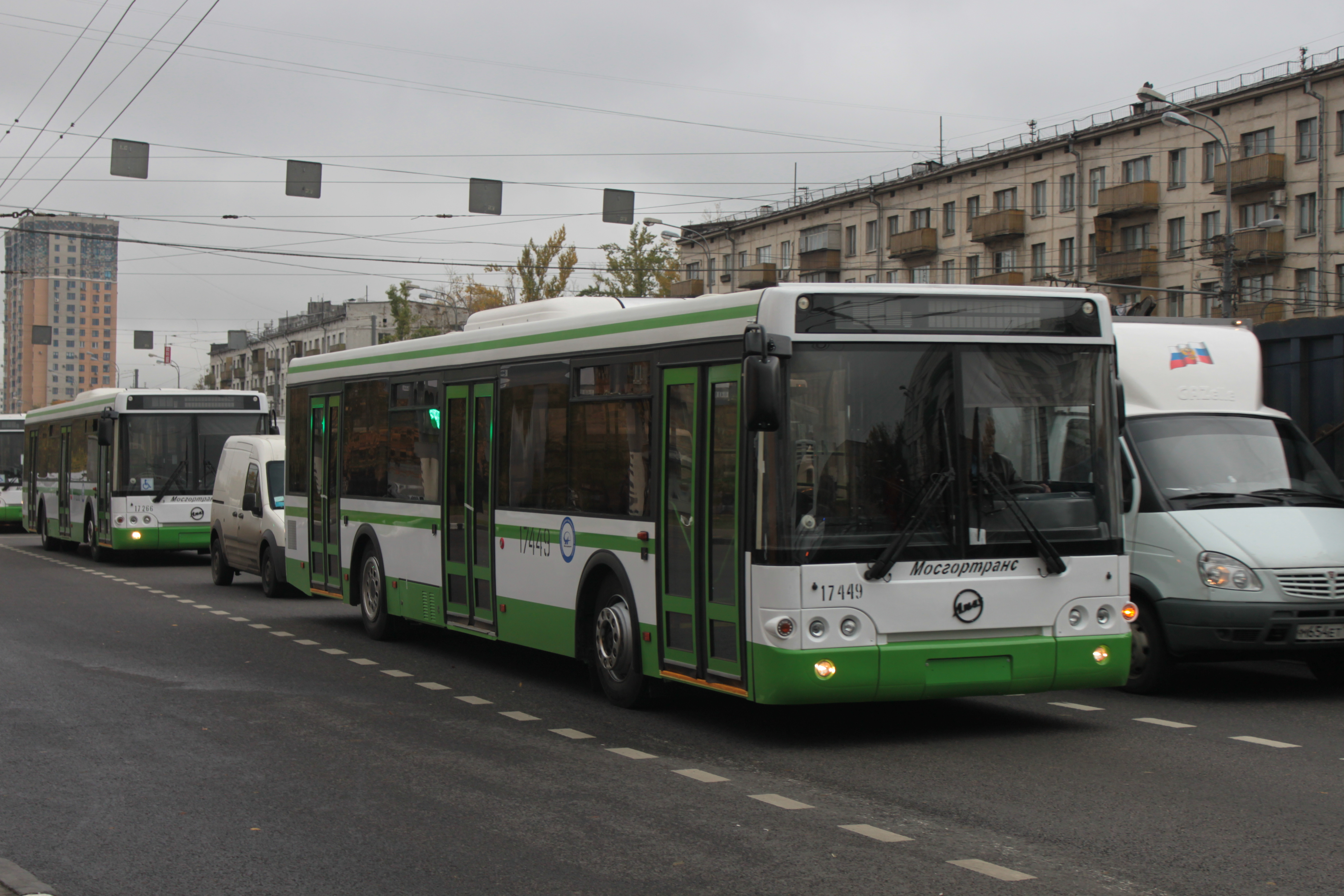
ЛиАЗ-5292.21
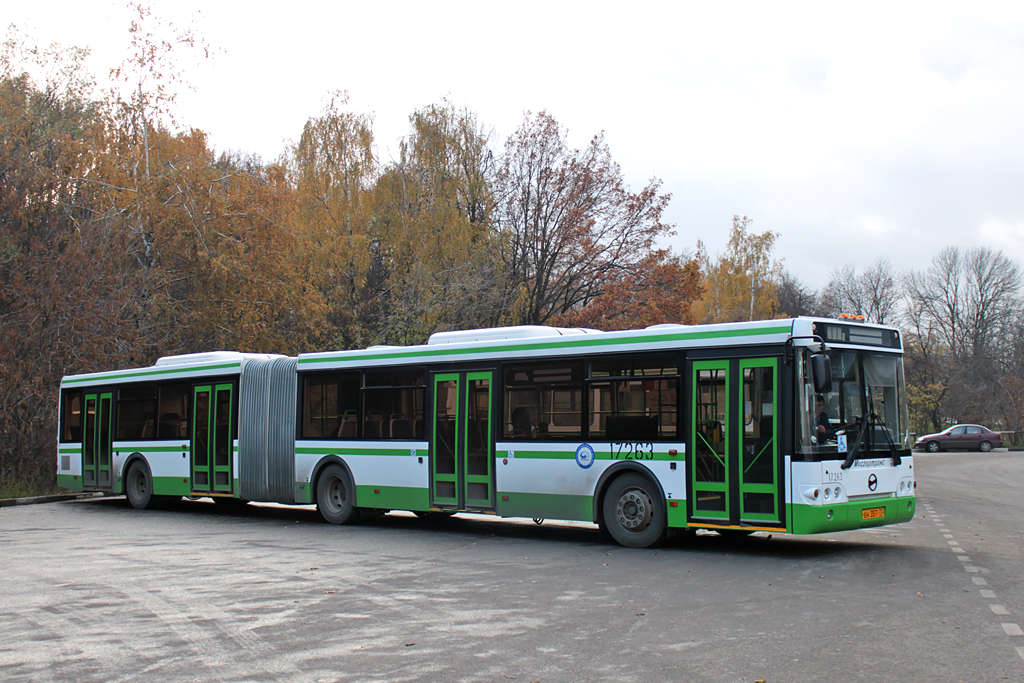
ЛиАЗ-6213.21
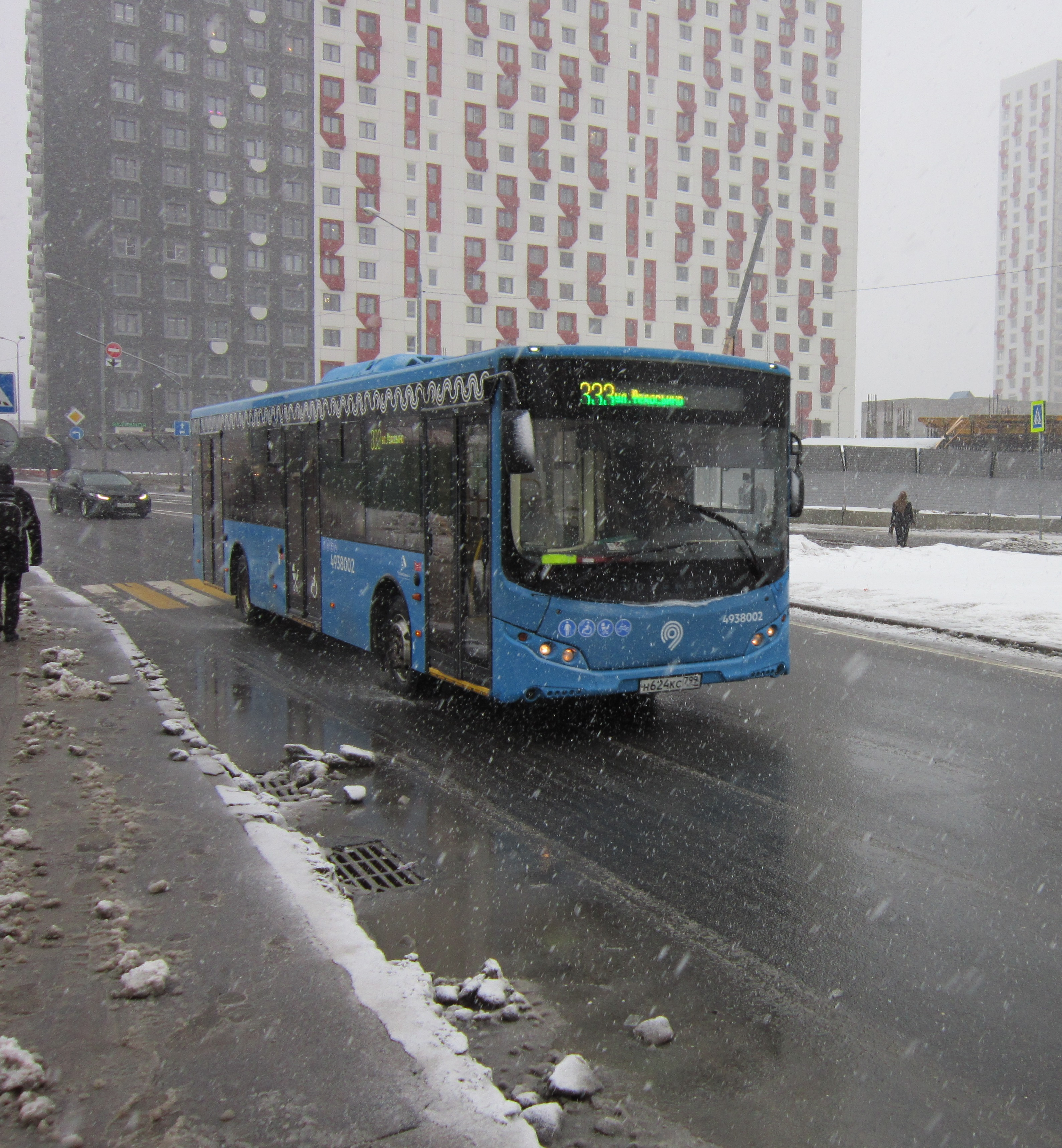
Volgabus-5270.02
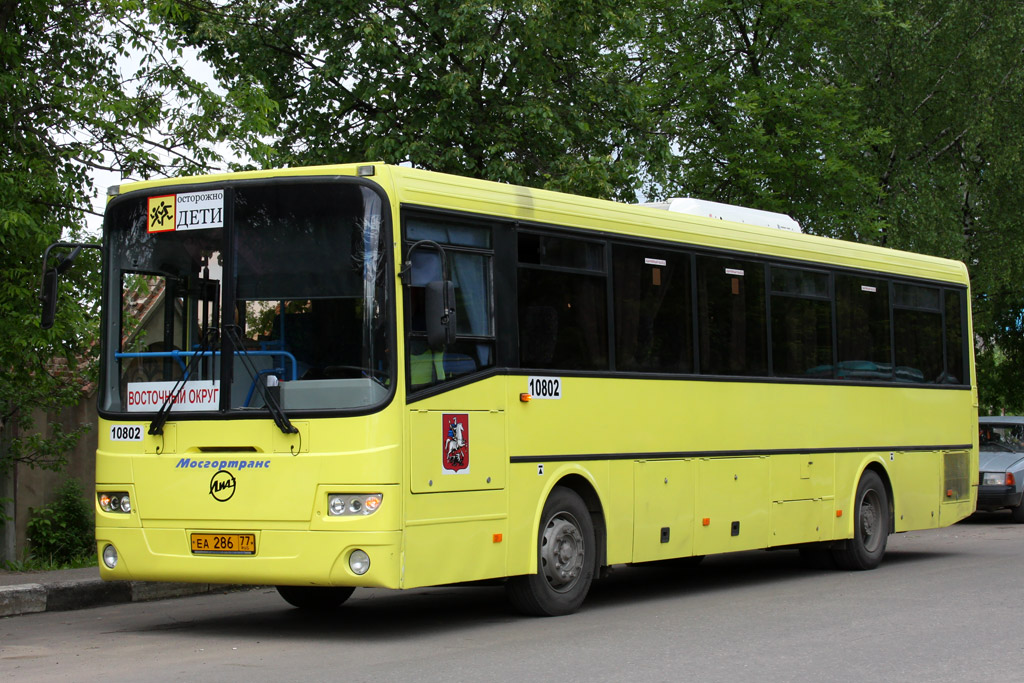
ЛиАЗ-5256.13
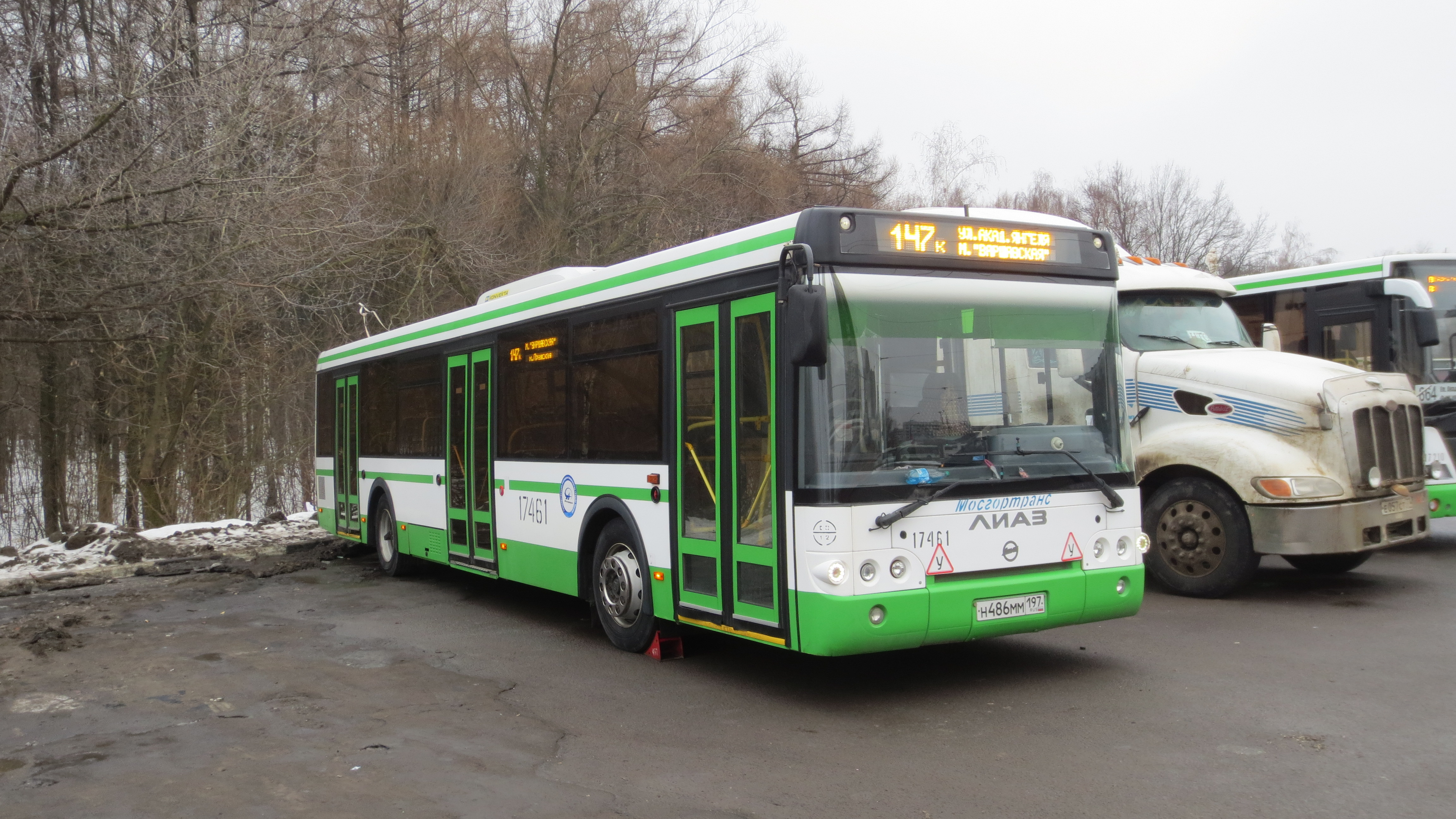
ЛиАЗ 5292.22-01
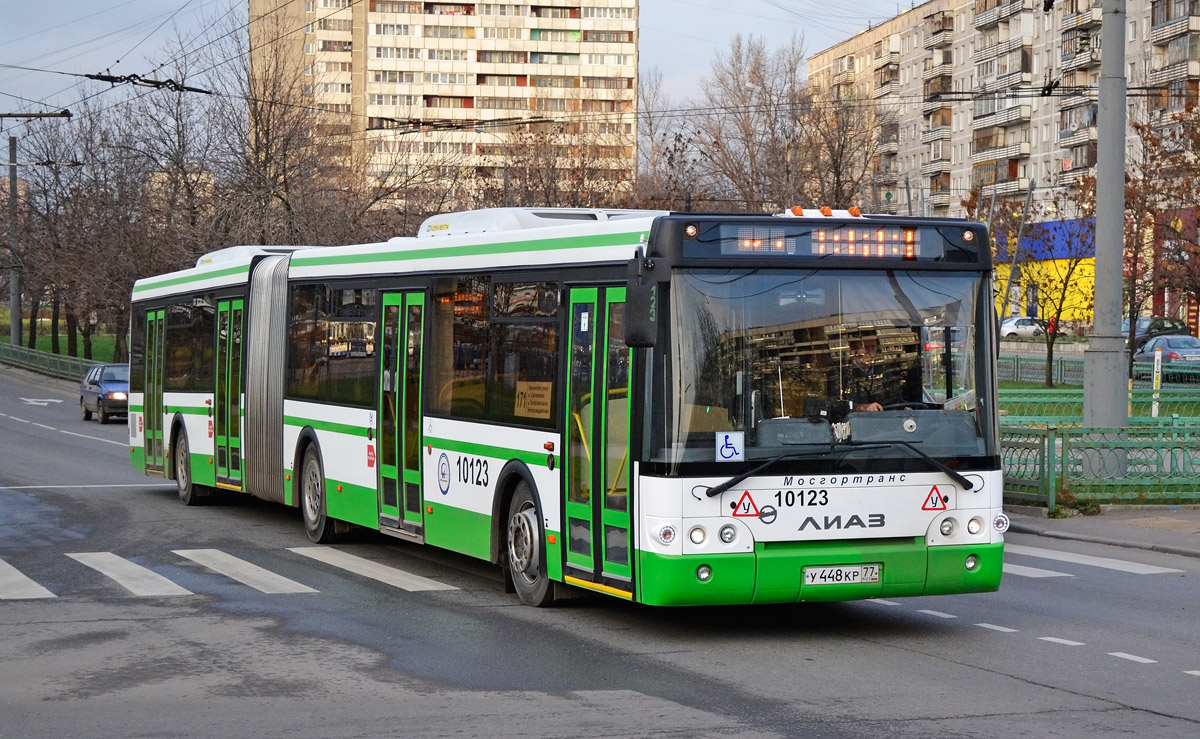
ЛиАЗ-6213.22-01
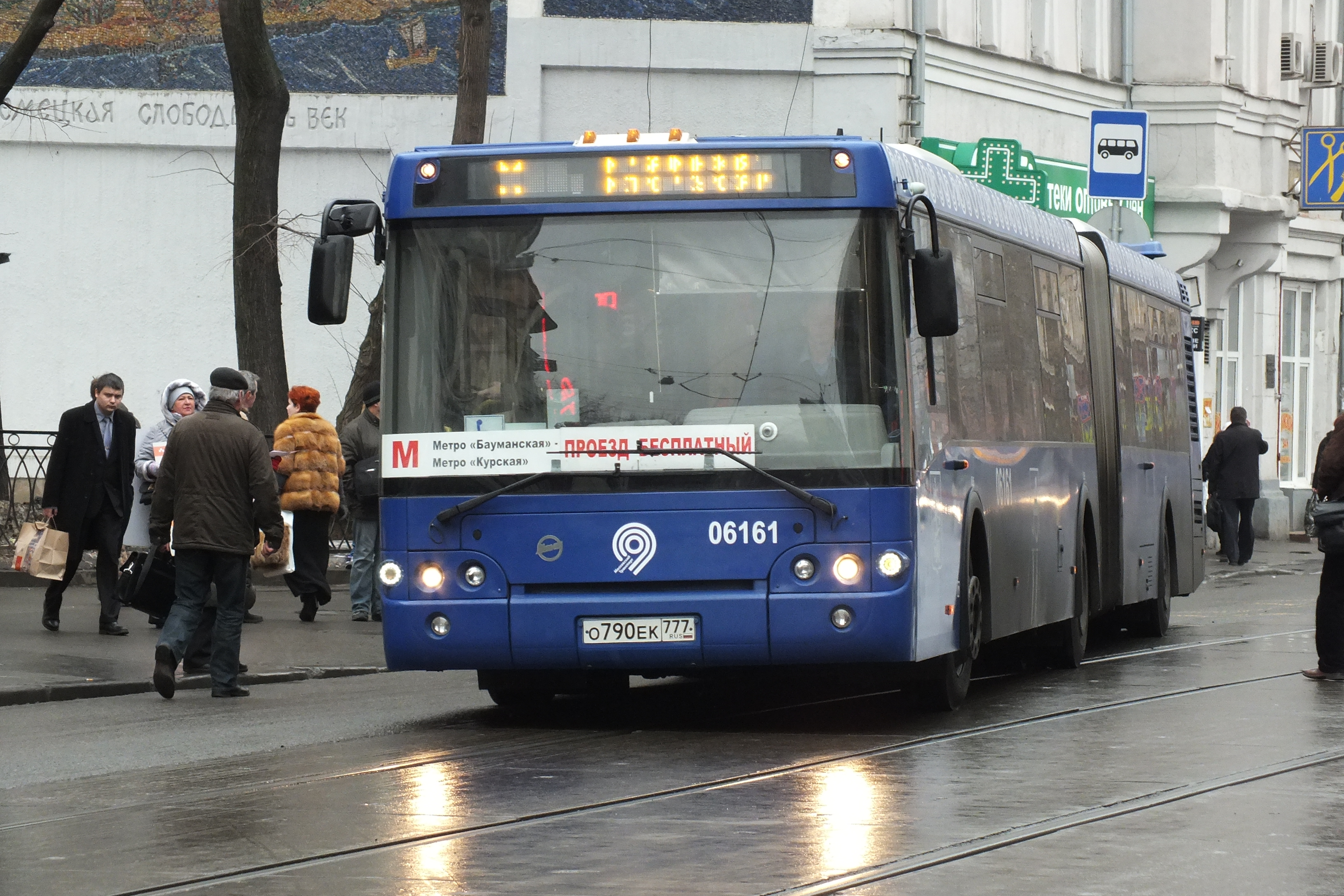
ЛиАЗ-6213.22
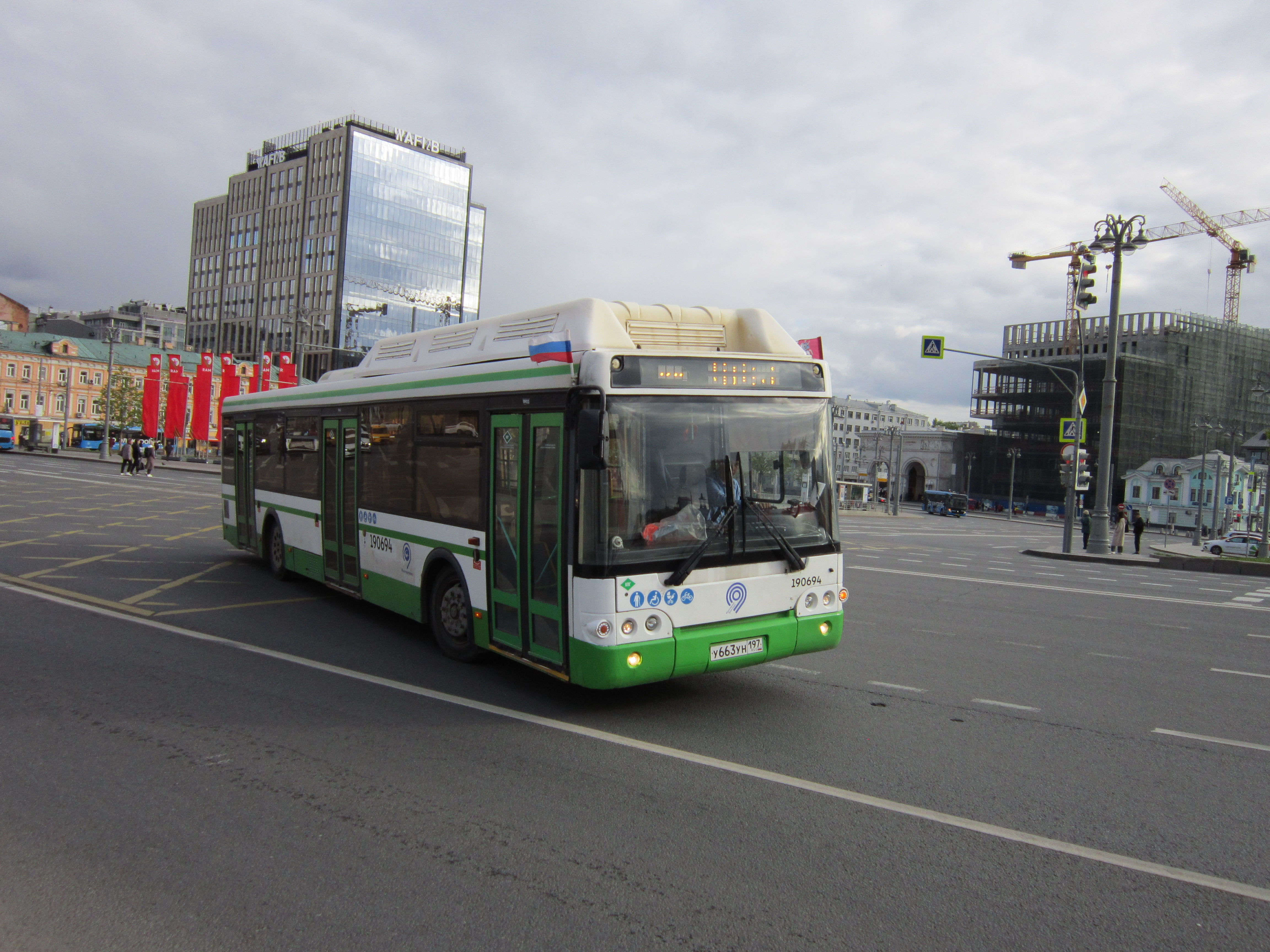
ЛиАЗ-5292.71 КПГ
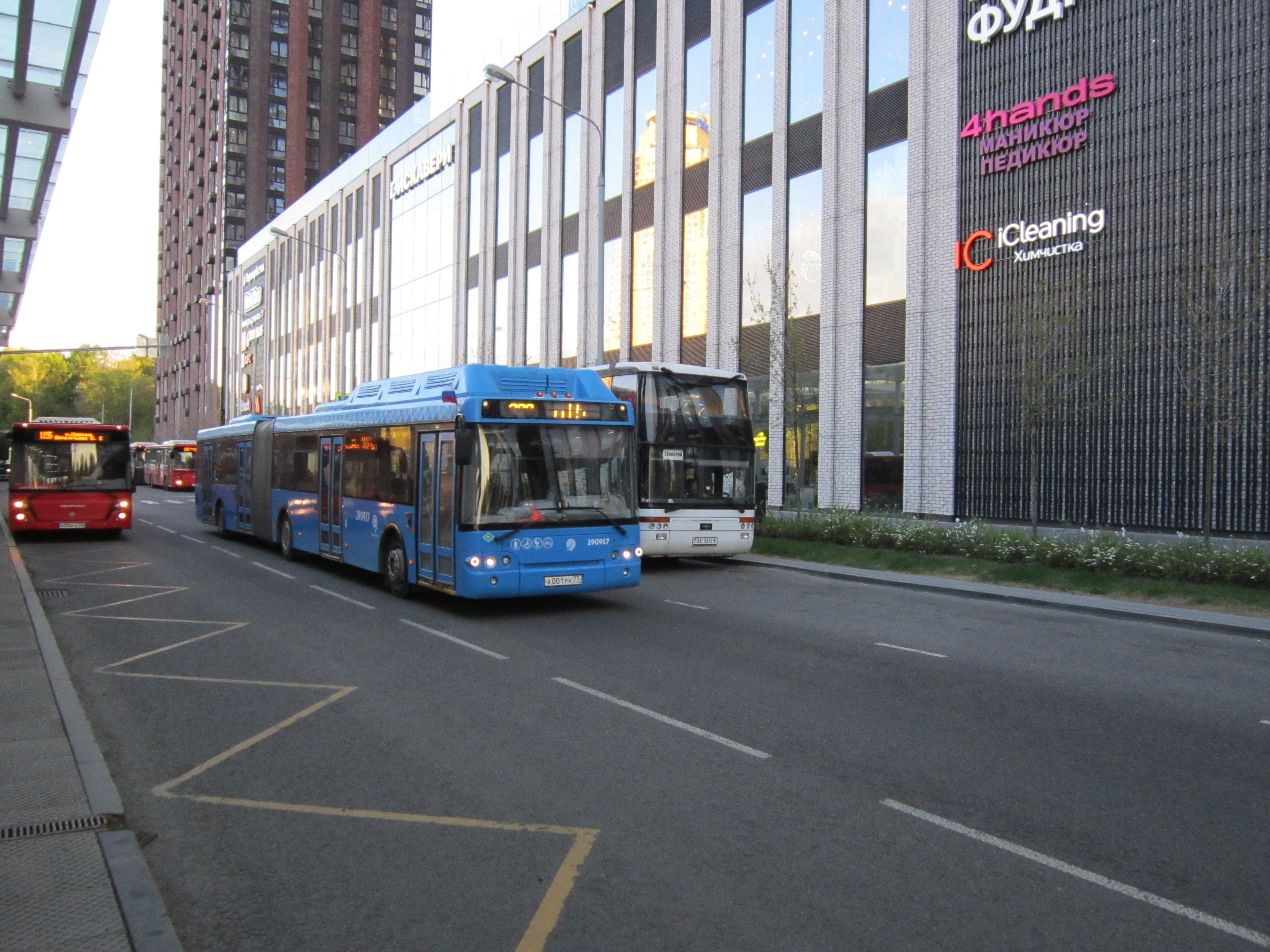
ЛиАЗ-6213.71 КПГ
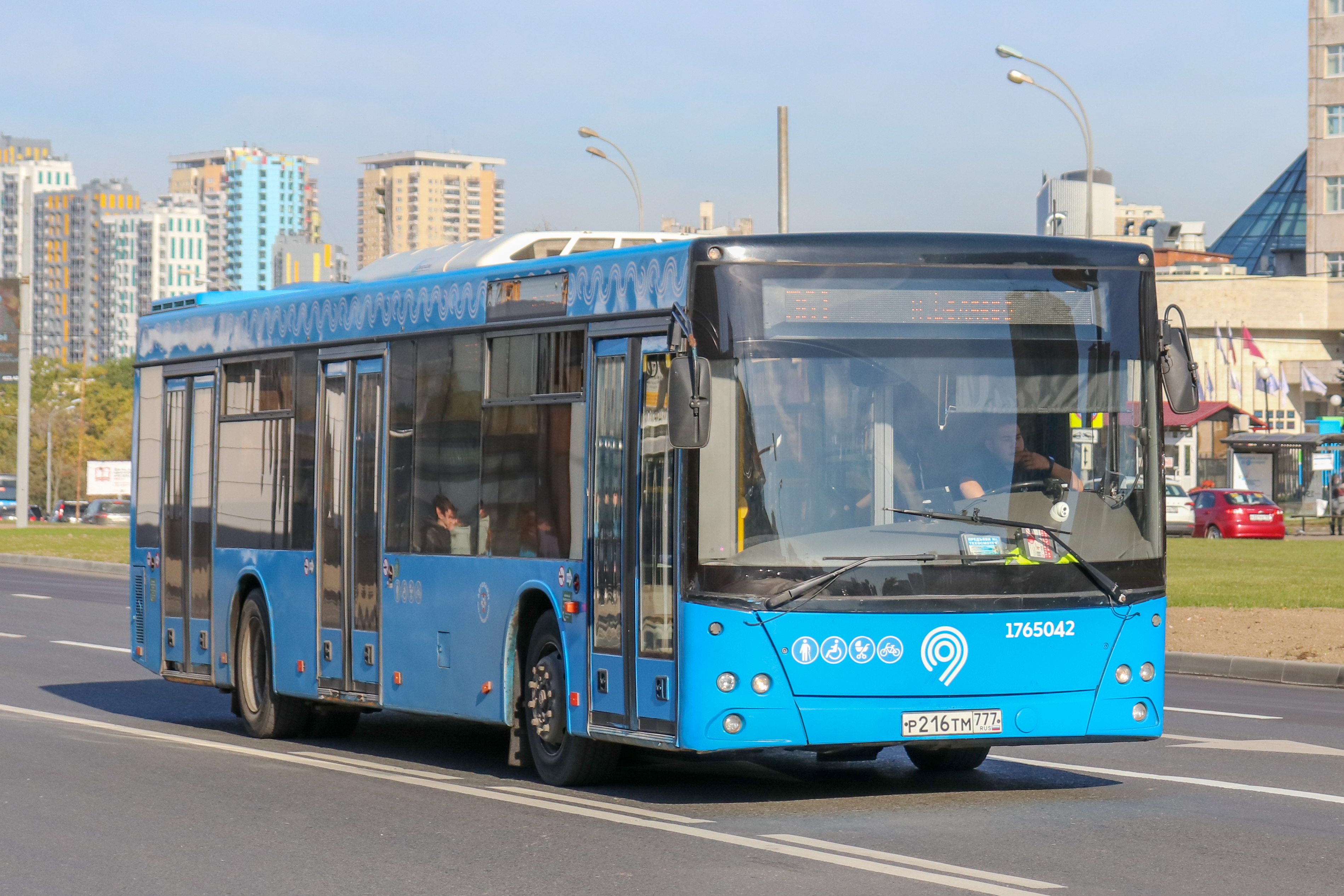
МАЗ-203
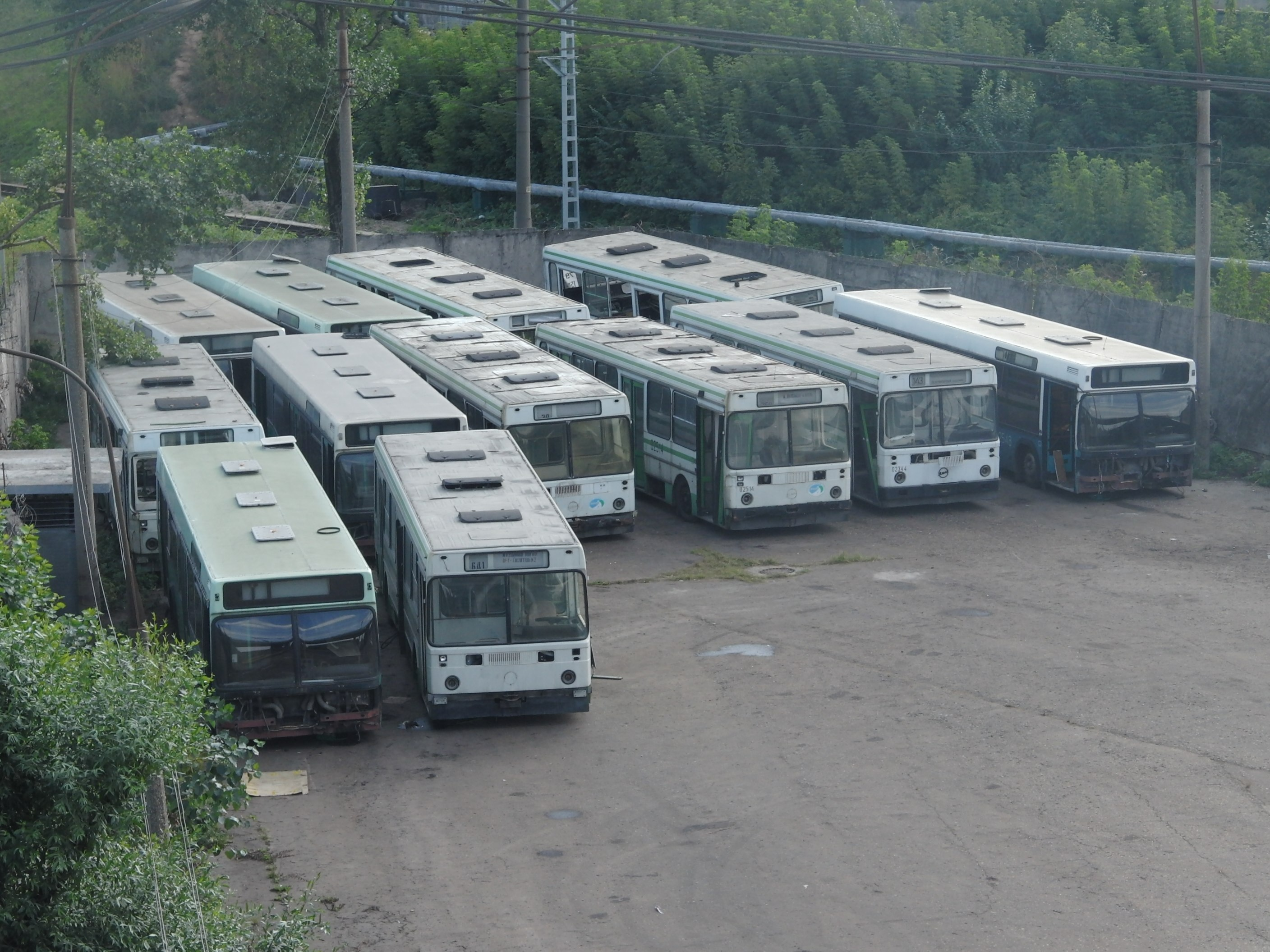
Кладбище старых автобусов недалеко от депо «Москва-Курская»

## Транспортные предприятия
Помимо ГУП «Мосгортранс», городские маршруты также обслуживают и коммерческие перевозчики (в рамках госконтрактов):
- ООО «ГорТакси»
- ООО «СТАРТРАНС»
- ООО «Таксомоторный парк № 20»
- ООО «Трансавтолиз»

## Маршруты
Маршрутная сеть города представлена несколькими сотнями маршрутов. Диапазоны не заняты полностью, имеются свободные номера. Существующая нумерация маршрутов до окончания реформирования маршрутной сети «Магистраль»:
- 1 — 999, 1002, 1004, 1133 — московские городские маршруты. Часть маршрутов проходят также по территории Московской области (пригородные).
- 903, 905 — официальные экспресс-маршруты со старой нумерацией.
- 0XX — временные маршруты, открывающиеся на разный срок вместо неработающих трамвайных маршрутов.
- А — Я, SkX — особые и временные маршруты, а также некоторые постоянные, в том числе:
  - Б, Бк — маршруты по Садовому кольцу.
  - В, Вк — кольцевые маршруты с отметкой по диспетчерской «Ветеринарная академия».
  - Д — маршрут по Домодедовскому кладбищу.
  - Т — Метро «Планерная» — МЦД Тушинская (кольцевой, по внешней стороне).
  - дпXX — временные маршруты на период реконструкции детских поликлиник, где xx — номер закрываемой поликлиники.
  - еXX — экспресс-маршруты.
  - КМX — нерегулярные маршруты, назначаются при закрытии объектов скоростного внеуличного транспорта. Проезд, как правило, бесплатный.
  - мXX — маршруты сети «Магистраль».
  - МЦX — маршруты до ММЦ УФМС.
  - нXX — ночные маршруты.
  - пXX — временные маршруты на период реконструкции поликлиник, где xx — номер закрываемой поликлиники.
  - сXXX — социальные маршруты, выделенные в отдельную нумерацию.
  - тXX — маршруты, постепенно организованные в результате ликвидации троллейбусного движения, где xx — номер заменяемого троллейбусного маршрута.
  - SkX — маршруты, обслуживающие инновационный центр «Сколково».
- 1 — 32 — обслуживают Зеленоградский округ, обособленная нумерация, пересекающаяся с нумерацией выше.

Будущая нумерация маршрутов после полного введения сети «Магистраль»:
- 1 — 99 — автобусы, которые ходят с интервалом до 10 минут с 7 утра до 21 вечера. В остальное время интервал может быть увеличен.
  - м1 — м9 — работают в центре города, диаметральные.
  - м10 — м99 или е10 — е99 — остальные магистральные и экспресс-маршруты.
- 100—999 — маршруты, которые ходят реже 10 минут.
  - 100—999 — районные автобусы, интервал движения не более 20 минут с 7 утра до 21 вечера. В остальное время интервал может быть ещё больше.
  - с100 — с999 — социальные автобусы, работают по особому расписанию, иногда не ходят по выходным и в поздние часы.

| №    | Маршрут                                              | Промежуточные станции метро, МЦК и МЦД                                                                                 | Примечания |
| ---- | ---------------------------------------------------- | --- | --- |
| Вк   | Ветеринарная академия — Ветеринарная академия        | Кузьминки, Текстильщики, Окская, Рязанский проспект                                                                    | Автобусы В (против часовой стрелки) и Вк (по часовой стрелке)                                                          |
| МЦ   | Остафьево — ММЦ УФМС                                 | | |
| МЦ1  | Лесопарковая — ММЦ УФМС                              | | |
| МЦ2  | Прокшино — ММЦ УФМС                                  | | |
| с1   | Остафьевская улица — Улица Адмирала Руднева          | Бульвар Адмирала Ушакова, Улица Скобелевская                                                                           | |
| с3   | Братцево — Улица Рословка                            | Митино, Пятницкое шоссе                                                                                                | Автобус с3к следует по маршруту "4-й микрорайон Митина — улицы Рословка" и обратно                                     |
| с5   | Нагорный бульвар — Черёмушкинский рынок              | Академическая, Зюзино, Новые Черёмушки                                                                                 | |
| с6   | Юрловский проезд — Каргопольская улица               | Отрадное | |
| с9   | Капотня — Марьинский рынок                           | Марьино | |
| с13  | Улица Новаторов — Центр детской гематологии          | Новаторская, Университет дружбы народов                                                                                | |
| с14  | Проезд Карамзина — Улица Академика Варги             | Ясенево, Тёплый Стан, Генерала Тюленева                                                                                | |
| с15  | Платформа Лось — Малыгинский проезд                  | Бабушкинская, Медведково                                                                                               | |
| с17  | Улица Новаторов — Очаково                            | Новаторская, Проспект Вернадского, Озёрная, Аминьевская                                                                | |
| с23  | Дворец спорта «Мегаспорт» — Беговая                  | | |
| с117 | Академическая площадь — Киевский                     | | |
| с118 | Нововатутинский проспект — Ватутинки Парк            | | |
| с122 | Сосенское — Первомайское                             | Коммунарка, Ольховая                                                                                                   | |
| с156 | Филатов Луг — Троицк (микрорайон «В»)                | | |
| с161 | Солнечный Городок — Лужки                            | | |
| с162 | 3-й микрорайон Московского — Толстопальцево          | | |
| с163 | Варшавская — Проспект Вернадского                    | Чертановская, Калужская, Новаторская                                                                                   | |
| с179 | Тёплый Стан — Саларьево                              | | Экспресс-маршрут |
| с187 | Троицк (микрорайон «В») — Минзаг                     | | Автобус с187к, без заезда на кладбище                                                                                  |
| с216 | Стадион «Лужники» — Краснопресненская                | Спортивная | |
| с217 | Новоорловская улица — Лазенки                        | Новопеределкино, Переделкино                                                                                           | |
| с249 | Стадион «Лужники» — 4-й Сетуньский проезд            | Лужники | |
| с252 | Озёрная — Озёрная улица — МКАД                       | | |
| с258 | 5-й микрорайон Солнцева — Улица Федосьино            | Боровское шоссе | |
| с263 | Стадион «Лужники» — Раменки                          | Лужники | |
| с269 | Платформа Рассудово — СНТ Лесное                     | | |
| с280 | Крылатское — Кардиоцентр                             | Крылатское | |
| с289 | 66-й квартал Кунцева — Витебская улица               | Сетунь | |
| с321 | Центр международной торговли — Улица 1905 года       | | |
| с331 | 8-й микрорайон Митина — 3-й микрорайон Строгина      | Митино, Волоколамская, Строгино                                                                                        | |
| с339 | Улица Расплетина — Полежаевская                      | Октябрьское Поле, Зорге, Хорошёво                                                                                      | |
| с344 | 1-й Силикатный проезд — Охотный Ряд                  | Шелепиха, Деловой центр / Москва-Сити / Тестовская (Москва-Сити), Улица 1905 года, Краснопресненская, Баррикадная      | |
| с348 | Тушинская — Улица Фабрициуса                         | Спартак | |
| с364 | Песчаная площадь — Краснопресненская                 | Полежаевская, Беговая, Улица 1905 года                                                                                 | Автобус с364к в Москве следует по маршруту «Метро Краснопресненская» — «Ваганьково» в парк.                            |
| с369 | Парк «Фили» — Маяковская                             | Багратионовская, Фили, Шелепиха, Улица 1905 года, Краснопресненская, Баррикадная                                       | |
| с377 | Братцево — Трикотажная                               | Трикотажная | |
| с396 | Планерная — 4-й микрорайон Митина                    | Трикотажная, Волоколамская, Митино                                                                                     | |
| с453 | Деревня Бурцево — Мелькисарово                       | Молжаниново | |
| с482 | Окружная — Белорусский вокзал                        | Петровско-Разумовская, Савёловская                                                                                     | |
| с510 | Рижский вокзал — Тихвинская улица                    | | |
| с511 | Краснопресненская — 6-й Новоостанкинский проезд      | Баррикадная, Чеховская, Новослободская, Достоевская, Марьина Роща                                                      | |
| с532 | Тимирязевская — Белорусский вокзал                   | Фонвизинская, Бутырская, Марьина Роща, Белорусская                                                                     | |
| с543 | Владыкино — Долгоруковская улица                     | Фонвизинская, Дмитровская, Савёловская, Менделеевская, Новослободская                                                  | |
| с585 | Огородный проезд — Капельский переулок               | Тимирязевская, Владыкино, Останкино, ВДНХ, Алексеевская, Рижский вокзал                                                | |
| с595 | ВДНХ (главный вход) — Уржумская улица                | ВДНХ, Ботанический сад, Свиблово                                                                                       | |
| с613 | 3-й микрорайон Новокосина — Вешняки                  | Новокосино, Лухмановская, Улица Дмитриевского, Ухтомская, Косино, Выхино                                               | |
| с633 | Сокольники — Лубянка                                 | Митьково, Красносельская, Комсомольская, Чистые пруды                                                                  | |
| с636 | 3-я улица Соколиной Горы — Площадь Ильича            | Семёновская, Сортировочная, Авиамоторная, Москва-Товарная, Площадь Ильича, Лефортово                                   | |
| с663 | Лухмановская — Индустриальный парк «Руднёво»         | | |
| с675 | Сокольники — Белокаменная                            | | |
| с676 | Перово — Партизанская                                | Перово, Кусково | |
| с679 | Карачарово — Серп и Молот                            | Андроновка, Нижегородская, Авиамоторная                                                                                | |
| с694 | Новокосино — ТК «Садовод»                            | | |
| с710 | Алма-Атинская — Белая Дача                           | Марьино, Братиславская                                                                                                 | Бывший 10 |
| с711 | ТК «Садовод» — Кузьминки                             | | |
| с744 | ТК «Садовод» — Люблино                               | | |
| с755 | Стадион «Лужники» — Новохохловская                   | Лужники, Кропоткинская, Таганская, Марксистская, Калитники                                                             | Бывший 106, 255 |
| с768 | Подольская улица, 33 — ТК «Садовод»                  | Марьино | |
| с783 | Центр московского долголетия — Улица Гурьянова       | Курьяново, Перерва | |
| с768 | ЗИЛ — Саратовская улица                              | Кожуховская, Угрешская, Печатники, Текстильщики                                                                        | Бывший 193, продлённый от метро «Автозаводская» до "МЦК ЗИЛ"                                                           |
| с795 | Капотня — Домодедовская                              | | Бывший 95 |
| с797 | Чагинская улица — Братеевская пойма                  | Марьино, Алма-Атинская                                                                                                 | |
| с799 | 138-й квартал Выхина — Улица Серпуховский Вал        | Юго-Восточная, Кузьминки, Текстильщики, Волгоградский проспект, Дубровка, Автозаводская, Тульская / Платформа Тульская | Бывший 99, продлённый до улицы Серпуховский Вал                                                                        |
| с806 | Нагатинская — Улица Академика Миллионщикова          | Каширская | Бывший с8 |
| с809 | Станция Бирюлёво-Товарная — 6-й микрорайон Загорья   | Платформа Бирюлёво-Пассажирская                                                                                        | |
| с810 | Домодедовская — Домодедовское кладбище               | | Бывший 510 и 510э |
| с811 | Нагатинский Затон — 1-й Нагатинский проезд           | Кленовый бульвар, Коломенская, Нагатинская                                                                             | |
| с819 | Каширское шоссе — МКАД — Красногвардейская           | Красногвардейская, Шипиловская, Домодедовская                                                                          | |
| с820 | Каширская — Коломенская                              | | Бывший 820. Автобус с820к в Москве следует по маршруту «Посёлок Строителей» — «Коломенский проезд, 8» и обратно.       |
| с823 | Каширская — 6-й микрорайон Орехово-Борисова          | Кантемировская, Царицыно, Москворечье                                                                                  | |
| с827 | Алма-Атинская — Ереванская улица                     | Борисово, Москворечье                                                                                                  | Бывший 740 |
| с835 | Кожуховская — Пролетарская                           | Автозаводская | |
| с839 | Кантемировская — Бюро судебно-медицинской экспертизы | | |
| с848 | Красногвардейская — Москворечье                      | | Бывший 148, укороченный до МЦД Москворечье вместо метро "Каширская"                                                    |
| с850 | Каширская — Ереванская улица                         | Кантемировская, Платформа Чертаново                                                                                    | |
| с854 | Орехово — 3-я Радиальная улица                       | Царицыно | |
| с856 | Нагатинский Затон — Котельническая набережная        | Кленовый бульвар, Коломенская, Технопарк, Таганская                                                                    | |
| с867 | Каширское шоссе — МКАД — ТК «Садовод»                | Домодедовская, Красногвардейская, Марьино, Братиславская                                                               | |
| с869 | Ереванская улица — Электрический завод               | Царицыно | Бывший 269к |
| с891 | Станция Бирюлёво-Товарная — Каширская                | Кантемировская | |
| с894 | Орехово — Гурьевский проезд                          | Красногвардейская, Зябликово                                                                                           | |
| с908 | Посёлок Измайлово — Платформа Чертаново              | Платформа Бирюлёво-Пассажирская, Покровское, Пражская, Южная                                                           | Автобус с908к следует по маршруту Посёлок Измайлово — Бирюлёво Западное и обратно.                                     |
| с910 | 3-й Павелецкий проезд — Улица Новый Арбат            | Платформа Тульская, Тульская, Октябрьская, Парк культуры, Смоленская, Верхние Котлы, Нагатинская                       | |
| с914 | Южная — Промзона Чертаново                           | | |
| с916 | Остафьевская улица — Чертаново Южное                 | Бульвар Адмирала Ушакова, Бульвар Дмитрия Донского, Аннино, Улица Академика Янгеля                                     | |
| с918 | Большая Юшуньская улица — Академическая              | Каховская | |
| с919 | Чертаново Южное — Щербинское кладбище                | Улица Академика Янгеля, Аннино                                                                                         | |
| с923 | 5-й микрорайон Тёплого Стана — Улица Островитянова   | Тёплый Стан, Коньково, Беляево, Калужская                                                                              | Бывшие 49 и 235. Автобус с923к в Москве следует по маршруту «Улица Островитянова, 37» — «Улица Введенского, 8» в парк. |
| с924 | Троицк (микрорайон «В») — Подольск                   | | Бывший областной 1024. Автобус с924к следует по маршруту «Троицк (микрорайон «В») — Поворот на Былово» в парк.         |
| с929 | Южная — Нагорная                                     | Пражская, Чертановская, Варшавская                                                                                     | |
| с932 | Шаблон:НОТ Москвы                                    | Шаблон:ММ, Шаблон:ММ, Шаблон:ММ                                                                                        | |
| с936 | Шаблон:НОТ Москвы                                    | Шаблон:ММ, Шаблон:ММ, Шаблон:ММ, Шаблон:ММ                                                                             | Бывший 636, укороченный до метро "Потапово" вместо метро "Новомосковская"                                              |
| с941 | Шаблон:НОТ Москвы                                    | Шаблон:ММ, Шаблон:ММ, Шаблон:ММ, Шаблон:ММ                                                                             | Автобус с941к, следует по маршруту «Красный Маяк» — «Улица Подольских Курсантов, 18».                                  |
| с949 | Шаблон:НОТ Москвы                                    | | |
| с951 | Шаблон:НОТ Москвы                                    | Шаблон:ММ, Шаблон:ММ                                                                                                   | |
| с953 | Шаблон:НОТ Москвы                                    | Шаблон:ММ, Шаблон:ММ, Шаблон:ММ, Шаблон:ММ, Шаблон:ММ, Шаблон:ММ,                                                      | |
| с954 | Шаблон:НОТ Москвы                                    | Шаблон:ММ, Шаблон:ММ, Шаблон:ММ                                                                                        | Бывшие п1 и 754 |

## Перспективы
До развития сети «Магистраль» планирование маршрутной сети остаётся следующим. Новые автобусные маршруты создаются, как правило, в районах недавней жилой застройки. Остальная сеть не претерпевает существенных изменений. Исключение составляют изменения, происходящие при открытии новых станций метро — как, например, изменения в районе Строгино в январе 2008 года или изменения в районах Братеево, Зябликово, Орехово-Борисово Северное и Орехово-Борисово Южное в связи с открытием станций метро «Борисово», «Шипиловская» и «Зябликово» в декабре 2011 года, также иногда новые маршруты вводят в районах сложившиеся жилой застройки при увеличении пассажиропотока.
С 2021 года запланировано расширение географии сервиса «По пути».

### Отказ от автобусов с двигателями внутреннего сгорания
В 2017 году Правительство Москвы приняло решение объявить конкурс на поставку первых 300 российских автобусов на электрической тяге и в период с 2018 по 2020 год закупать по 300 электробусов ежегодно, а с 2021 года — полностью отказаться от закупок автобусов, работающих на дизельном топливе и на компримированном природном газе. К середине 2019 года на девяти маршрутах было задействовано около 140 электробусов. Тем не менее, в 2023 году было закуплено 200 автобусов ЛиАЗ-5292.67 в версии на компримированном природном газе, ожидается, что все 200 машин поступят до конца октября.